# Madeira (região autónoma)
A Madeira ou Região Autónoma da Madeira é uma região e arquipélago situada no Oceano Atlântico, com a capital localizada na cidade do Funchal, tendo 250 769 habitantes em 2021, sendo a sexta região mais populosa do país, com uma densidade populacional de 313 hab./km2, sendo a segunda maior área urbana do país, e uma área total de 801 km2, sendo a sétima região mais extensa do país.
É uma das sete regiões de Portugal, constituída por 54 freguesias, compreendendo em 11 municípios e sendo no mesmo tempo constituída pela mesma e única subregião, tendo o mesmo nome.
O Estatuto Político-Administrativo da Região Autónoma da Madeira é um dos dois governos regionais autónomos nacionais e coordena as políticas da região.
É um arquipélago bastante turístico durante todo o ano, devido ao seu clima com temperaturas amenas tanto no Inverno como no Verão e também famoso pelo seu espetacular fogo-de-artifício no Ano Novo, classificado como o maior espetáculo pirotécnico do mundo na passagem de ano de 2006 para 2007. Também são mundialmente conhecidos pelo seu vinho licoroso característico conhecido mundialmente Vinho da Madeira, pelas suas flores e pelas suas paisagens com montanhas abruptas, vales verdejantes e floridos, o panorama do mar e das escarpas do litoral e pelas suas praias de areia dourada da ilha do Porto Santo e por ser o local de nascimento de Cristiano Ronaldo, considerado o melhor jogador de futebol português de sempre.

## História

### Antes do povoamento
Uma das teorias dos historiadores é de que as ilhas da Madeira e Porto Santo foram descobertas primeiro pelos Romanos e que ficaram conhecidas como as "Ilhas de púrpura", mas é um assunto relativamente debatido entre os historiadores e não se encontrou um consenso, dado poder referir-se a outras ilhas mais a sul. Mais tarde o arquipélago foi então redescoberto pelos portugueses que em primeiro lugar descobriram a ilha do Porto Santo em 1418 por intermédio de João Gonçalves Zarco e Tristão Vaz Teixeira; depois, a ilha da Madeira em 1419, por intermédio de Bartolomeu Perestrelo, João Gonçalves Zarco e Tristão Vaz Teixeira.
As ilhas do arquipélago da Madeira já seriam conhecidas antes da chegada dos portugueses, a crer em referências presentes em obras, bem como na representação destas em cartas geográficas. Entre as obras que se referem à Madeira salientam-se passagens do Libro del Conoscimiento (após 1385), obra de um espanhol, na qual as ilhas são referidas pelo nome de "Leiname", "Diserta" e "Puerto Santo" em 1419.
Evidências arqueológicas sugerem que as ilhas podem ter sido visitadas pelos vikings em algum momento entre 900 e 1030.

### Povoamento
Em 1418 a ilha do Porto Santo foi descoberta por João Gonçalves Zarco e por Tristão Vaz Teixeira. No ano seguinte estes navegadores, acompanhados por Bartolomeu Perestrelo, chegam à Ilha da Madeira, Mais precisamente no Município de Machico.
Tendo sido notadas as potencialidades das ilhas, bem como a importância estratégica destas, iniciou-se por volta de 1425 a colonização, que terá sido uma iniciativa de D. João I ou do Infante D. Henrique.
Os três capitães-donatários levaram, na primeira viagem, as respectivas famílias, um pequeno grupo de pessoas da pequena nobreza, gente de condições modestas e alguns antigos presos do reino. Os primeiros colonos provinham da região do Algarve e mais tarde da região norte do continente.
Do Algarve, partiram, alguns dos principais colonizadores, com funções importantes na implementação das bases do sistema do senhorio. Podemos também referir neste processo o norte de Portugal, nomeadamente a região de Entre Douro e Minho, origem daqueles que intervieram especificamente na organização do espaço agrícola.
Do Algarve, das localidades de Tavira, Lagos, Silves, Aljezur e Sagres, registam-se também a deslocação de diversas pessoas rumo às novas ilhas do Reino. Enumeram-se criados, escudeiros, cavaleiros e fidalgos que marcaram o início do povoamento, que rapidamente se foi estendendo geograficamente a outras áreas, tais como Santa Cruz, Câmara de Lobos, Ribeira Brava, Ponta do Sol e Calheta.
Para auferirem de condições mínimas para o desenvolvimento da agricultura, tiveram que desbastar uma parte da densa floresta de laurissilva e construir um grande número de canalizações de água (levadas), visto que numa parte da ilha havia água em excesso enquanto na outra esta escasseava. Nos primeiros tempos, o peixe constituía o principal meio de subsistência dos povoadores assim como os produtos horto-frutícolas.
A partir de 1440 estabelece-se o regime das capitanias com a investidura de Tristão Vaz Teixeira como capitão-donatário da capitania de Machico; seis anos mais tarde Bartolomeu Perestrelo torna-se capitão-donatário do Porto Santo e em 1450 Zarco é investido capitão-donatário da capitania do Funchal.

### Da queda da produção cerealífera ao Vinho da Madeira

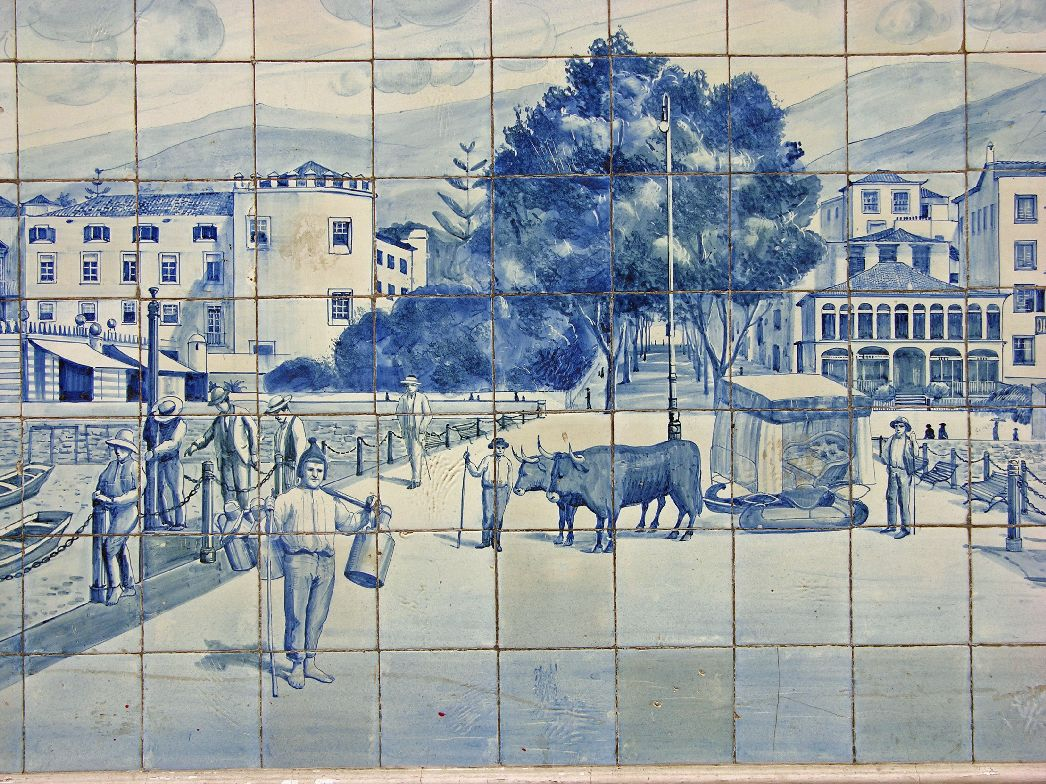
O Funchal antigo, em um azulejo.

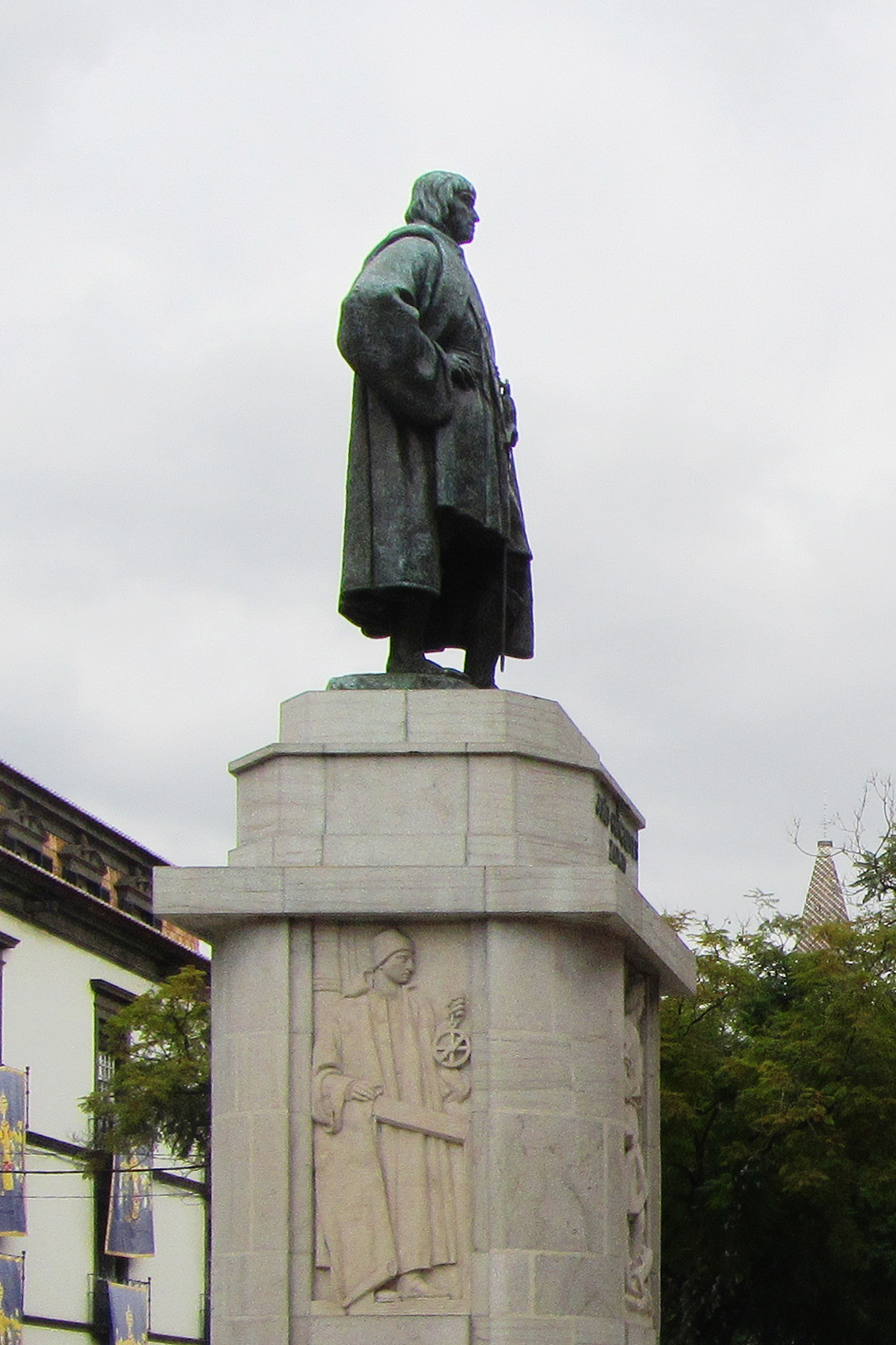
Estátua em memória do descobridor João Gonçalves Zarco

A primeira atividade agrícola local com grande relevo foi a cultura cerealífera do trigo. Inicialmente, os colonizadores produziam trigo para a sua própria subsistência mas, mais tarde, este passou a ser um produto de exportação para o reino.
No entanto, inexplicavelmente, a produção cerealífera entrou em queda. Para superar a crise o infante D. Henrique resolveu mandar plantar na ilha da Madeira a cana-de-açúcar — rara na Europa e, por isso, considerada especiaria —, promovendo, para isso, a vinda, da Sicília, da soca da primeira planta e dos técnicos especializados nesta cultura. A produção de açúcar rapidamente conferiu à metrópole funchalense uma franca prosperidade económica. Este facto levou a que na segunda metade do século XV, a cidade do Funchal tenha se tornado num porto de escala obrigatório para as rotas comerciais europeias. A cultura da cana foi por excelência um dinamizador da economia insular.
Com a produção da cana-de-açúcar, a Madeira atraiu e fixou aventureiros e comerciantes das mais recônditas origens, tendo esta exploração sido considerada, na altura, como o principal motor da economia madeirense. Muitos foram os comerciantes Europeus que se deslocaram à Região para o negócio do açúcar, principalmente genoveses e flamengos.
A cultura da cana e a indústria da produção de açúcar desenvolver-se-iam até ao século XVII, seguindo-se a indústria da transformação — as alçapremas — fazendo a extracção do suco para, depois, vir a fazer-se o recozer dos meles como então se chamava à fase da refinação.
Aparentemente é na Madeira que, no contexto da produção do açúcar, foi aplicada mão-de-obra escrava negra pela primeira vez. O sistema colonial de produção de açúcar é posto em prática na Ilha da Madeira, numa escala muito menor, e será sucessivamente aplicado, em larga escala, noutras zonas de produção ultramarinas, como é o exemplo maior do Brasil.
Na segunda metade do século XVI, surge o declínio da produção de açúcar na ilha. A cana sacarina na ilha começa a evidenciar doença e, ao mesmo tempo, há também uma forte concorrência de novos territórios produtores, principalmente o Brasil.
A partir do século XVII será o vinho o mais importante produto da exploração madeirense, já que a cultura da cana-de-açúcar fora, entretanto, transferida para o Brasil (a partir de 1530) e para São Tomé e Príncipe.
Nos séculos XVII e XVIII, a estrutura da "cidade do vinho sobrepôs-se à cidade do açúcar". Com o declínio da produção açucareira, em finais do século XVI, substituíram-se os canaviais por vinhedos, dando origem ao chamado Ciclo do Vinho que, internacionalmente, instalando-se na Ilha importantes mercadores ingleses que, paulatinamente, acabam por controlar o cada vez mais importante comércio vinícola insular.
Nos séculos XVIII e XIX, os visitantes da ilha distinguiam-se entre doentes, viajantes, turistas e cientistas. A maioria dos visitantes pertencia à aristocracia endinheirada europeia, nomeadamente príncipes, princesas e monarcas que encontrava na Ilha da Madeira, um porto terapêutico essencialmente.
Em resultado da elevada procura verificada na época, surgiu a necessidade de produção de guias informativos para os visitantes. O primeiro guia turístico da Madeira surgiu em 1850, e focava já elementos sobre a história, a geologia, a flora, a fauna e os costumes da ilha.
Os ingleses e os alemães foram os primeiros a lançar as bases para a construção da rede hoteleira madeirense.

### O papel da Madeira na época dos descobrimentos
A Madeira serviu também como modelo para a colonização do Brasil, baseado nas capitanias hereditárias e nas sesmarias, conforme atesta a nomeação de Pero de Góis por D. João III, em 25 de agosto de 1536, quando o rei determina que exercesse o cargo da maneira que ele deve ser feito e como o é o provedor da minha fazenda na Ilha da Madeira.
No Brasil, os madeirenses tiveram também importante participação na Insurreição Pernambucana, contra a ocupação holandesa.
Durante o século XV a Madeira desempenhou um importante papel na expansão marítima portuguesa. Tornou-se também famosa pelas rotas comerciais que ligavam o porto do Funchal a toda a Europa. E foi no arquipélago da Madeira que o mercador Cristóvão Colombo aprofundou os conhecimentos da arte de navegar e planeou a sua célebre viagem para a América.
Nos séculos XVII e XVIII, uma grave crise económica e alimentar motivaram a diáspora madeirense. Milhares de famílias partiram para as colónias. Na Madeira, o povo sofria com a fome e a miséria. Em 1747, D. João V ordena o recrutamento voluntário de casais para povoarem a ilha de Santa Catarina. Em 1751, o governador Manuel Saldanha da Gama escreve: Nalguns portos da Ilha, o povo só se alimentava de raízes, flor de giesta e frutos. No mesmo ano, o rei D. José mandou recrutar, só na cidade do Funchal, mil casais sem meios de subsistência para promover o povoamento das colónias, sobretudo do Brasil.

### Religião

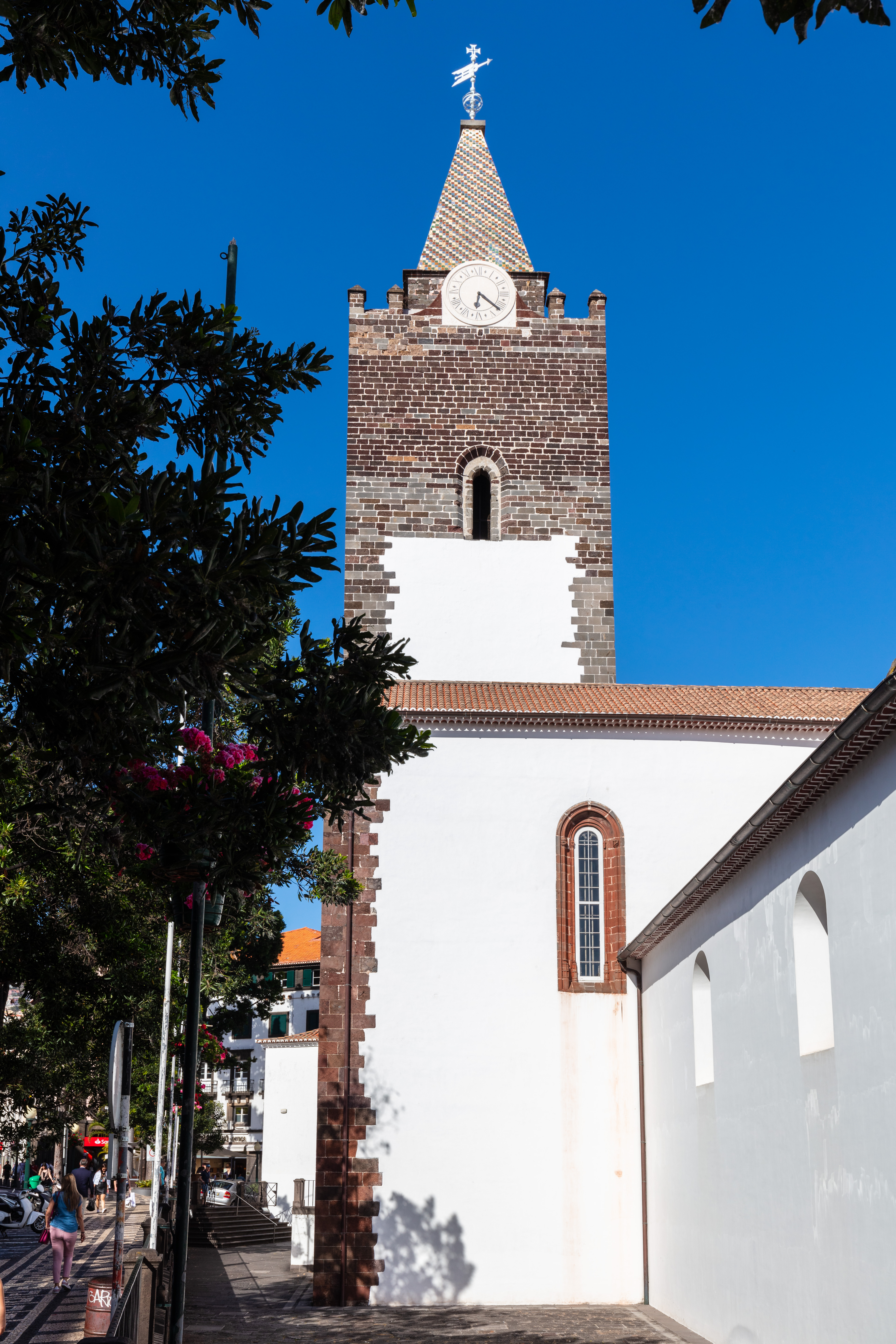
Sé do Funchal, também um marco à importância do povoamento da ilha, para o Império Português

A população do arquipélago da Madeira é historicamente seguidora do catolicismo romano, embora hoje em dia essa identificação tenda a ser, em parte, nominal.
A Diocese do Funchal foi criada a 12 de junho de 1514 através da bula Pro Excellenti Praeeminentia do papa Leão X, em resultado de um pedido do rei D. Manuel I. Em 1536, papa o Papa Paulo III desligou o bispado da Ordem de Cristo. Esta diocese, cujo primeiro bispo foi Diogo Pinheiro, teve a maior jurisdição do mundo, já que esta era alargada aos territórios com presença portuguesa em África, no Brasil, Índia e China. Em 1533, o papa Clemente VII elevaria a diocese a arcebispado, que seria extinguido em 1551, passando novamente a diocese dependente do arcebispado de Lisboa. Em 1991, a Madeira recebeu a visita do papa João Paulo II, primeiro Papa a visitar a ilha. D. António José Cavaco Carrilho é o bispo da diocese desde maio de 2007, sucedendo a D. Teodoro de Faria que renunciou em virtude de já ter ultrapassado a idade canónica para exercer o cargo.

### O temporal de 2010

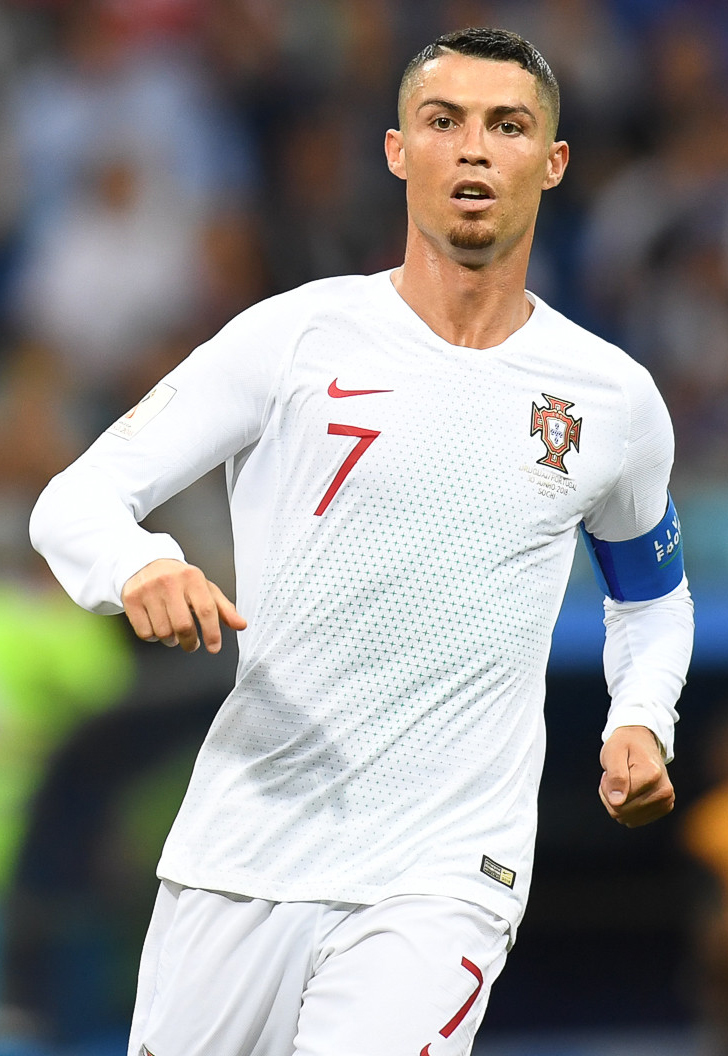
Cristiano Ronaldo é a mais famosa personalidade nascida na Ilha da Madeira.

A 20 de fevereiro de 2010, um forte temporal causou inundações e deslizamento de terras, provocando pelo menos 48 mortos e cerca de 250 feridos. Os concelhos mais afetados foram o Funchal e Ribeira Brava, onde várias pontes ruíram e estradas e caminhos cederam ou foram levados pelas águas. No Funchal as três maiores ribeiras transbordaram, causando grande destruição. Várias residências ficaram soterradas por deslizamentos, e a capela de Nossa Senhora da Conceição, no Monte, foi levada pelas águas. Foi declarada pelo governo português a observância de três dias de luto nacional.

## Geografia

### Localização

Distâncias entre as ilhas que compõem a Região Autónoma da Madeira

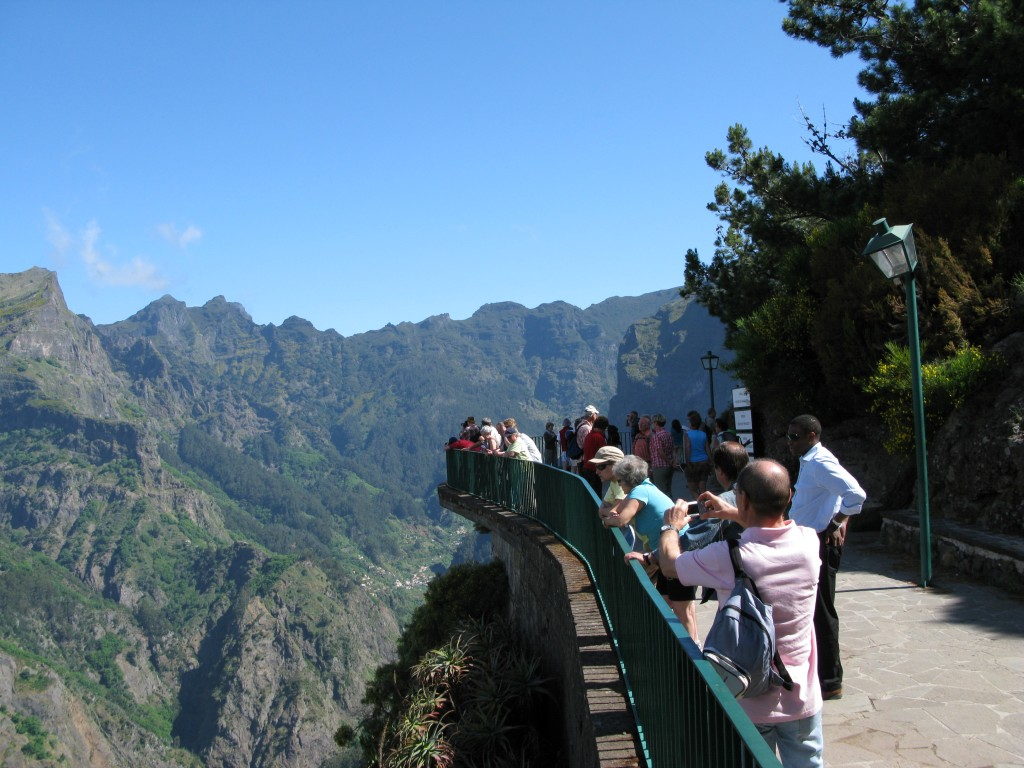
Turistas a apreciarem a vista do miradouro da Eira do Serrado

O arquipélago da Madeira situa-se na placa africana, no oceano Atlântico entre 30° e 33° de latitude norte, 978 km a sudoeste de Lisboa, cerca de 700 km a oeste da costa africana, quase à mesma latitude de Casablanca e 450 km a norte das Canárias.
De origem vulcânica, é formado por:
- Ilha da Madeira (740,7 km²);
- Porto Santo (42,5 km²);
- Ilhas Desertas (14,2 km²) — 2 ilhas desabitadas e 1 habitada (somente por Vigilantes da Natureza ou até mesmo biólogos ou geólogos para estudos);
- Ilhas Selvagens (3,6 km²) — 2 ilhas habitadas (somente por Vigilantes da Natureza ou Polícia Marítima) e 17 ilhéus desabitados.

Das sete ilhas, apenas as duas maiores (Madeira e Porto Santo) são habitadas, tendo, como principais acessos, o Aeroporto da Madeira no Funchal e o do Porto Santo. Por via marítima, o Funchal possui um porto que recebe vários navios, principalmente cruzeiros; e três das restantes ilhas são habitadas por vigilantes da natureza, biólogos/geólogos e Polícia Marítima que protegem estas reservas naturais (Reserva Natural das Ilhas Desertas e Reserva Natural das Ilhas Selvagens).

### Território e clima

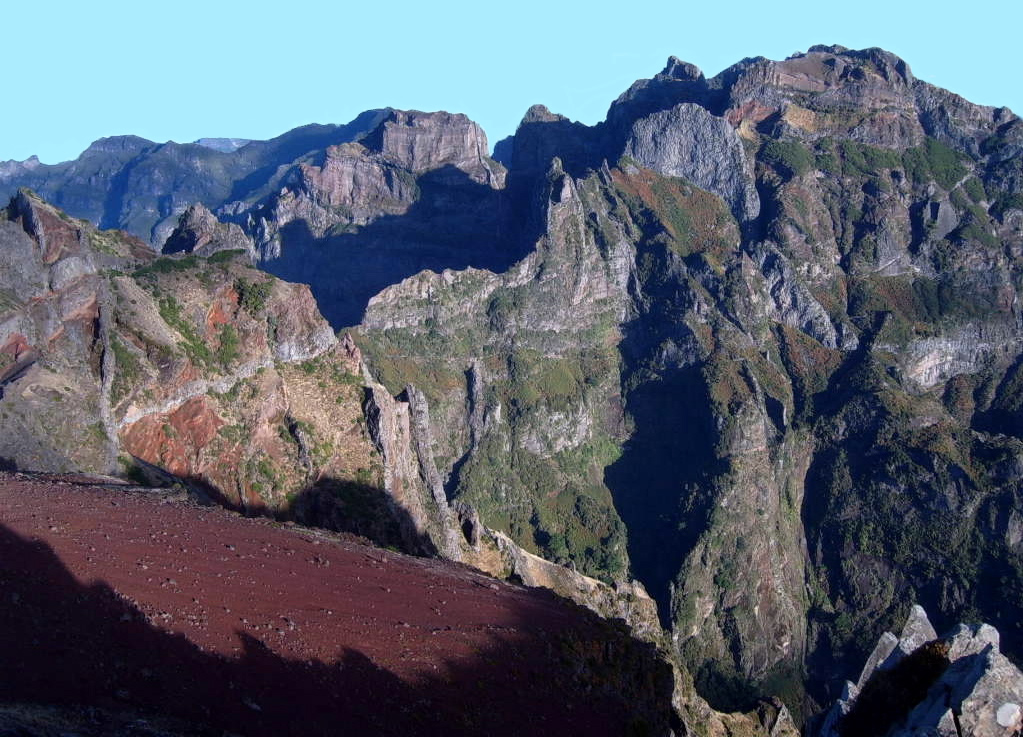
Vista do Pico das Torres e do Pico Ruivo a partir do Pico do Arieiro.

O território do arquipélago contém duas ilhas principais: a Ilha da Madeira e a ilha do Porto Santo; além destas, existem dois grupos de ilhas, as Ilhas Desertas e as Selvagens.
A Ilha da Madeira possui uma orografia bastante acidentada, sendo os pontos mais altos o Pico Ruivo (1 862 m), Pico das Torres (1 851 m) e o Pico do Arieiro (1 818 m). A costa norte é dominada por altas arribas e na parte ocidental da ilha surge uma região planáltica, o Paul da Serra (1 300–1 500 m).
O relevo, bem como a exposição aos ventos predominantes, fazem com que na ilha existam diversos micro-climas o que, aliado ao exotismo da vegetação, constitui um importante factor de atracção para o turismo, principal actividade da região. A precipitação é mais elevada na costa norte do que na costa sul. Não existem grandes variações térmicas durante todo o ano mantendo-se o clima ameno.
A ilha do Porto Santo, por outro lado, tem uma constituição geomorfológica completamente diferente à da ilha da Madeira. Muito plana, apresenta um revestimento vegetal ralo com solos pobres pouco aptos para a agricultura. Possui uma praia de areia fina e dourada com 9 km de extensão de origem orgânica (calcário), ao contrário das praias de Portugal continental que são de origem siliciosa (inorgânica), e constitui uma estância de turismo cada vez mais explorada regional, nacional e internacionalmente. Esta ilha apresenta alguns picos, sobretudo a norte, sendo o Pico do Facho (517 m) o ponto de maior altitude.

### Geomorfologia

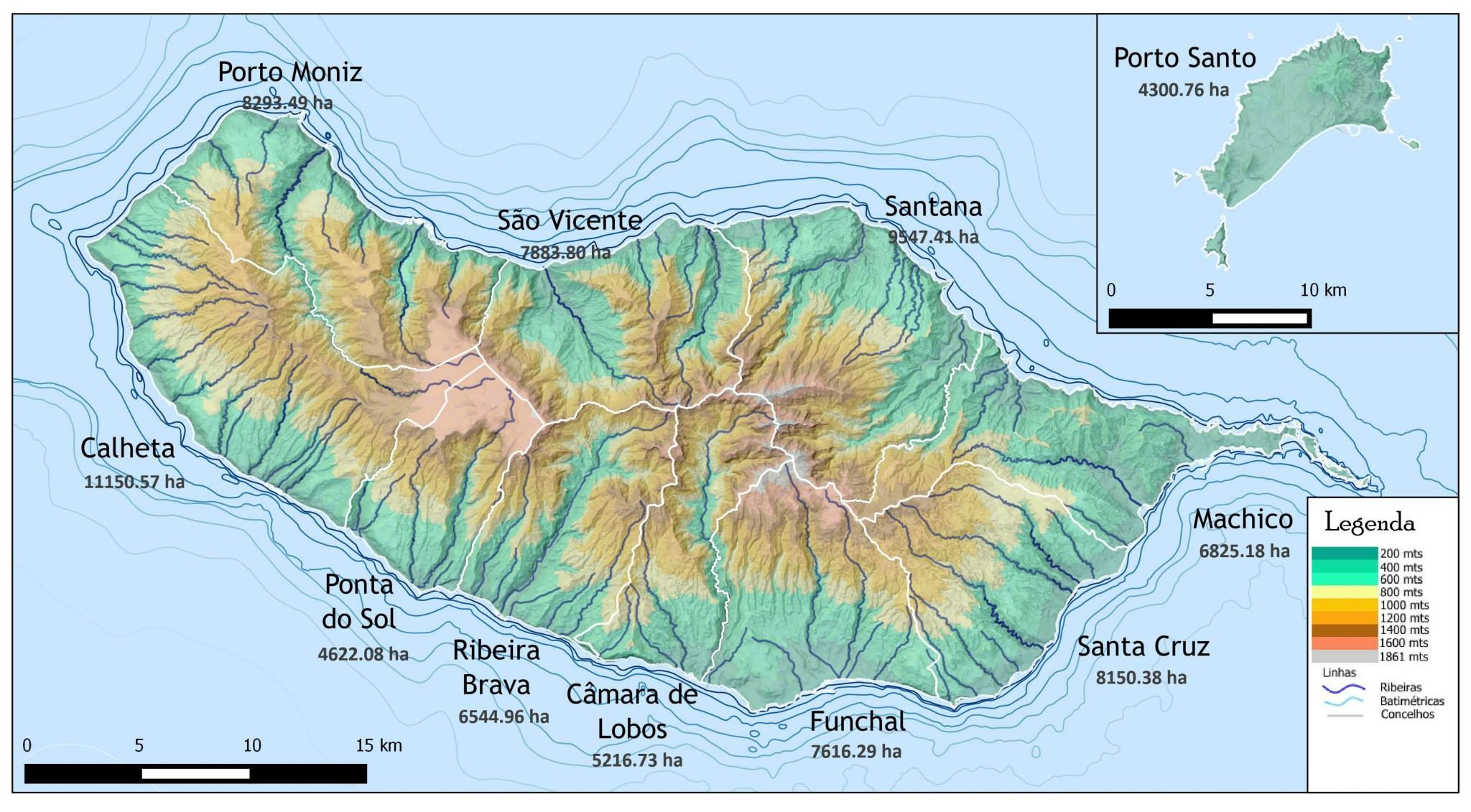
Geomorfologia da Ilha da Madeira e Porto Santo caracterizado com o mapa de relevo (isolinhas + mapa de sombra), ribeiras principais e batimétricas com o limite e áreas oficiais dos concelhos.

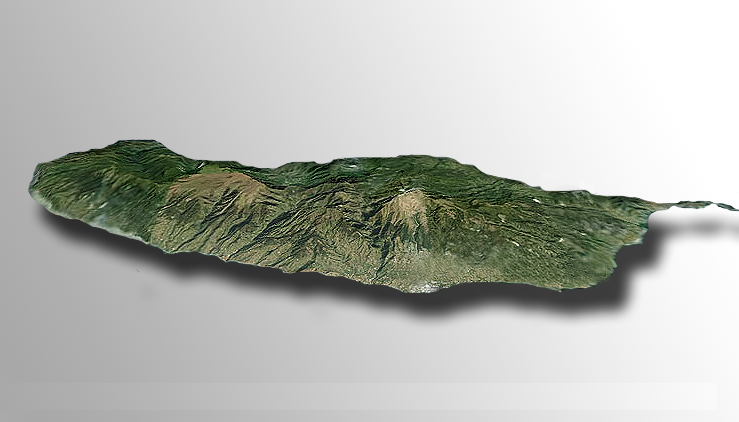
Ilha da Madeira 3D.

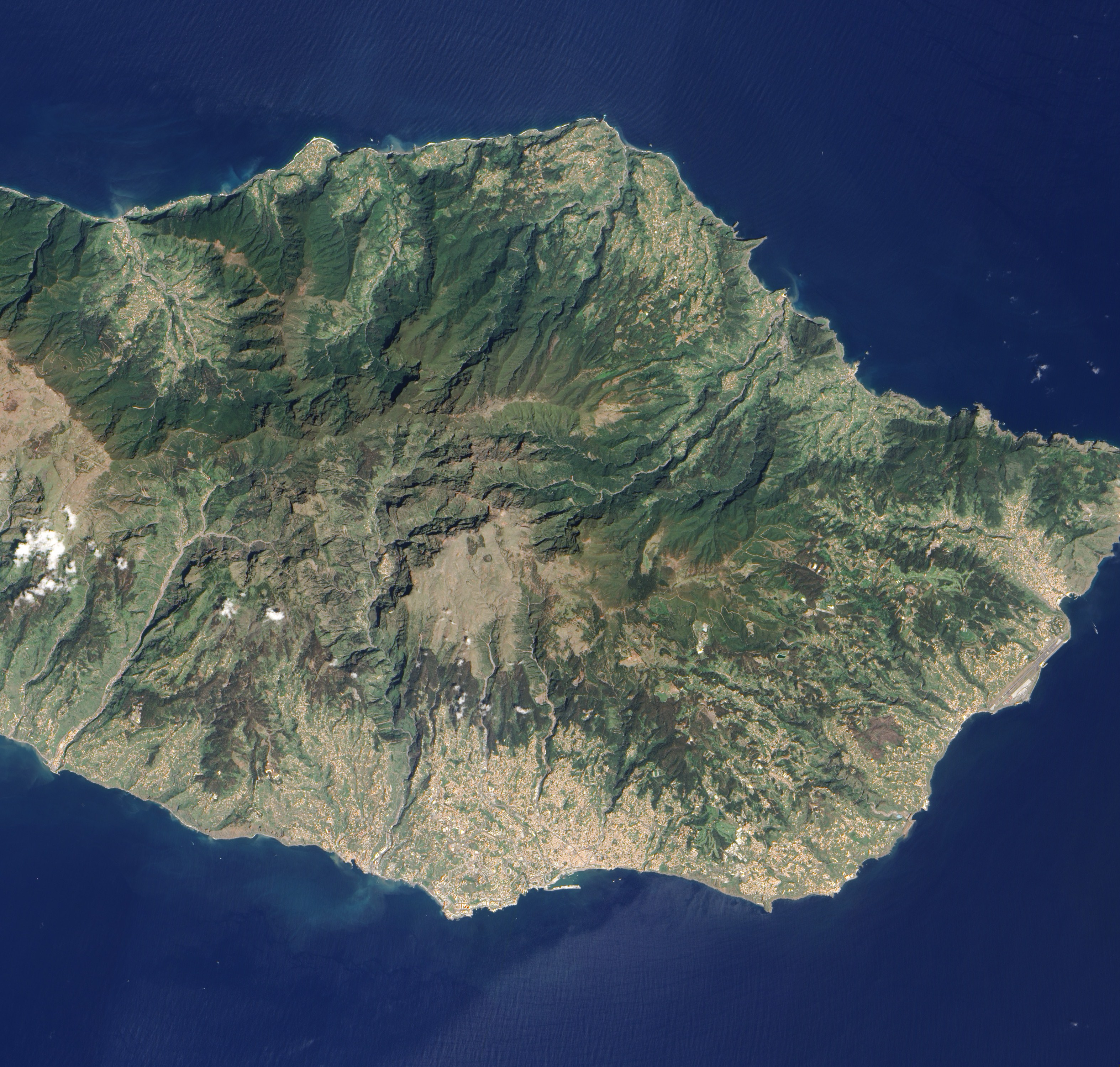
Vista de satélite da parte central e este da ilha

O arquipélago da Madeira faz parte da Macaronésia e está situada na placa Africana. Localiza-se num extremo da cadeia montanhosa (submarina) Tore, sentido NE/SO. Considera-se um ponto quente, daí a sua natureza vulcânica e a direcção NE que o arquipélago desenha.
De maneira sumária, o arquipélago tem a sua génese durante a criação do Atlântico Norte, começando a desenvolver-se durante o período Cretácico, há aproximadamente 130 milhões de anos.
A ilha do Porto Santo foi a primeira a formar-se, há 19 milhões de anos, durante o Mioceno, emergindo 11 milhões de anos depois (há 8 milhões de anos). A mais recente é a ilha da Madeira, com a mesma data de formação, tendo emergido durante a transição do Mioceno para o Plioceno, há aproximadamente 5 milhões de anos, apresentando actualmente um relevo menos erodido que as restantes ilhas.
Desde a sua emersão até agora, podem salientar-se cinco fases relacionadas com o vulcanismo da sua formação, particularmente visíveis em diversos pontos da ilha da Madeira:
- Formação base, caracterizada por grandes erupções e expulsão de material, que terminou há 3 milhões de anos.
- Formação da periferia, onde se verifica a diminuição significativa das condições anteriores, com a formação de alguns diques e planaltos, que terminou há 740 mil anos.
- Formações das zonas altas, marcadas pela continuação da expulsão de material piroclástico e formação das falésias das costas norte e sul, que oscilam entre os 400 e 900 m. Esta etapa que terminou há aproximadamente 620 mil anos.
- Formações dos basaltos do Paul da Serra devido a uma fenda na Bica da Cana há 550 mil anos.
- Erupções recentes, que praticamente definem as ilhas. Os fluidos magmáticos mais recentes situam-se nesta fase, que terminou há 6 500 anos.

O constante vulcanismo, agregado à erosão e a movimentos tectónicos, moldaram as diferentes ilhas do arquipélago no que elas são hoje, dando-lhe a orientação que tem, coincidente com o movimento da placa africana.

## População
| Número de habitantes | Número de habitantes | Número de habitantes | Número de habitantes | Número de habitantes | Número de habitantes | Número de habitantes | Número de habitantes | Número de habitantes | Número de habitantes | Número de habitantes | Número de habitantes | Número de habitantes | Número de habitantes | Número de habitantes |
| -------------------- | -------------------- | -------------------- | -------------------- | -------------------- | -------------------- | -------------------- | -------------------- | -------------------- | -------------------- | -------------------- | -------------------- | -------------------- | -------------------- | -------------------- |
| 1864                 | 1878                 | 1890                 | 1900                 | 1911                 | 1920                 | 1930                 | 1940                 | 1950                 | 1960                 | 1970                 | 1981                 | 1991                 | 2001                 | 2011                 |
| 110 468              | 132 015              | 134 085              | 150 343              | 170 091              | 180 360              | 212 458              | 249 450              | 269 769              | 268 937              | 251 059              | 252 844              | 253 426              | 245 011              | 267 785              |

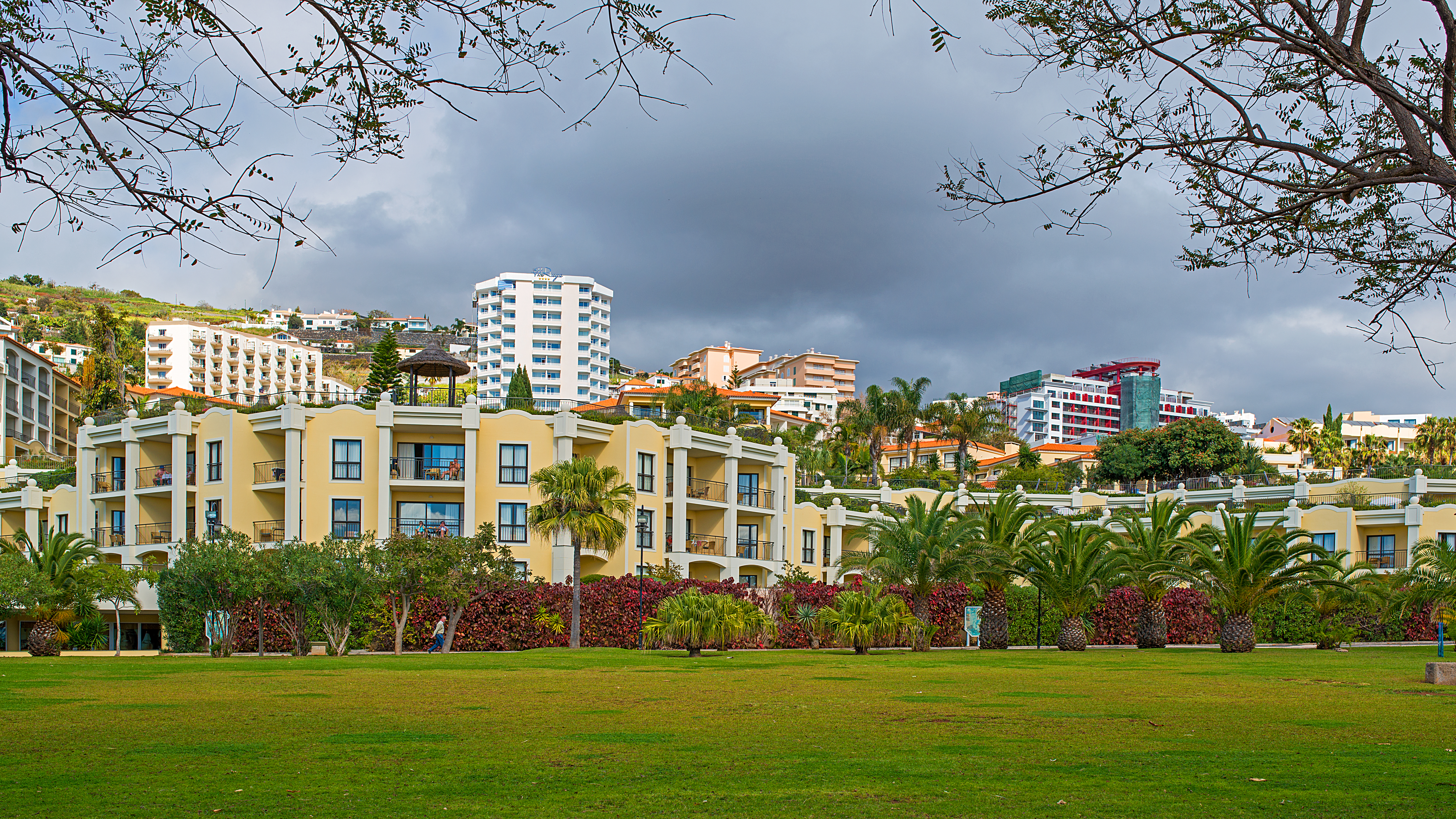
Parque junto à promenade do Lido, onde se situam a maioria dos hotéis na Região

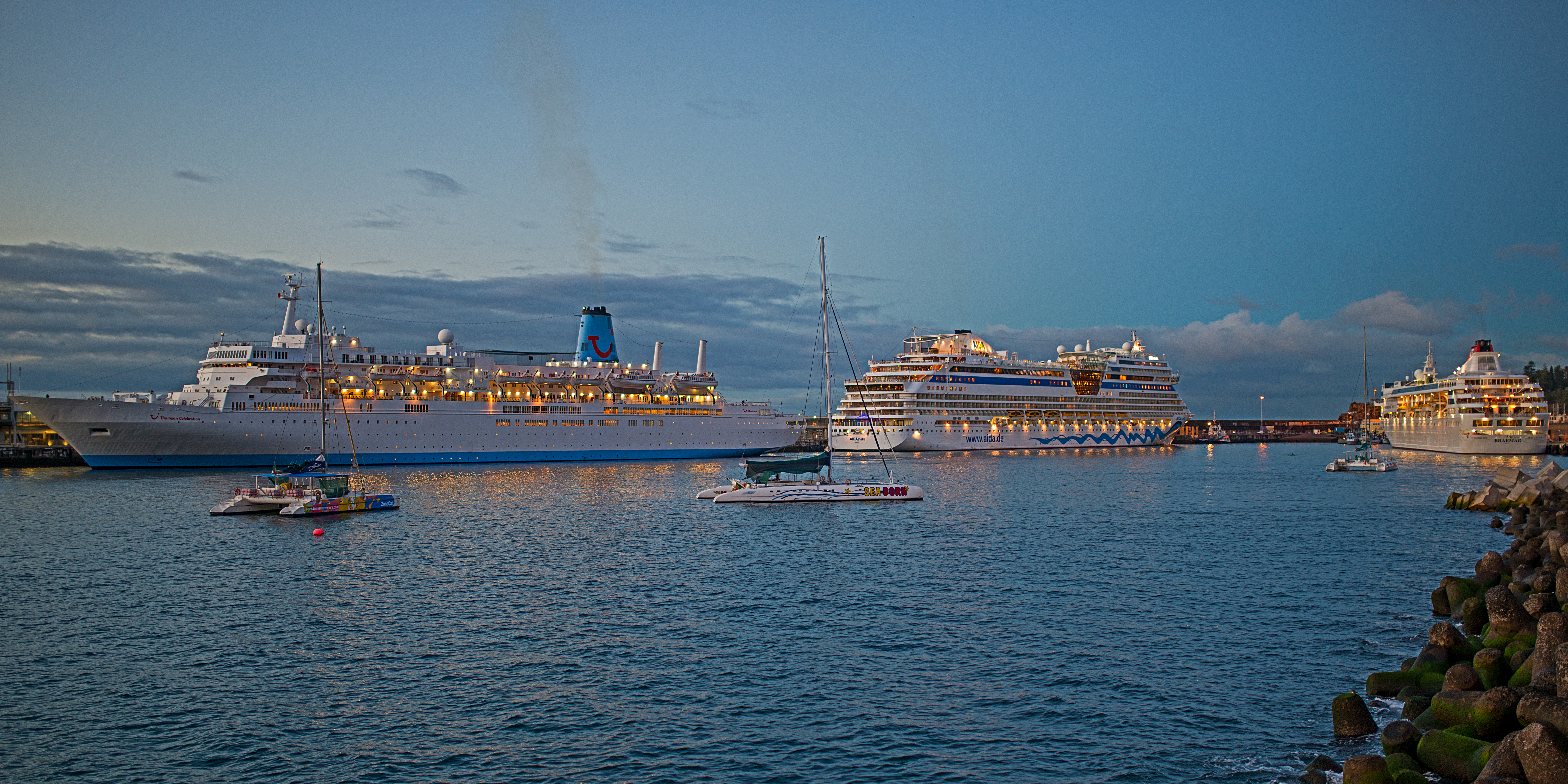
Porto do Funchal

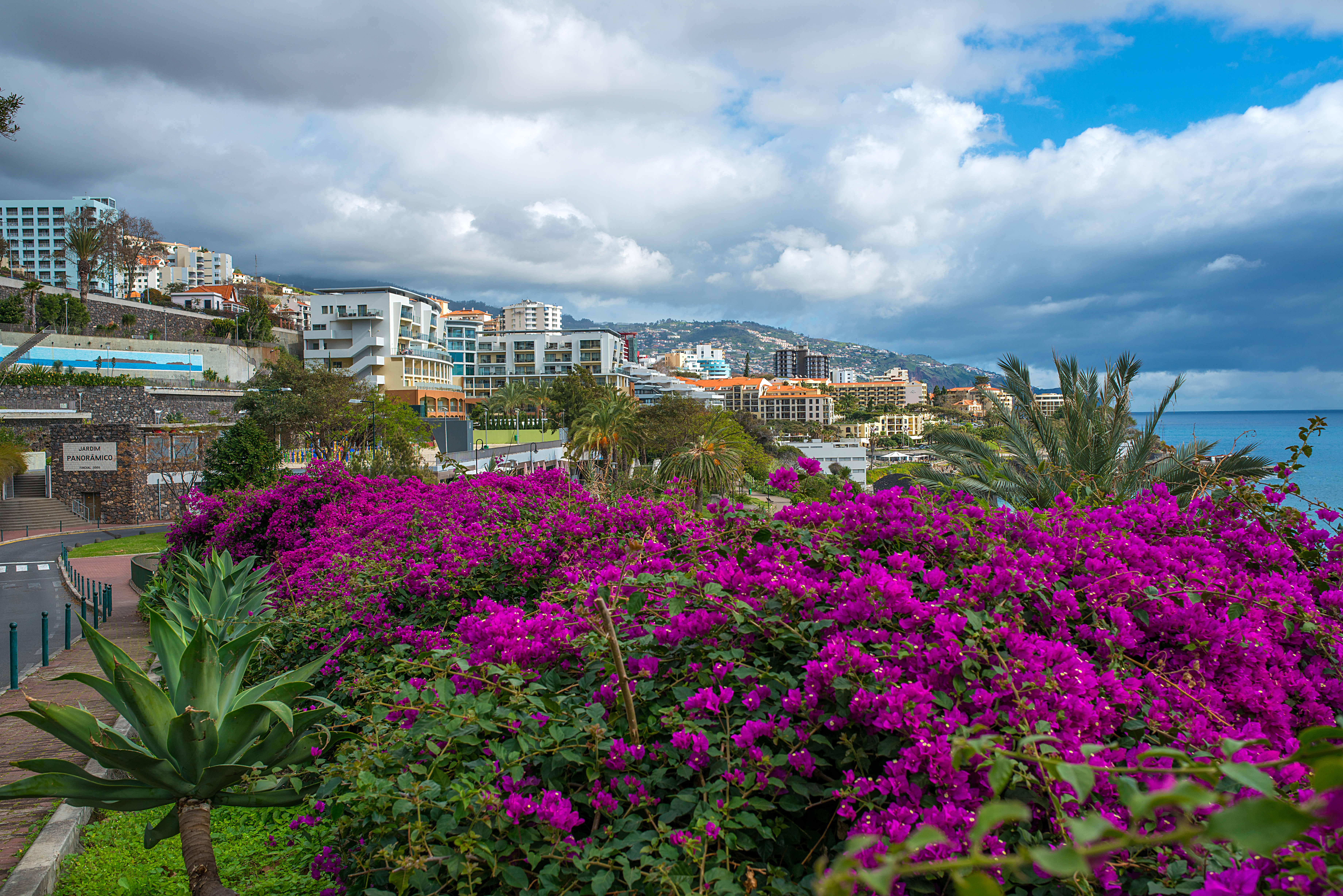
A zona a sudoeste da capital da Região Autónoma

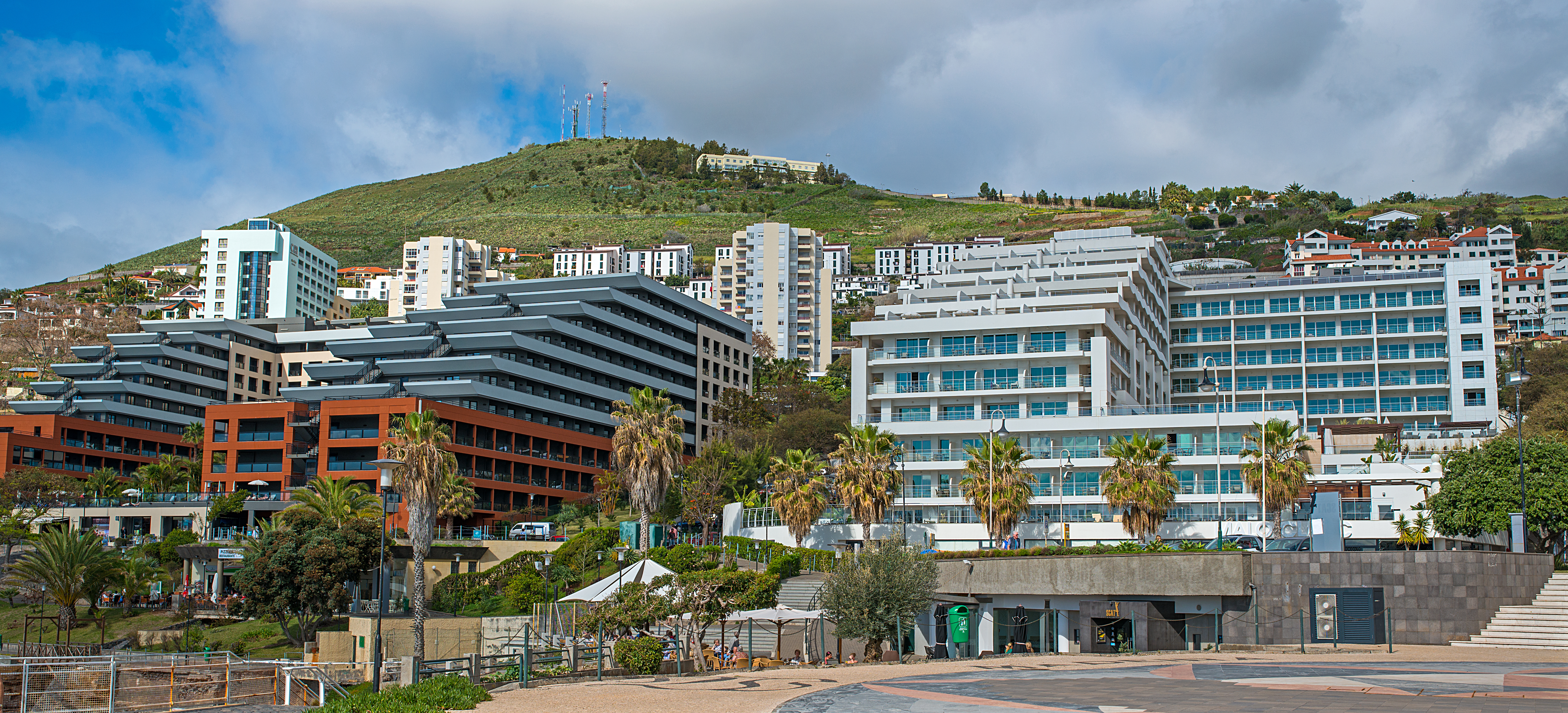
Com uma maior divulgação da Região e com incremento do fluxo de turistas, grandes empreendimentos hoteleiros de várias cadeias hoteleiras internacionais têm apostado e se fixado na Madeira

Apesar de possuir uma densidade populacional (cerca de 300 hab./km²) superior à média do país e mesmo da UE, 75% da população da ilha da Madeira habita em apenas 35% do território, sobretudo na costa sul, onde se encontra a cidade do Funchal, capital da Região Autónoma da Madeira, que concentra 45% da população (130 000 habitantes), com uma densidade populacional de 1 500 hab./km2. É também nesta zona que se localiza a maior parte das unidades hoteleiras.
A população estrangeira que reside na Madeira estava fixada em 6 720, em 2017, o que representa uma subida de 10% face ao período homólogo. A comunidade oriunda da Venezuela apresenta maior expressão com 14,4%, seguida do Reino Unido (14,2%), Brasil (12,1%), e Alemanha (7,0%). Em 2017 a comunidade da Venezuela passou de 703 para os 970, o que representa um aumento de 38%. É de assinalar ainda as subidas das comunidades do Reino Unido, Alemanha, e Brasil. O Funchal concentra 59,2% da comunidade estrangeira residente na Madeira, enquanto 13,8% se situa em Santa Cruz e 7,3% na Calheta.
A população do arquipélago da Madeira é tradicionalmente seguidora do catolicismo romano, embora, hoje em dia essa identificação tenda a ser, em parte, nominal.
De acordo com as Estimativas da População Residente, em 31 de dezembro de 2014, residiam na Região Autónoma da Madeira (RAM) 258 686 pessoas, das quais 121 068 eram homens e 137 618 mulheres, traduzindo uma taxa de crescimento efetivo de -1,0%. Mantém-se, assim, a tendência de decrescimento populacional encetada em 2011, que, neste período, significou uma redução de 2 627 pessoas face a 2013.
O decréscimo populacional deveu-se predominantemente a um saldo migratório negativo de 1 634 pessoas e ao saldo natural igualmente negativo de menos 993 pessoas. À exceção do município de Santa Cruz, todos os restantes municípios da RAM apresentaram taxas de crescimento efetivo negativas, tendo-se observado os maiores decréscimos populacionais nos municípios do Porto Moniz e de São Vicente, de -2,4% e -2,1%, respetivamente.
Em 2014, a densidade populacional da RAM era de 324,4 hab./km2. O Funchal foi o município a registar o maior valor (1 409,3 hab./km2), contrastando com o Porto Moniz, que apresentava 30,1 hab./km2.
Neste ano de referência, a proporção de jovens (população com menos de 15 anos) representava 15,2% da população total (15,7%, em 2013) e a de idosos (população com 65 ou mais anos) cresceu para 15,2% (14,9%, em 2013). O índice de envelhecimento mantém-se inferior a 100, fixando-se nas 99,8 pessoas idosas por cada 100 jovens (95,0 em 2013).
À semelhança de 2013, a taxa de fecundidade atingiu, em 2014, um valor inferior à unidade, situando-se em 0,95 filhos por mulher (0,98 em 2013).

## Política
Desde 1976, a Madeira é uma região autónoma da República Portuguesa. Possui órgãos de governo como a Assembleia Legislativa da Madeira e o Governo Regional. O Estado Português é representado na região pelo Representante da República para a Região Autónoma da Madeira, cargo ocupado por Ireneu Cabral Barreto.
A Assembleia Legislativa é um parlamento unicameral composto atualmente por 47 deputados. Os deputados são eleitos para um mandato de quatro anos em listas apresentadas pelos partidos num círculo eleitoral único (ao contrário do que se passava até às eleições de 2004, em que os círculos eleitorais correspondiam aos municípios e o número de deputados era 68).
Os partidos presentes na Região Autónoma da Madeira encontram-se ligados aos grandes partidos do espectro político português.

### Eleições legislativas (nacionais)
| Ano  | %       | D       | %    | D  | %      | D      | %           | D           | %        | D        | %   | D   | %        | D        | %   | D   | %    | D    | %        | D        | %   | D   | % | D | %  | D  | %  | D  | %  | D  |
| Ano  | PPD/PSD | PPD/PSD | PS   | PS | CDS-PP | CDS-PP | PCP/APU/CDU | PCP/APU/CDU | MDP/CDE  | MDP/CDE  | UDP | UDP | PRD      | PRD      | PSN | PSN | B.E. | B.E. | B.E.-UDP | B.E.-UDP | PAN | PAN | L | L | IL | IL | CH | CH | MP | MP |
| ---- | ------- | ------- | ---- | -- | ------ | ------ | ----------- | ----------- | -------- | -------- | --- | --- | -------- | -------- | --- | --- | ---- | ---- | -------- | -------- | --- | --- | - | - | -- | -- | -- | -- | -- | -- |
| 1975 | 61,9    | 5       | 19,6 | 1  | 10,0   | –      | 1,7         | –           | 1,3      | –        | –   | –   |          |          |     |     |      |      |          |          |     |     |   |   |    |    |    |    |    |    |
| 1976 | 53,0    | 4       | 24,9 | 1  | 13,3   | 1      | 1,5         | –           |          |          | 1,3 | –   |          |          |     |     |      |      |          |          |     |     |   |   |    |    |    |    |    |    |
| 1979 | 57,8    | 4       | 17,2 | 1  | 11,0   | –      | 3,1         | –           | APU      | APU      | 6,6 | –   |          |          |     |     |      |      |          |          |     |     |   |   |    |    |    |    |    |    |
| 1980 | 63,6    | 4       | 16,5 | 1  | 6,7    | –      | 2,9         | –           | APU      | APU      | 4,5 | –   |          |          |     |     |      |      |          |          |     |     |   |   |    |    |    |    |    |    |
| 1983 | 56,2    | 4       | 24,4 | 1  | 8,2    | –      | 2,8         | –           | APU      | APU      | 2,7 | –   |          |          |     |     |      |      |          |          |     |     |   |   |    |    |    |    |    |    |
| 1985 | 56,8    | 4       | 13,2 | 1  | 7,8    | –      | 3,2         | –           | APU      | APU      | 5,0 | –   | 9,7      | –        |     |     |      |      |          |          |     |     |   |   |    |    |    |    |    |    |
| 1987 | 65,5    | 4       | 16,2 | 1  | 5,2    | –      | 1,9         | –           | 0,3      | –        | 3,1 | –   | 3,3      | –        |     |     |      |      |          |          |     |     |   |   |    |    |    |    |    |    |
| 1991 | 62,4    | 4       | 20,2 | 1  | 6,1    | –      | 1,0         | –           |          |          | 4,6 | –   | 0,5      | –        | 1,9 | –   |      |      |          |          |     |     |   |   |    |    |    |    |    |    |
| 1995 | 46,1    | 3       | 32,9 | 2  | 12,9   | –      | 1,3         | –           | 2,8      | –        |     |     | 0,7      | –        |     |     |      |      |          |          |     |     |   |   |    |    |    |    |    |    |
| 1999 | 46,2    | 3       | 35,1 | 2  | 10,9   | –      | 2,8         | –           |          |          | 0,5 | –   | 1,2      | –        |     |     |      |      |          |          |     |     |   |   |    |    |    |    |    |    |
| 2002 | 53,5    | 4       | 25,8 | 1  | 12,1   | –      | 2,5         | –           | B.E.-UDP | B.E.-UDP |     |     | B.E.-UDP | B.E.-UDP | 3,1 | –   |      |      |          |          |     |     |   |   |    |    |    |    |    |    |
| 2005 | 45,2    | 3       | 35,0 | 3  | 6,6    | –      | 3,6         | –           |          |          | 3,8 | –   |          |          |     |     |      |      |          |          |     |     |   |   |    |    |    |    |    |    |
| 2009 | 48,2    | 4       | 19,5 | 1  | 11,1   | 1      | 4,2         | –           | 6,1      | –        |     |     |          |          |     |     |      |      |          |          |     |     |   |   |    |    |    |    |    |    |
| 2011 | 49,4    | 4       | 14,7 | 1  | 13,7   | 1      | 3,7         | –           | 4,0      | –        | 1,7 | –   |          |          |     |     |      |      |          |          |     |     |   |   |    |    |    |    |    |    |
| 2015 | 37,8    | 3       | 20,9 | 2  | 6,0    | –      | 3,6         | –           | 10,7     | 1        | 1,8 | –   | 1,0      | –        |     |     |      |      |          |          |     |     |   |   |    |    |    |    |    |    |
| 2019 | 37,2    | 3       | 33,4 | 3  | 6,0    | –      | 2,1         | –           | 5,2      | –        | 1,8 | –   | 0,4      | –        | 0,7 | –   | 0,7  | –    |          |          |     |     |   |   |    |    |    |    |    |    |
| 2022 | MP      | MP      | 31,5 | 3  | MP     | MP     | 2,0         | –           | 3,2      | –        | 1,6 | –   | 0,7      | –        | 3,3 | –   | 6,1  | –    | 39,8     | 3        |     |     |   |   |    |    |    |    |    |    |
| 2024 | MP      | MP      | 19,8 | 2  | MP     | MP     | 1,6         | –           | 2,9      | –        | 2,1 | –   | 1,2      | –        | 3,9 | –   | 17,6 | 1    | 35,4     | 3        |     |     |   |   |    |    |    |    |    |    |

### Eleições legislativas regionais
| Ano  | %       | D       | %       | D       | %      | D      | %   | D   | %           | D           | %             | D             | %             | D             | %       | D       | %       | D       | %    | D   | %    | D   | %             | D             | %   | D   | %   | D  | %  | D  | %  | D  | %   | D   | %             | D             |
| Ano  | PPD/PSD | PPD/PSD | PS      | PS      | CDS-PP | CDS-PP | UDP | UDP | PCP/APU/CDU | PCP/APU/CDU | PSN           | PSN           | B.E.          | B.E.          | MPT     | MPT     | PND     | PND     | PTP  | PTP | PAN  | PAN | Mudança       | Mudança       | JPP | JPP | SM  | SM | CH | CH | IL | IL | RIR | RIR | Força Madeira | Força Madeira |
| ---- | ------- | ------- | ------- | ------- | ------ | ------ | --- | --- | ----------- | ----------- | ------------- | ------------- | ------------- | ------------- | ------- | ------- | ------- | ------- | ---- | --- | ---- | --- | ------------- | ------------- | --- | --- | --- | -- | -- | -- | -- | -- | --- | --- | ------------- | ------------- |
| 1976 | 59,6    | 29      | 22,3    | 8       | 9,5    | 2      | 5,1 | 2   | 1,8         | –           |               |               |               |               |         |         |         |         |      |     |      |     |               |               |     |     |     |    |    |    |    |    |     |     |               |               |
| 1980 | 65,3    | 35      | 15,0    | 5       | 6,5    | 1      | 5,5 | 2   | 3,1         | 1           |               |               |               |               |         |         |         |         |      |     |      |     |               |               |     |     |     |    |    |    |    |    |     |     |               |               |
| 1984 | 67,6    | 40      | 15,3    | 6       | 6,1    | 1      | 5,5 | 2   | 2,7         | 1           |               |               |               |               |         |         |         |         |      |     |      |     |               |               |     |     |     |    |    |    |    |    |     |     |               |               |
| 1988 | 62,4    | 41      | 16,8    | 7       | 8,2    | 2      | 7,7 | 3   | 2,0         | –           |               |               |               |               |         |         |         |         |      |     |      |     |               |               |     |     |     |    |    |    |    |    |     |     |               |               |
| 1992 | 56,9    | 39      | 22,5    | 12      | 8,1    | 2      | 4,6 | 2   | 3,0         | 1           | 2,4           | 1             |               |               |         |         |         |         |      |     |      |     |               |               |     |     |     |    |    |    |    |    |     |     |               |               |
| 1996 | 56,9    | 41      | 24,8    | 13      | 7,3    | 2      | 4,0 | 1   | 4,0         | 2           | 0,6           | –             |               |               |         |         |         |         |      |     |      |     |               |               |     |     |     |    |    |    |    |    |     |     |               |               |
| 2000 | 56,0    | 41      | 21,0    | 13      | 9,7    | 3      | 4,8 | 2   | 4,6         | 2           | 1,7           | –             |               |               |         |         |         |         |      |     |      |     |               |               |     |     |     |    |    |    |    |    |     |     |               |               |
| 2004 | 53,7    | 44      | 27,4    | 19      | 7,0    | 2      |     |     | 5,5         | 2           |               |               | 3,7           | 1             |         |         |         |         |      |     |      |     |               |               |     |     |     |    |    |    |    |    |     |     |               |               |
| 2007 | 64,2    | 33      | 15,4    | 7       | 5,3    | 2      | 5,4 | 2   | 3,0         | 1           | 2,3           | 1             | 2,1           | 1             |         |         |         |         |      |     |      |     |               |               |     |     |     |    |    |    |    |    |     |     |               |               |
| 2011 | 48,6    | 25      | 11,5    | 6       | 17,6   | 9      | 3,8 | 1   | 1,7         | –           | 1,9           | 1             | 3,3           | 1             | 6,9     | 3       | 2,1     | 1       |      |     |      |     |               |               |     |     |     |    |    |    |    |    |     |     |               |               |
| 2015 | 44,4    | 24      | Mudança | Mudança | 13,7   | 7      | 5,5 | 2   | 3,8         | 2           | Mudança       | Mudança       | 2,1           | 1             | Mudança | Mudança | Mudança | Mudança | 11,4 | 6   | 10,3 | 5   |               |               |     |     |     |    |    |    |    |    |     |     |               |               |
| 2019 | 39,4    | 21      | 35,8    | 19      | 5,8    | 3      | 1,8 | 1   | 1,7         | –           | 0,3           | –             |               |               | 1,0     | –       | 1,5     | –       |      |     | 5,5  | 3   | 0,4           | –             | 0,5 | –   | 1,2 | –  |    |    |    |    |     |     |               |               |
| 2023 | SM      | SM      | 21,3    | 11      | SM     | SM     | 2,7 | 1   | 2,2         | 1           | 0,5           | –             | 1,0           | –             | 2,3     | 1       | 11,0    | 5       | 43,1 | 23  | 8,9  | 4   | 2,6           | 1             | 0,5 | –   |     |    |    |    |    |    |     |     |               |               |
| 2024 | 36,1    | 19      | 21,3    | 11      | 4,0    | 2      | 1,6 | –   | 1,4         | –           | 0,4           | –             | 0,9           | –             | 1,9     | 1       | 16,9    | 9       |      |     | 9,2  | 4   | 2,6           | 1             | 0,4 | –   |     |    |    |    |    |    |     |     |               |               |
| 2025 | 43,4    | 23      | 15,6    | 8       | 3,0    | 1      | 1,8 | –   | 1,1         | –           | Força Madeira | Força Madeira | Força Madeira | Força Madeira | 1,6     | –       | 21,0    | 11      | 5,5  | 3   | 2,2  | 1   | Força Madeira | Força Madeira | 0,5 | –   |     |    |    |    |    |    |     |     |               |               |

## Divisão administrativa
A divisão administrativa do arquipélago consiste em 11 municípios: Calheta, Câmara de Lobos, Funchal, Machico, Ponta do Sol, Porto Moniz, Porto Santo, Ribeira Brava, Santa Cruz, Santana e São Vicente.
- Calheta da Madeira
- Câmara de Lobos
- Funchal
- Machico
- Ponta do Sol
- Porto Moniz
- Porto Santo
- Ribeira Brava
- Santa Cruz da Madeira

Mapa dos onze municípios que compõem a Região Autónoma da Madeira:
Calheta
Câmara de Lobos
Funchal
Machico
Ponta do Sol
Porto Moniz
Porto Santo
Ribeira Brava
Santa Cruz
Santana
São Vicente

## Economia

### Agricultura

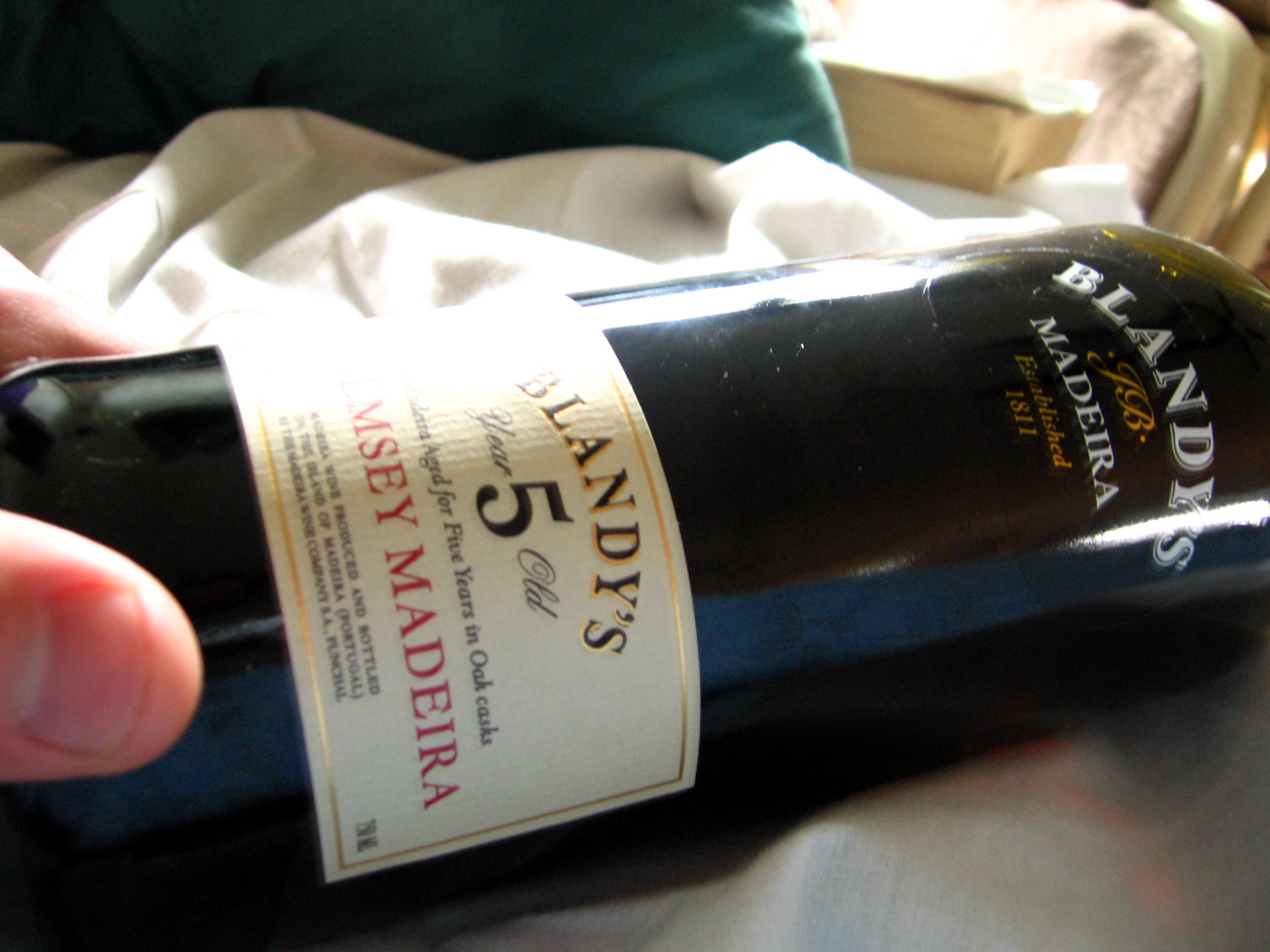
Madeira é tradicionalmente uma região vinícola.

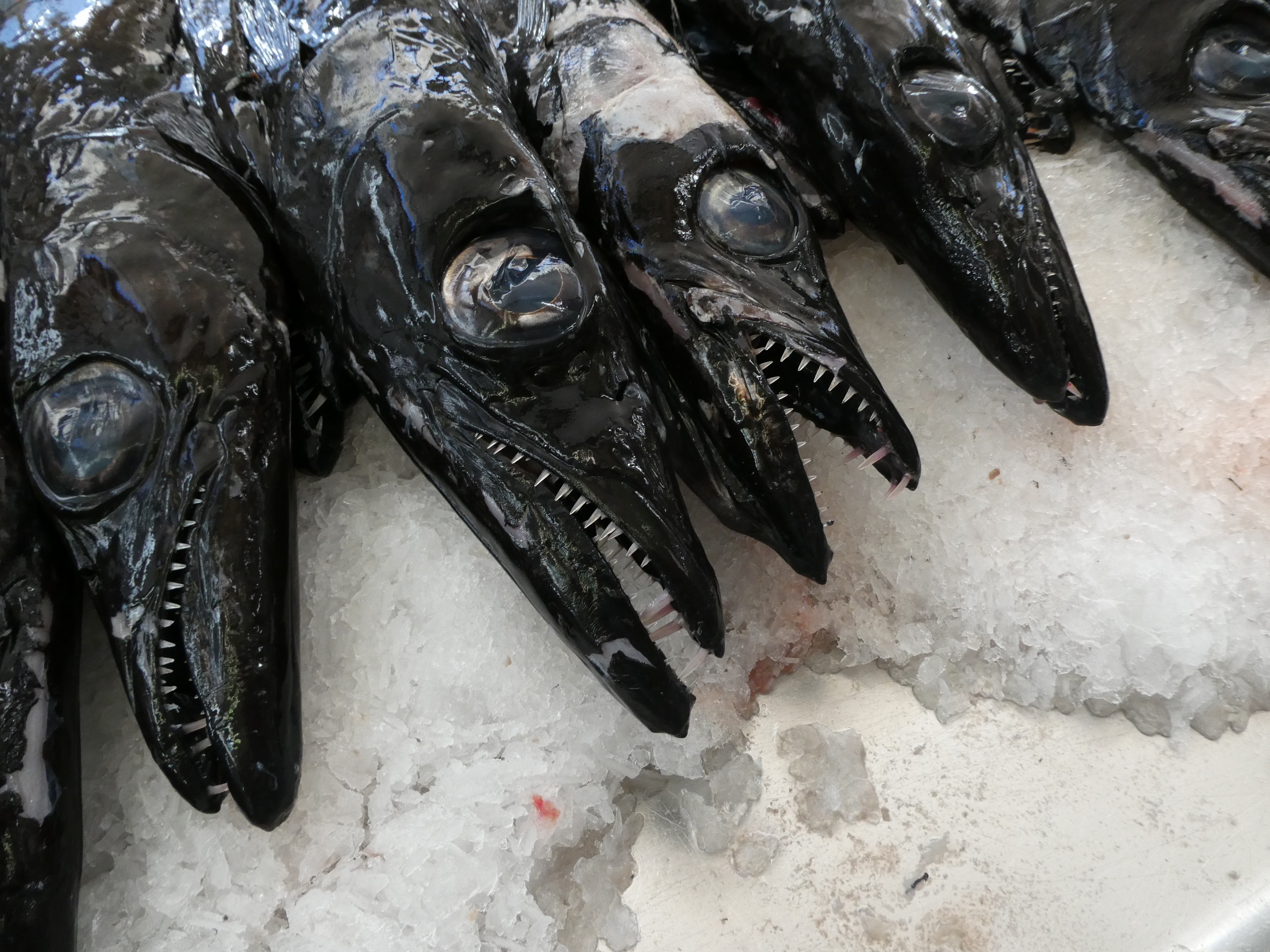
Peixe-espada-preto, Mercado dos Lavradores, Funchal.

A agricultura foi historicamente o sector dominante na economia madeirense, a partir da qual vivia a maior parte de população. Apesar do solo vulcânico ser fértil, o relevo montanhoso (que conduziu à plantação em socalcos ou poios como são conhecidos regionalmente) impede a mecanização.
Ao nível da organização do espaço agrícola podem ser distinguidos três andares. Nas terras de baixa altitude junto ao mar localizam-se as culturas de maior rendimento, como a banana da Madeira, a anona, a manga, cana-de-açúcar e o maracujá e outras espécies tropicais. No nível intermédio situam-se culturas alimentares como a batata, feijão, trigo e milho e árvores de fruta da região mediterrânea (figueira, nespereira), em sistema de policultura. Nas altitudes mais elevadas encontram-se os pastos, pinhais e bosques. A ilha da Madeira é famosa pela qualidade das frutas de anona, que são cultivadas até uma altitude de 550 m acima do nível do mar na costa sul da ilha e até 280 m acima do nível do mar no norte da ilha.
A pecuária complementa a actividade agrícola. O tipo de gado predominante é o ovino e caprino, com menor presença do bovino. Para além do seu papel na alimentação, o gado proporciona o adubo natural.
A pesca recorre a métodos artesanais. As principais espécies capturadas são o atum e o peixe-espada.
Actualmente, o turismo constitui uma fonte média de receitas da economia madeirense. No sector agrícola, a produção de banana dirigida fundamentalmente ao consumo regional e nacional, as flores e o afamado vinho da Madeira, constituem também um importante contributo para a economia regional.

### Indústria

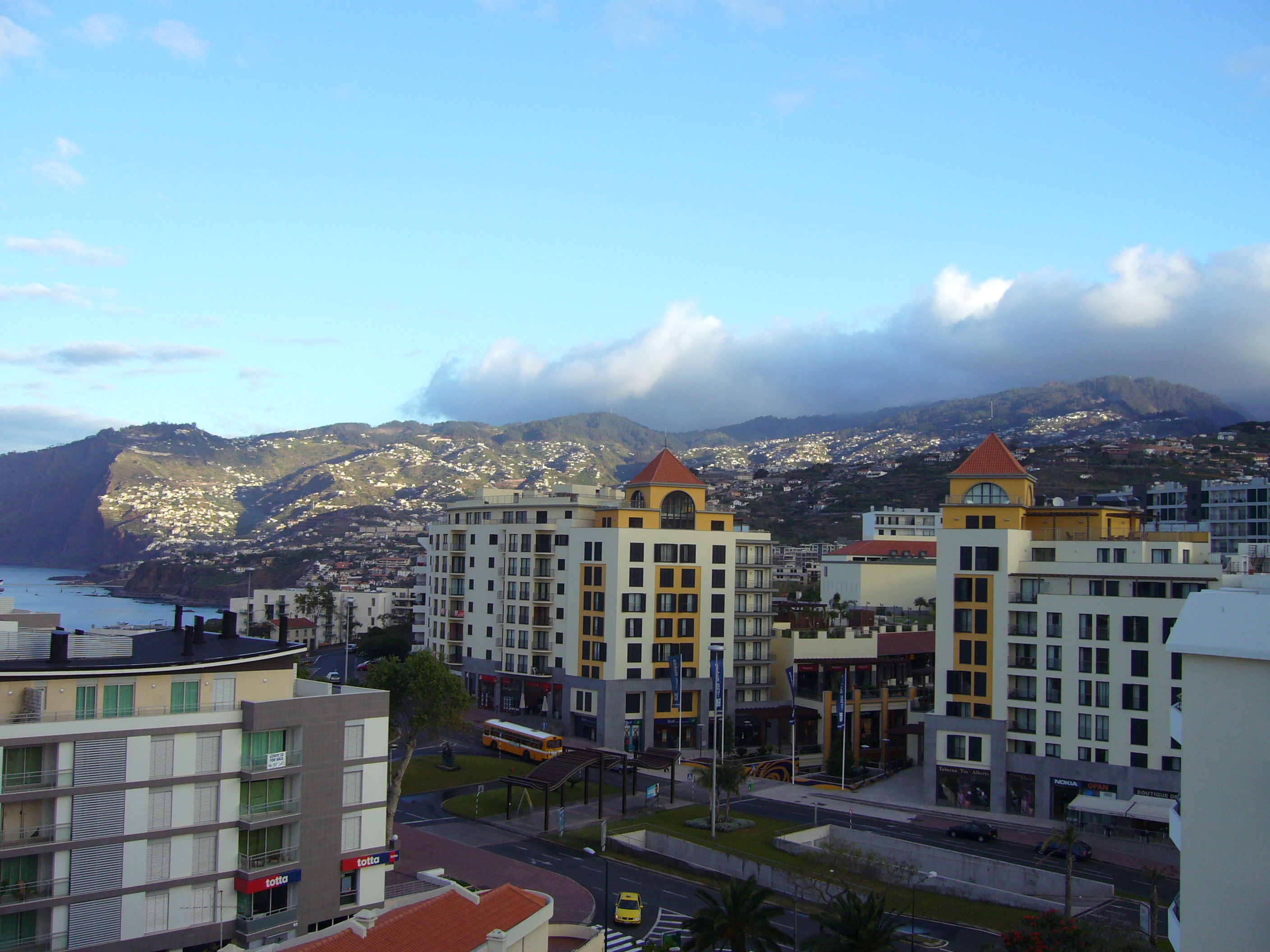
Centro Comercial Fórum Madeira, na turística zona do Lido.

A actividade industrial na R.A.M. tem vindo a tornar-se cada vez mais diversificada, destacando-se no entanto ainda pequenas indústrias como as orientadas para o consumo local (massas alimentícias, lacticínios, produção e embalagem de açúcar, cimentos, entre outras) e as de carácter artesanal: bordados Madeira, tapeçaria e artigos de vime.
A indústria existente concentra-se nos concelhos do Funchal, Câmara de Lobos, Santa Cruz e Machico.
Contribuindo de forma muito positiva para o desenvolvimento económico da Madeira, não pode ser esquecida a actividade desenvolvida pela Zona Franca Industrial da Madeira, no Caniçal, a qual integra as actividades financeira, industrial e comercial e é constituída por um conjunto de incentivos fiscais e financeiros de que podem beneficiar todas as empresas que ali se instalem.
A Madeira tem uma política fiscal muito apelativa, cobrando a todos os contribuintes (tanto famílias como empresas) taxas muito abaixo das praticadas em quase toda a União Europeia. Este facto colocou a Madeira no mapa económico e financeiro mundial, como um local propício ao investimento. Muitas empresas, portuguesas e estrangeiras, têm investido na Madeira.

### Turismo

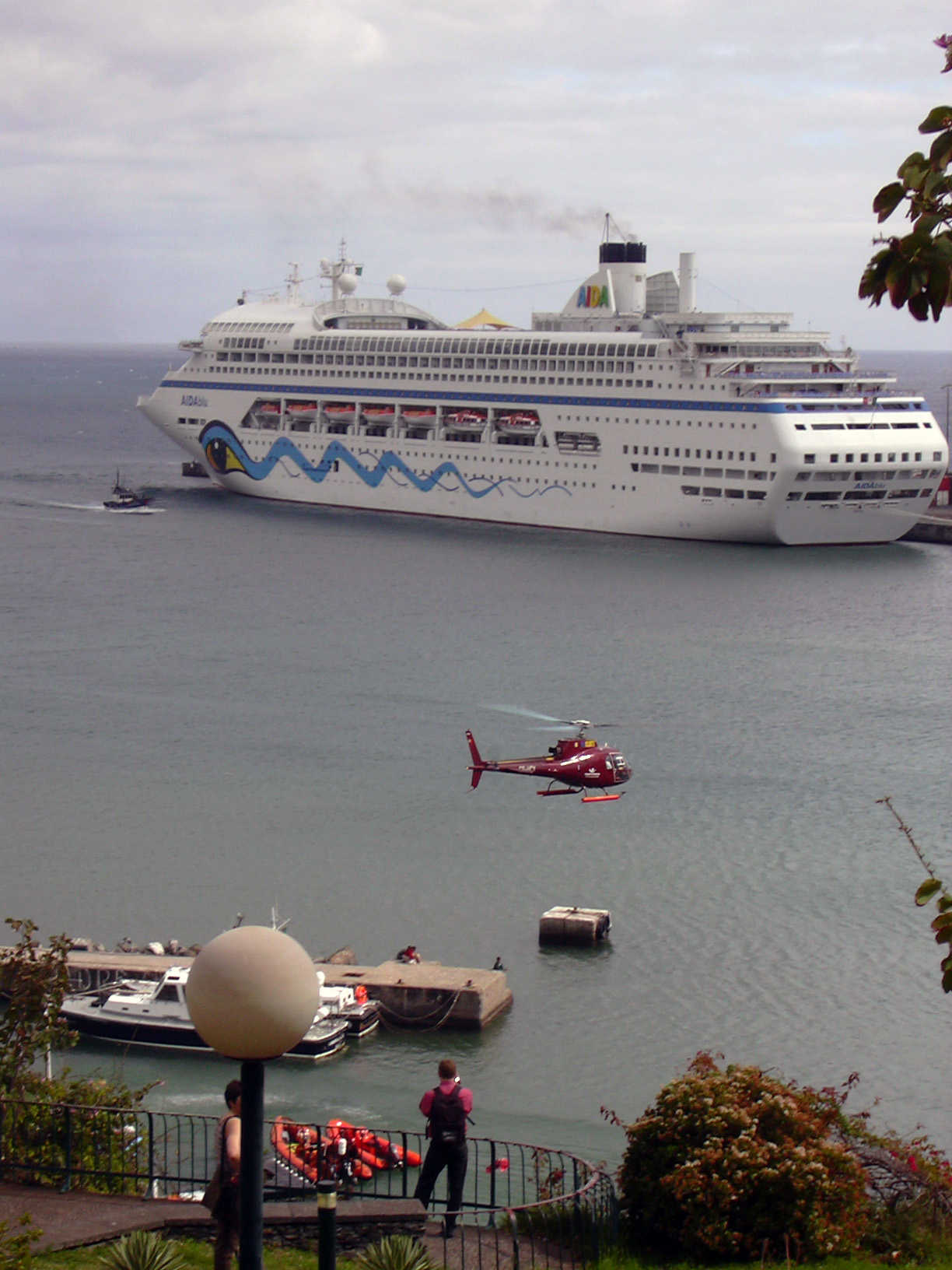
Porto do Funchal, visto do Parque de Santa Catarina.

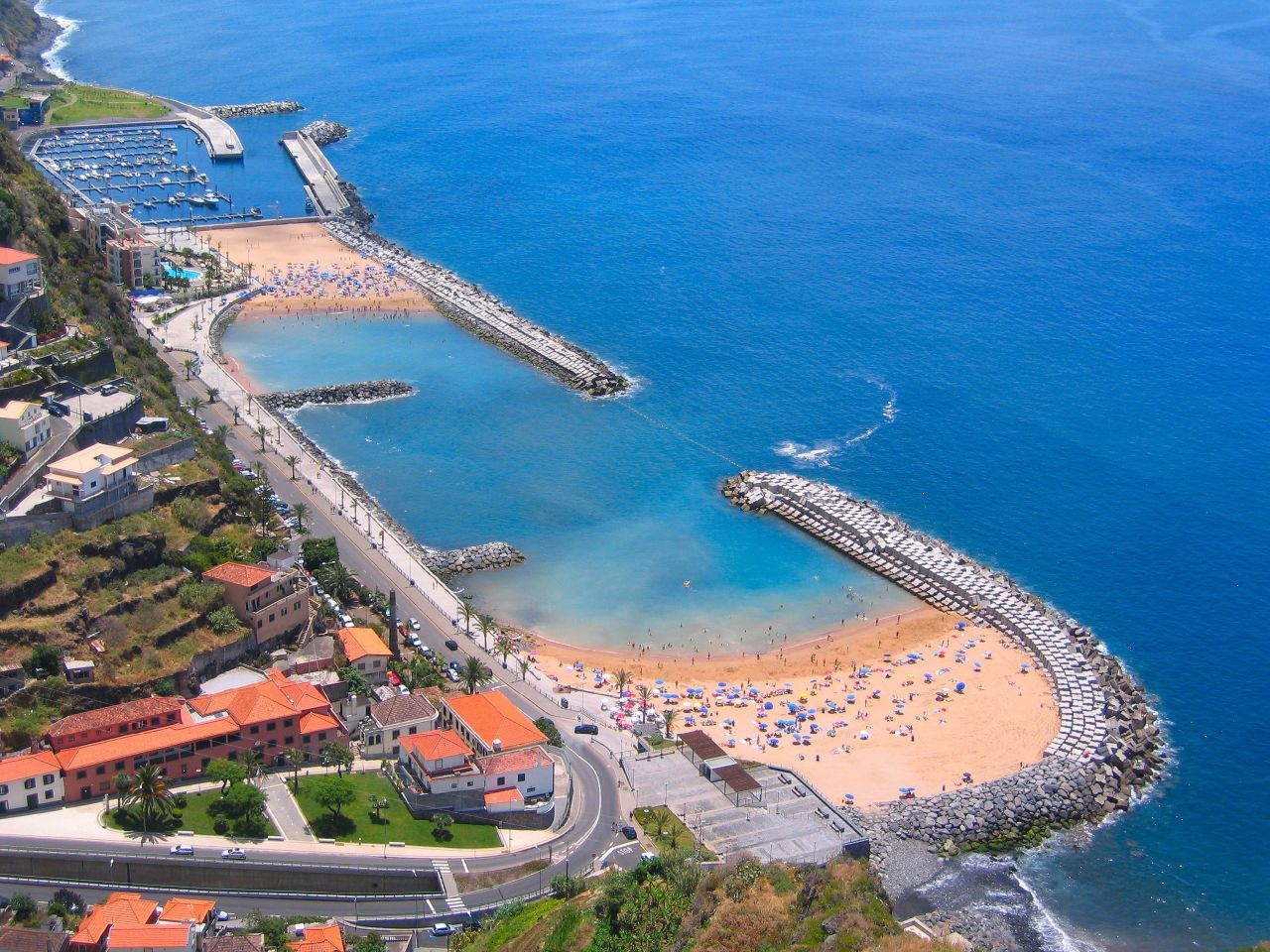
A praia artificial da Calheta.

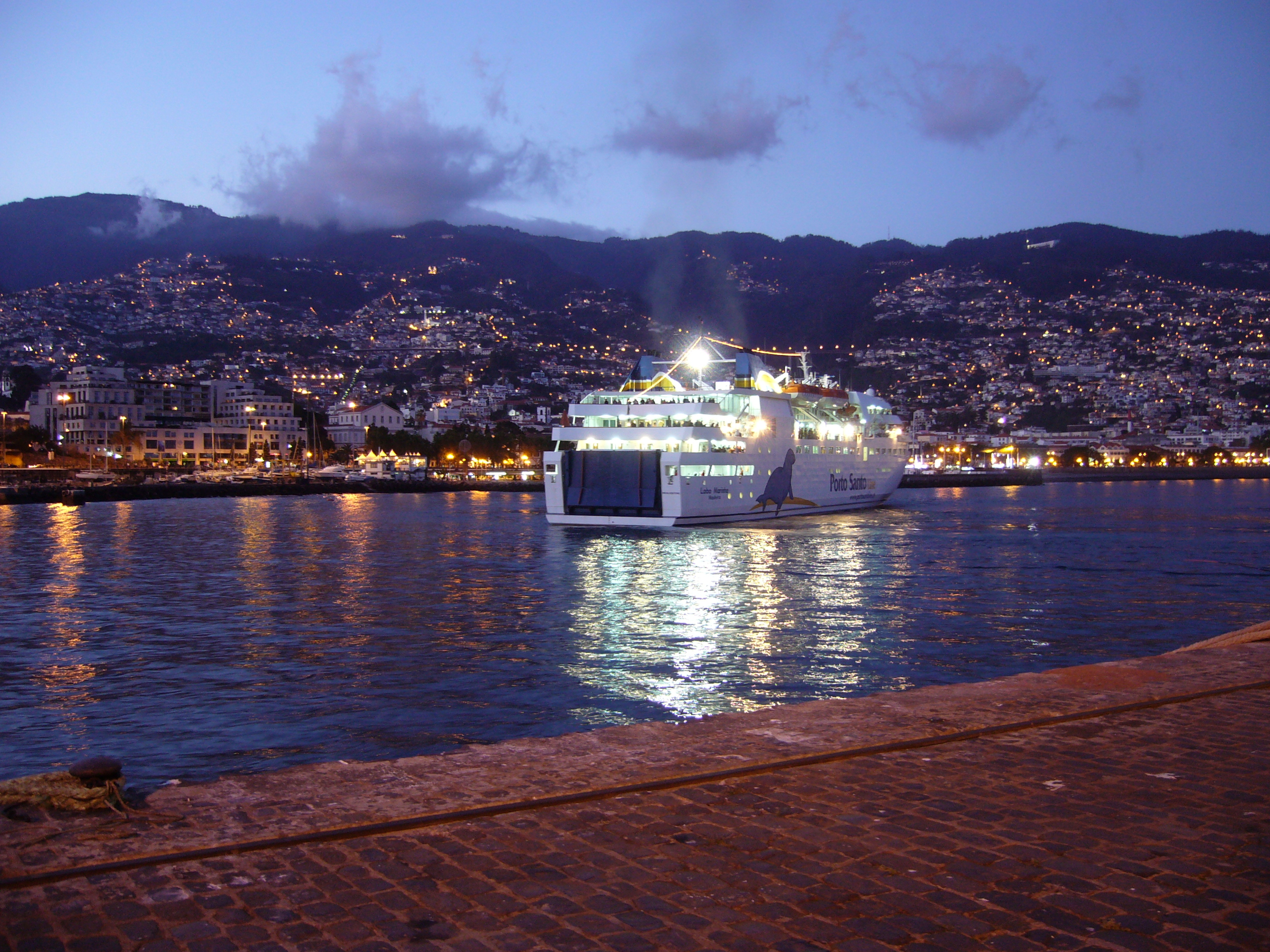
Lobo Marinho a chegar ao Funchal

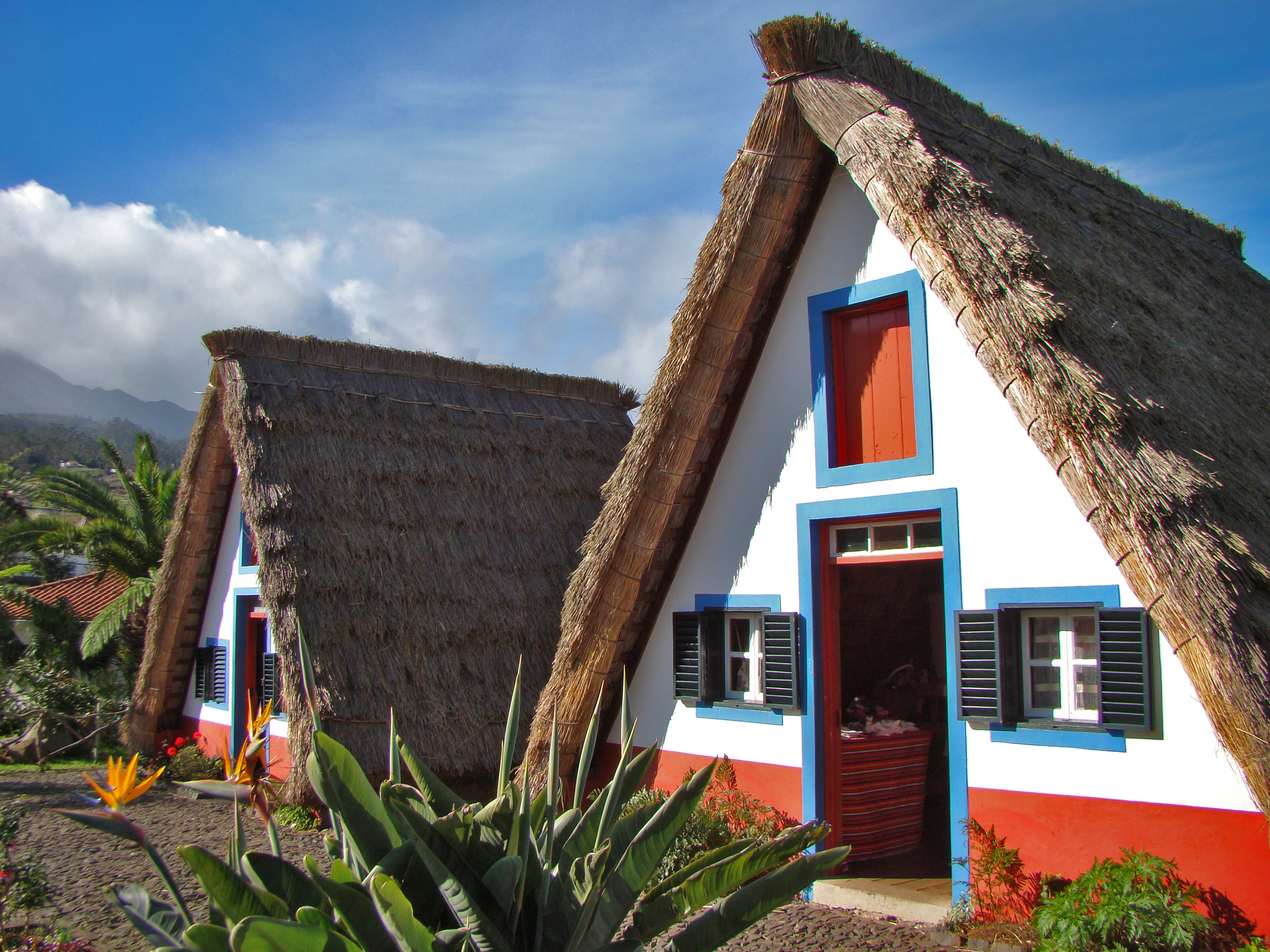
Casas típicas de Santana, na ilha da Madeira.

O turismo na Madeira constitui uma fonte média de receitas da economia madeirense e por isso afirma-se que a ilha vive e respira Turismo.
Com uma economia dependente do turismo é necessário a criação de eventos apelativos que aumentem a procura pela ilha. Desde então a Madeira tem já vários cartazes turísticos frequentes anualmente tais como:
- O Carnaval, tem se revelado um cartaz importante e que traz um ocupação hoteleira que ronda os 70%. O grande Cortejo Alegórico composto por 7–8 trupes regionais que desfilam ao longo das principais avenidas do Funchal, ao som e ritmo do samba, com muita cor, alegria e é a grande atração nesta época. Também se junta a esta data o Cortejo do Trapalhão, que acompanha os madeirenses há muito tempo e que envolve no meio de muita diversão, a sátira;
- A Madeira é famosa pela qualidade da sua fruta de anona.[29] A Festa da Anona é tradicional e ocorre anualmente na freguesia do Faial. Este evento incentiva o consumo desta fruta e seus derivados, como licores, pudins, sorvetes e batidos;[30]
- A Festa da Flor, é a grande aposta da Secretaria do Turismo e é o segundo maior cartaz turístico da região, trazendo um ocupação hoteleira que ronda os 80–85%. É um evento único mundialmente, e tem para oferecer aos turistas e residentes uma grande variedade de tapetes florais, um Cortejo Alegórico onde desfilam 8 trupes que mostram a fauna/flora e História da Madeira dando uma grande satisfação aos turistas que prometem visitar a Madeira nos seguintes anos;
- O Festival do Atlântico, em todos os sábados do mês de junho, decorre no cais do Funchal um espetáculo pirotécnico de diversos países que entram em competição para mostrar o seu fogo-de-artifício no Fim do ano. Este espetáculo tem-se revelado uma aposta ganha, não só pelos turistas como também pela adesão dos madeirenses;
- O Rali Vinho Madeira, decorre no fim de julho e/ou princípio de agosto e é uma das provas do Rali Nacional. Nesta competição juntam-se vários pilotos regionais, nacionais e mundiais o que perfaz anualmente uma lista de entre 60 à 70 inscritos, muitos deles associados à competição IRC;
- Festa do Vinho, decorre no mês de setembro na Avenida Arriaga;
- Festas de Natal e Fim do ano.

As tradições cristãs da época do Natal, muito entranhadas nos hábitos do povo madeirense, conjugam-se com as manifestações de regozijo pela chegada do novo ano num programa rico e extenso de manifestações de carácter cultural, etnográfico e artístico que se iniciam no mês de novembro, com a abertura das iluminações nas ruas do centro do Funchal, e abrange todo o mês de dezembro, prolongando-se até ao dia de Reis.
Em meados de novembro começam os preparativos para tornar a cidade do Funchal num verdadeiro "presépio" de tamanho real.
Enfeitam-se as ruas com luzes de todos os tamanhos e cores que, compondo desenhos, apresentam uma forte simbologia da ilha e da época.
Em dezembro decoram-se as praças com flores: Manhãs de Páscoa, Azevinho, Sapatinhos, todas ajudam a alegrar as ruas funchalenses. E depois há também a música de Natal que se infiltra, quase que por magia, em todas as artérias e que a todos contagia.
É neste ambiente de grande alegria que as ruas se enchem de gente. Alguns vêm fazer as suas compras de Natal, outros apenas querem sentir o murmurinho daqueles dias que antecedem a festa. Dá-se também início aos eventos culturais, com variadas exposições alusivas à época e ao arquipélago e com espetáculos musicais de qualidade.
Depois do Natal continua a azáfama, desta vez para marcar na memória de todos o último dia do ano.
Com o anfiteatro do Funchal transformado num grandioso presépio iluminado com mais de 250 mil lâmpadas coloridas, e com as encostas picotadas de branco, pelas luzes colocadas propositadamente para esse efeito, encontra-se o cenário montado para um espetáculo inesquecível.
Às doze badaladas do dia 31 de dezembro ficam os céus iluminados, com fogo, cor e esperança no ano que se adivinha e que não poderia começar de melhor forma (Fonte: Turismo Da Madeira).
A Madeira detêm o Recorde Mundial do Guinness pelo Maior Espetáculo Pirotécnico do Mundo. Este recorde foi conseguido no ano de 2006 e foi batido em 2010. Deste modo o Fim-do-Ano é o maior cartaz turístico da região, com uma ocupação hoteleira que ronda 90–95%, tangenciando os 100% em muitas unidades.
Por outro lado, são vários os aspetos convidativos à entrada de turistas nesta região. Enumera-se o clima, a possibilidade de conjugar as atividades marítimas e de montanha, algo possibilitado pelo relevo e geografia da região, a existência da possibilidade de realizar um enorme leque de atividades desportivas e a observação da Natureza, possibilitada pelos percursos pedestres a as tradicionais levadas. Atualmente a Ilha conta com mais de 200 levadas, entre os quais o “Caldeirão Verde”, “Caldeirão do Inferno” e “25 Fontes”. Nestes percursos, é possível visualizar a rica fauna e flora da Ilha da Madeira, assim como a exuberância da Floresta Laurissilva. Os recursos existentes têm graus de dificuldade variados, o que permite o acesso a públicos diferenciados tendo assim o contacto direto com a natureza. A prática destes passeios ajudam os viajantes a relaxar e usufruir do melhor da natureza.
Além disso tem o Museu CR7, Museu Universo de memórias João Carlos Abreu, Casa Museu Frederico de Freitas

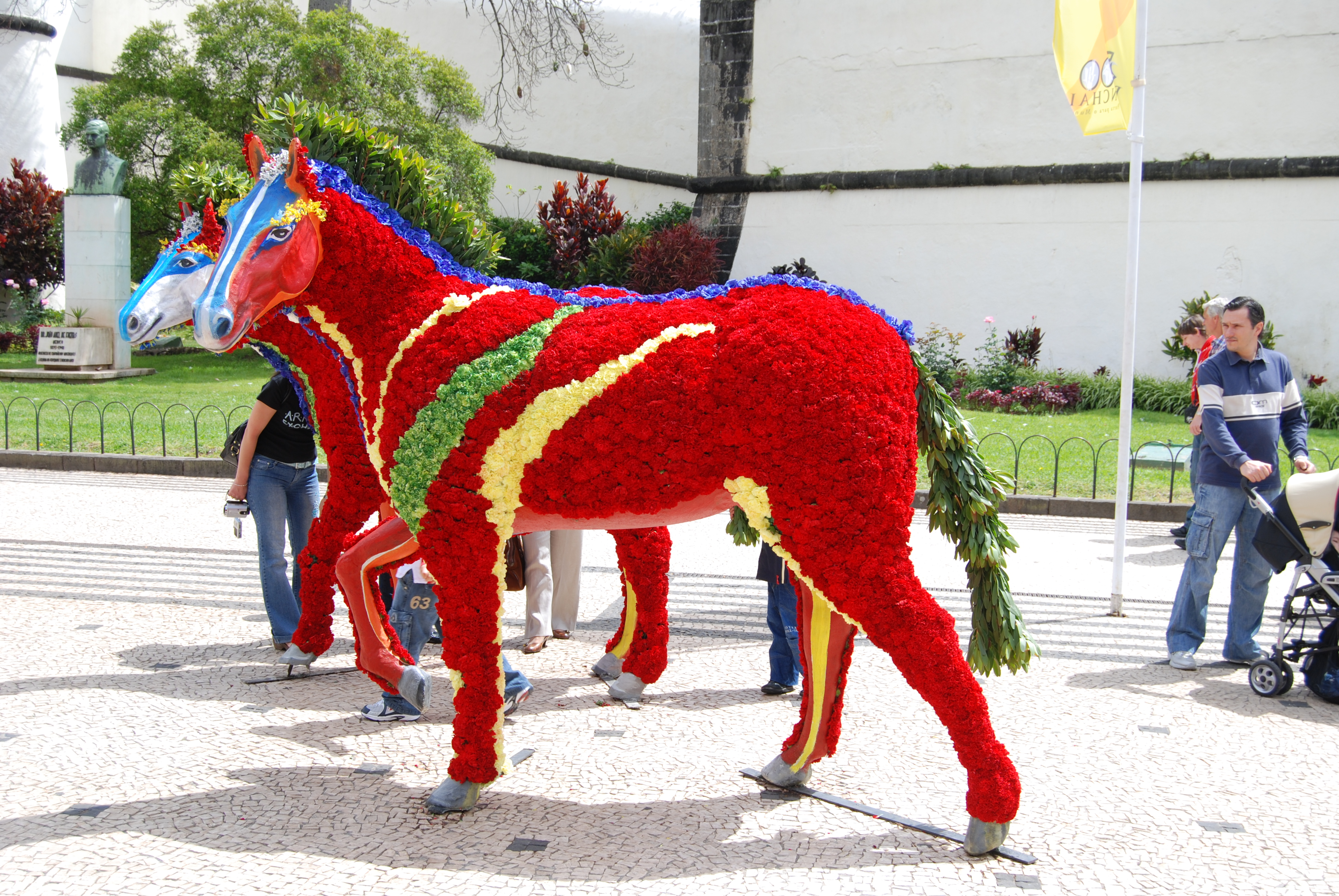
Cavalo decorado com flores, alusivo à celebração da Festa da Flor
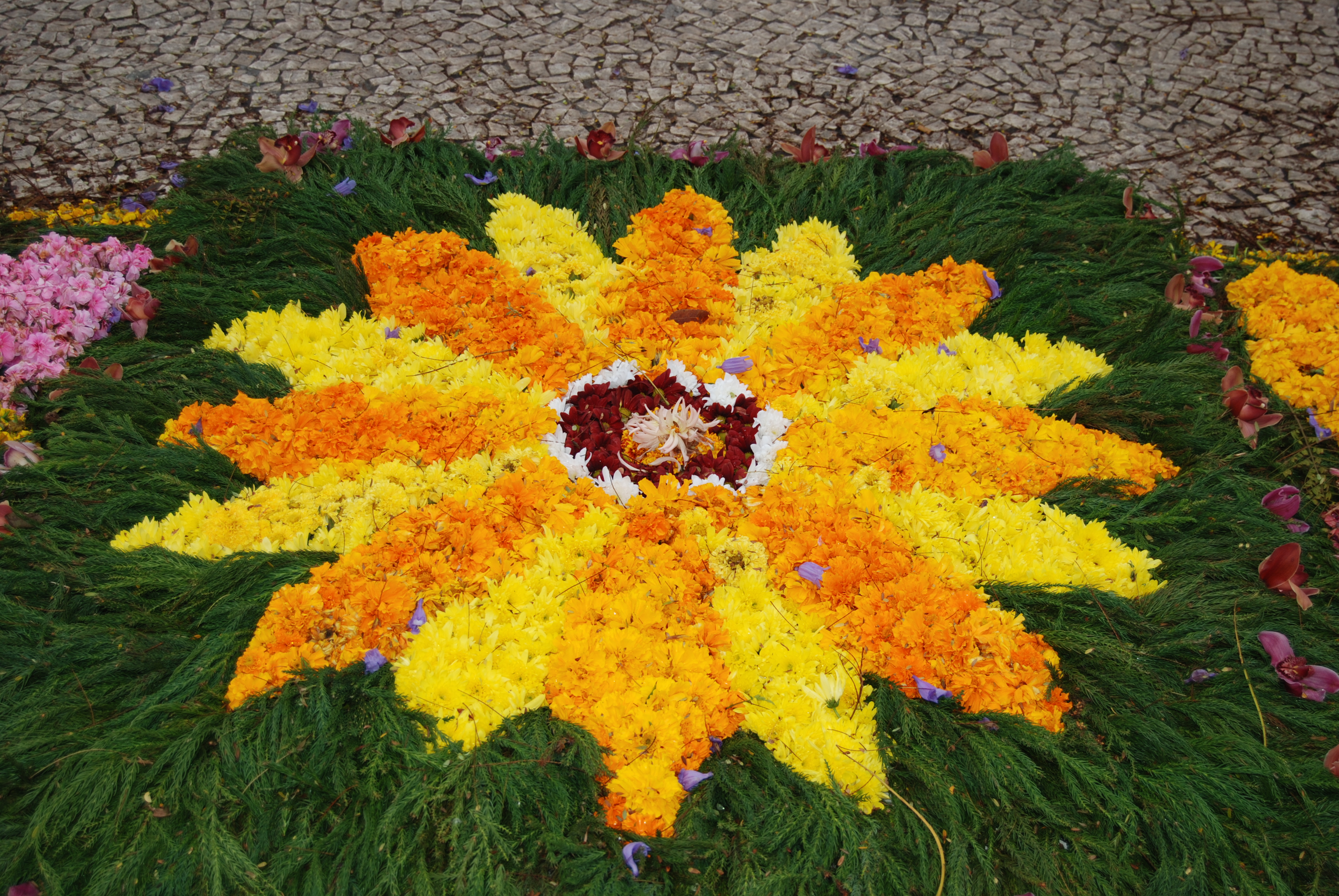
Tapete floral, típica decoração de algumas avenidas do Funchal no período da Festa da Flor
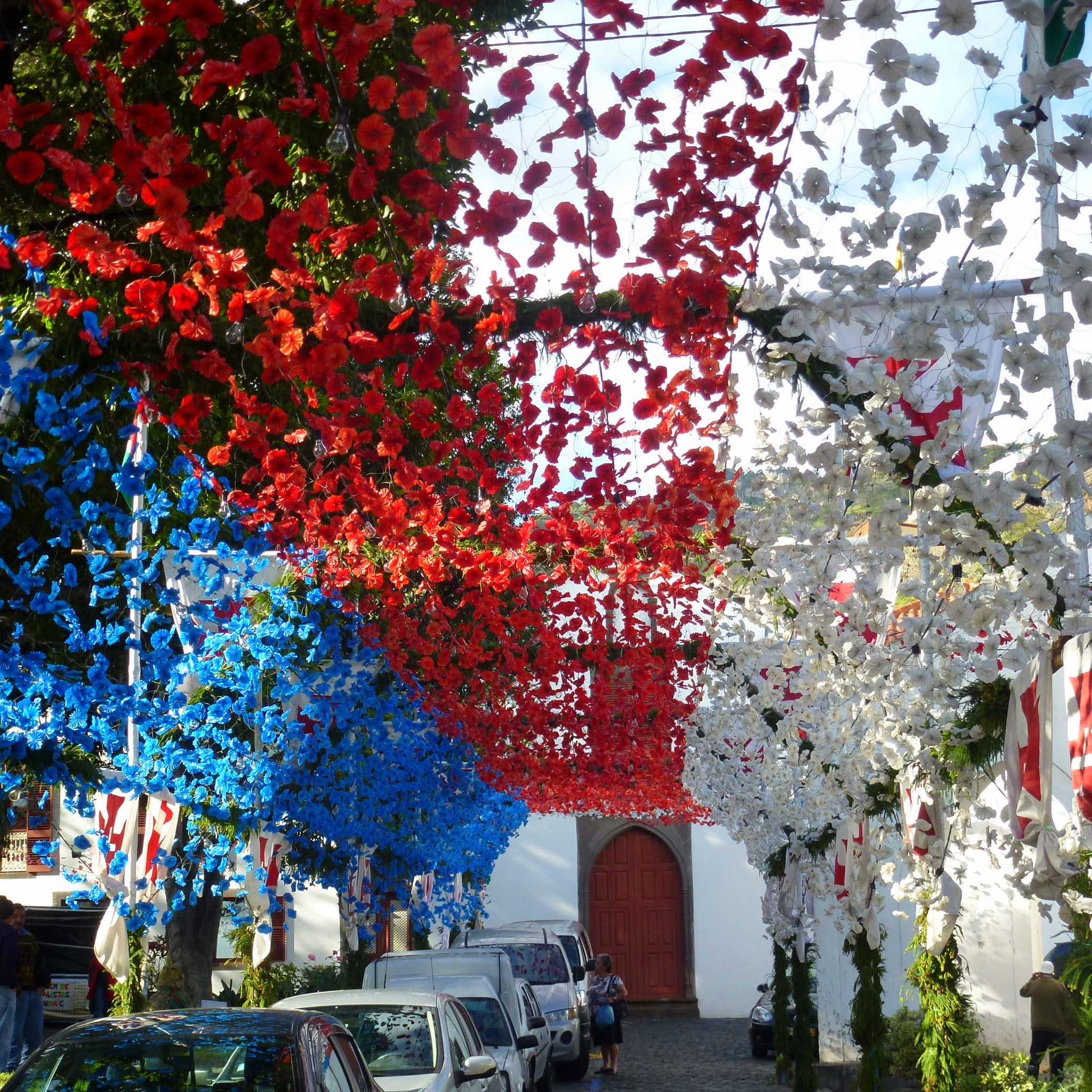
Decorações típicas de um arraial madeirense, Santa Cruz
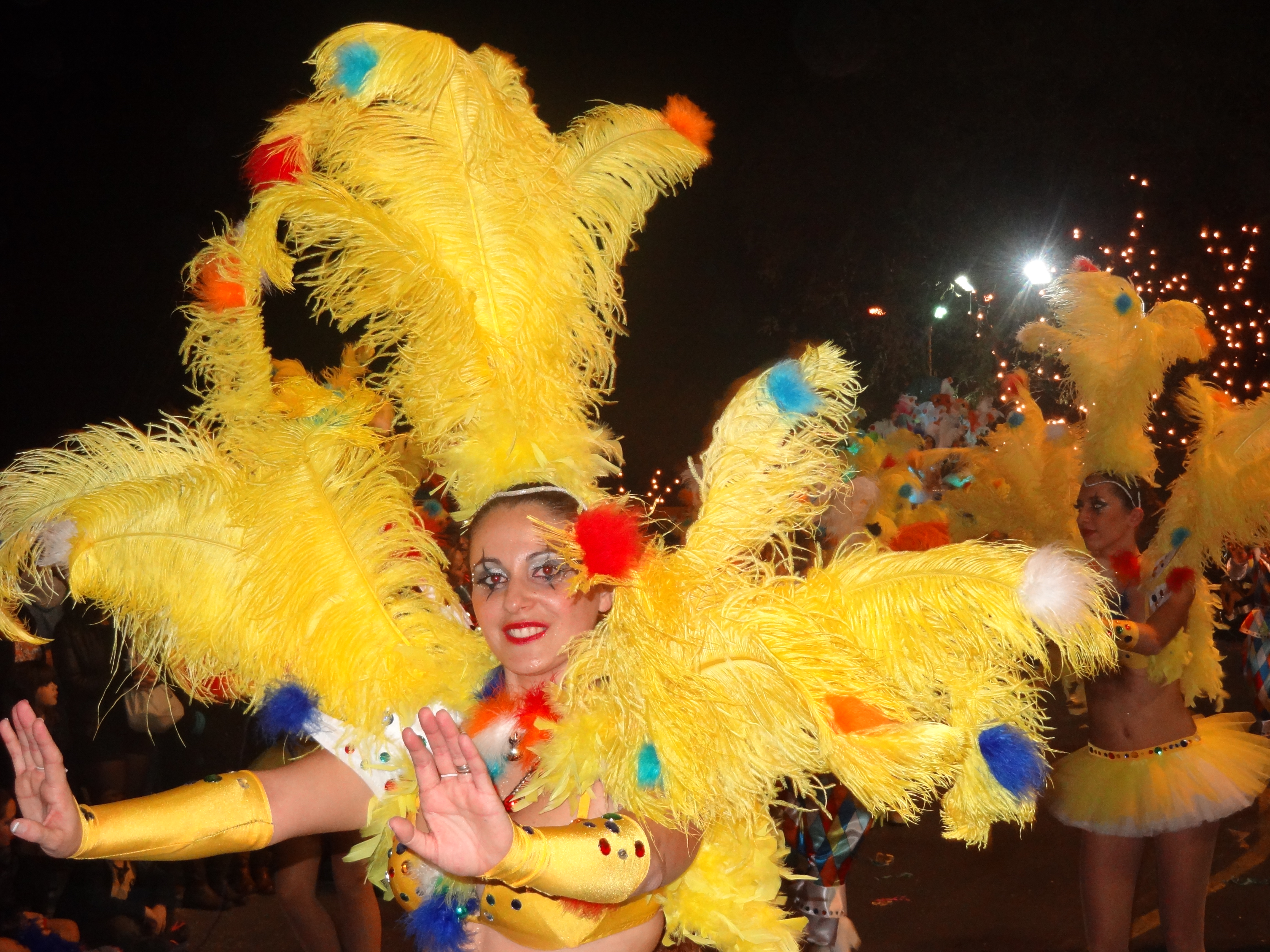
Participante do cortejo alegórico do Carnaval da Madeira
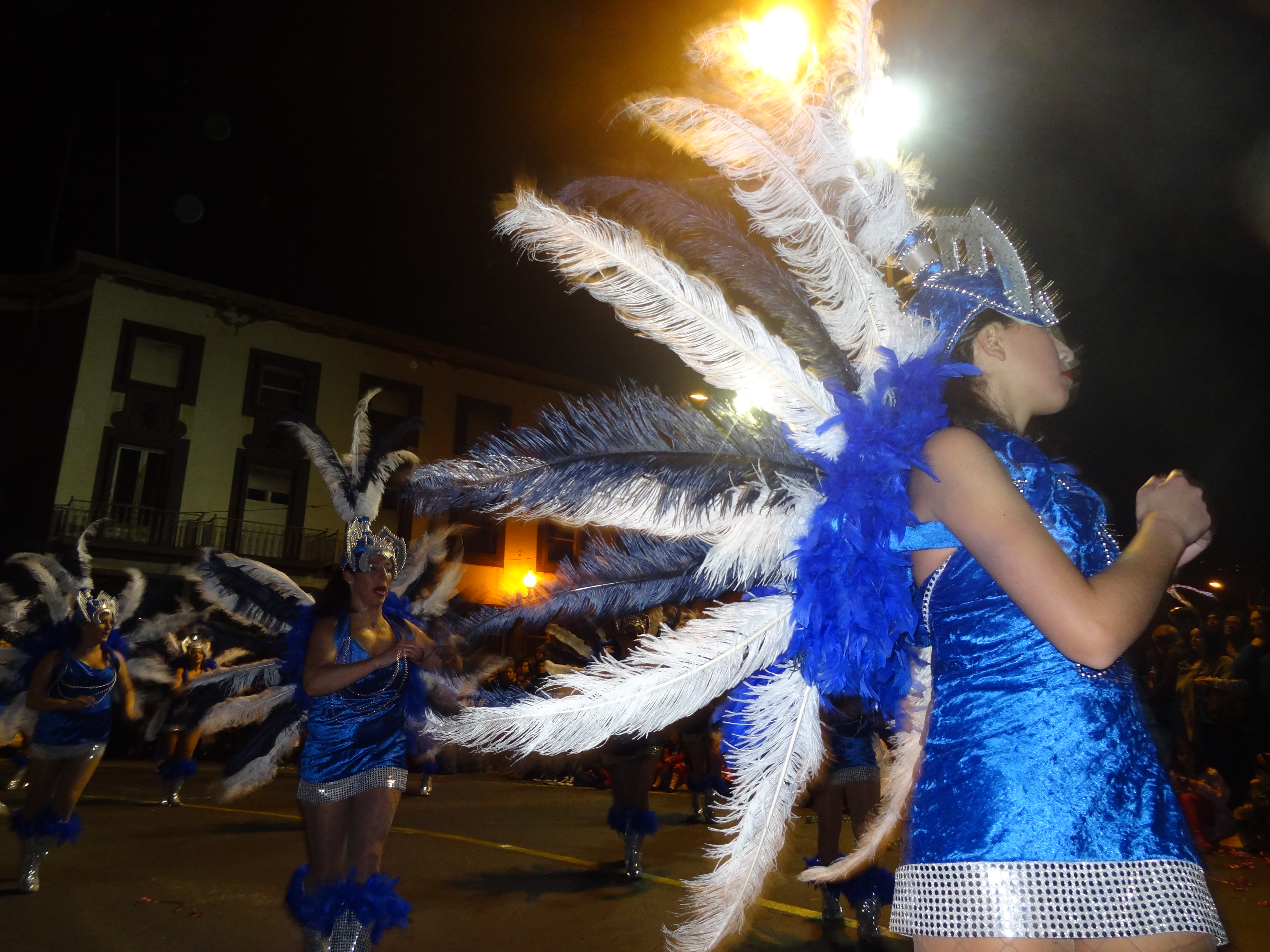
Outra dançarina dos festejos do Carnaval no Funchal

## Galeria

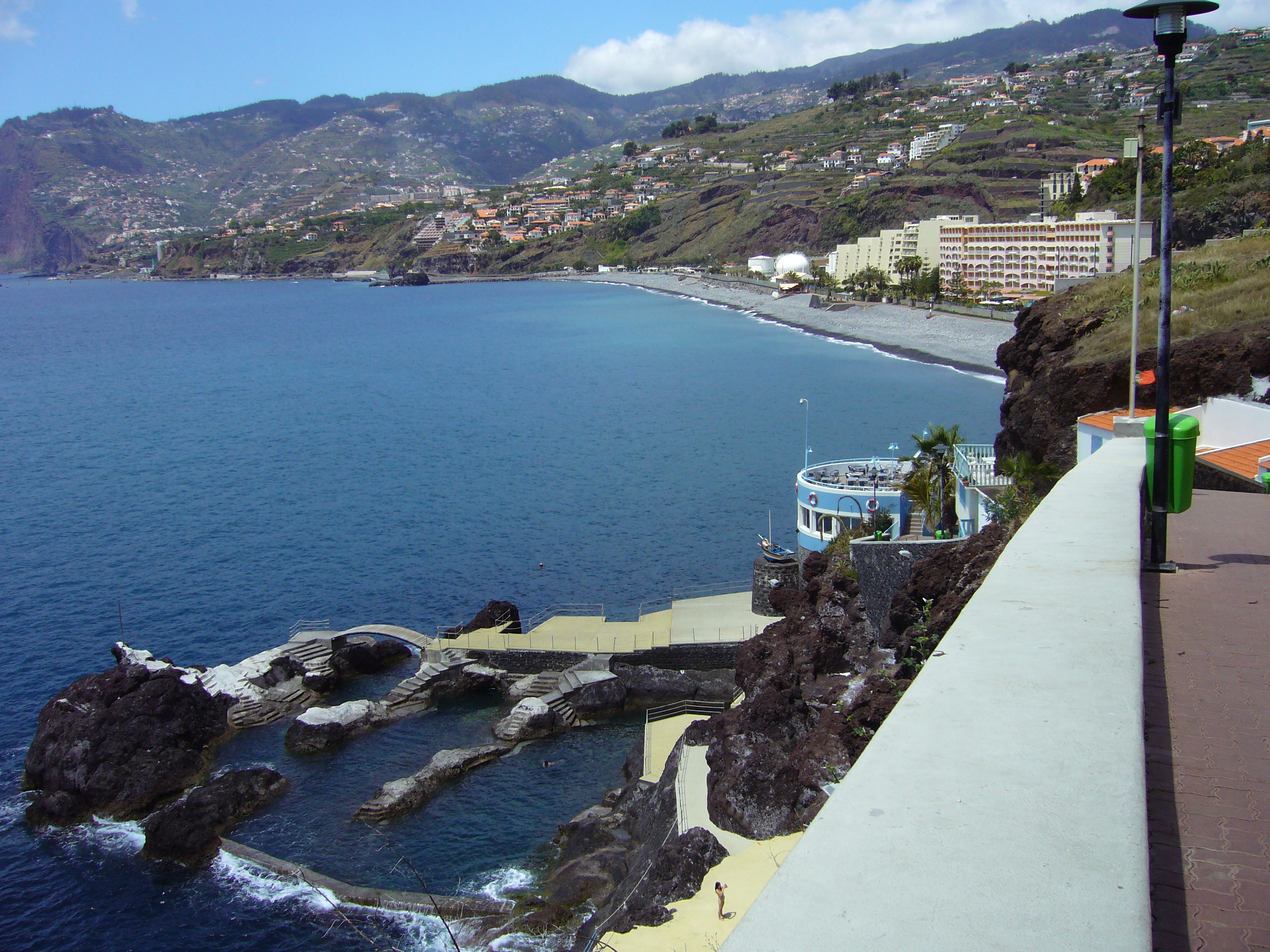
Doca do Cavacas com Praia Formosa ao fundo
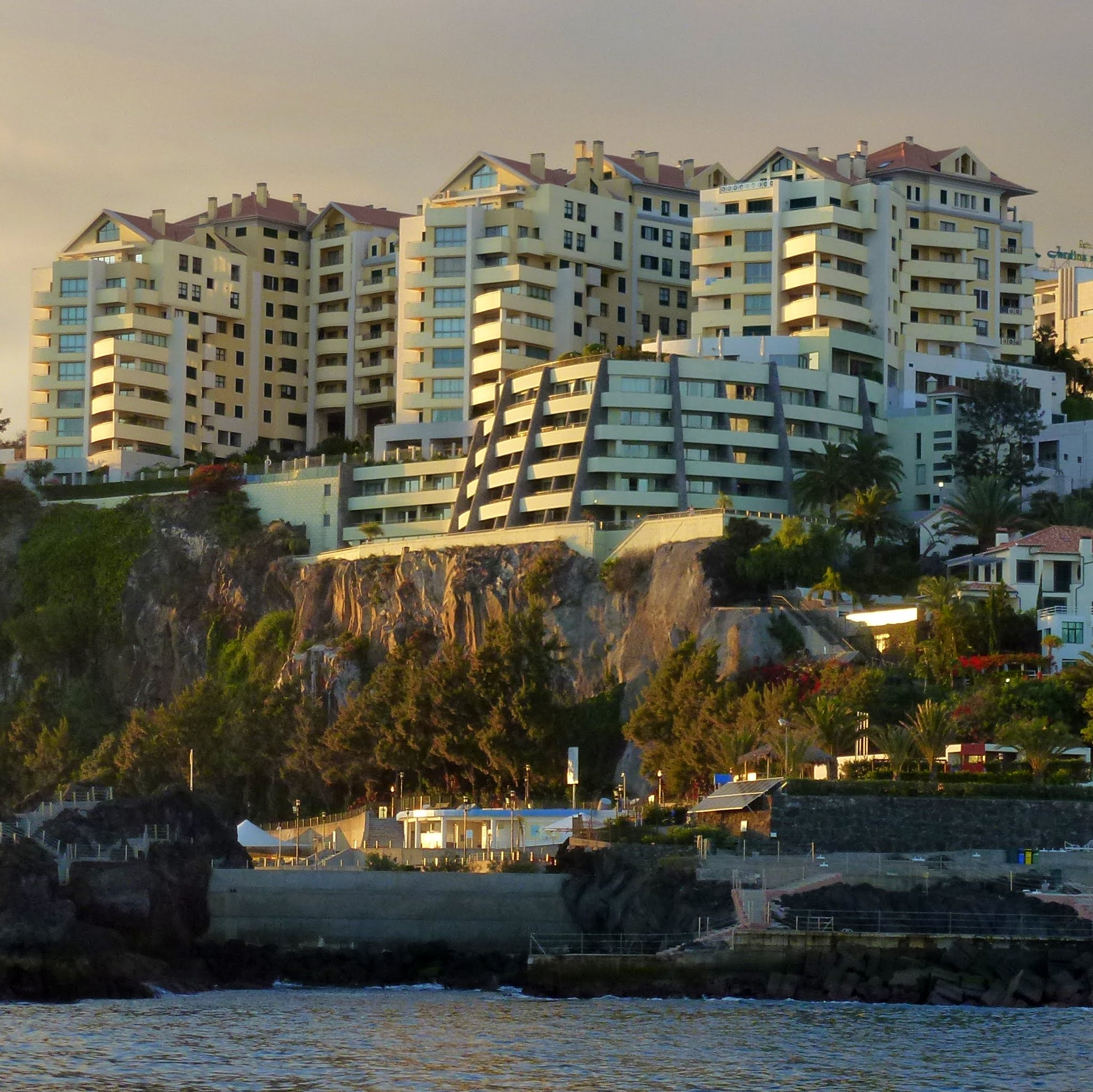
Ponta Gorda
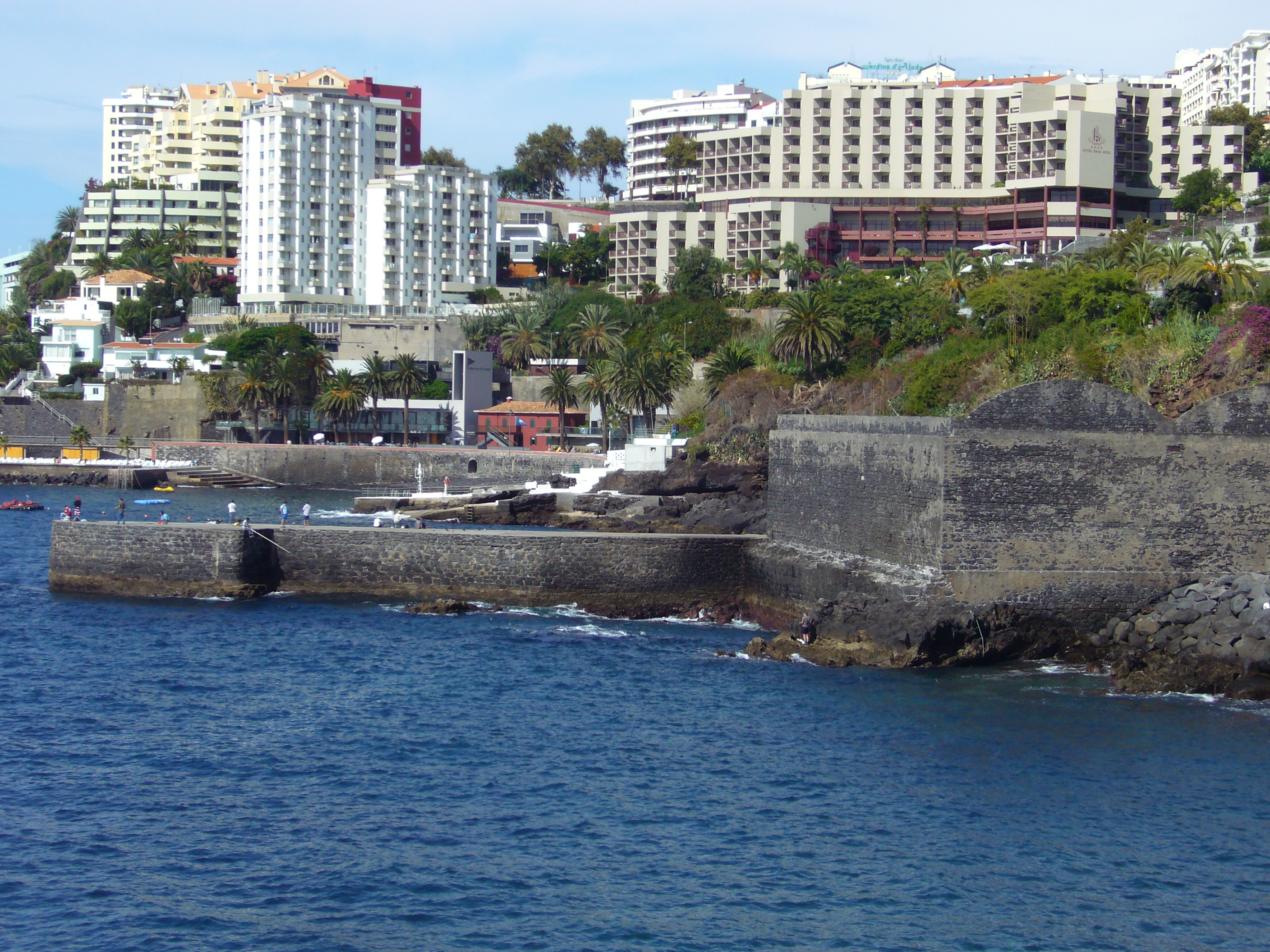
Cais do Carvão com parte da Zona Hoteleira ao fundo
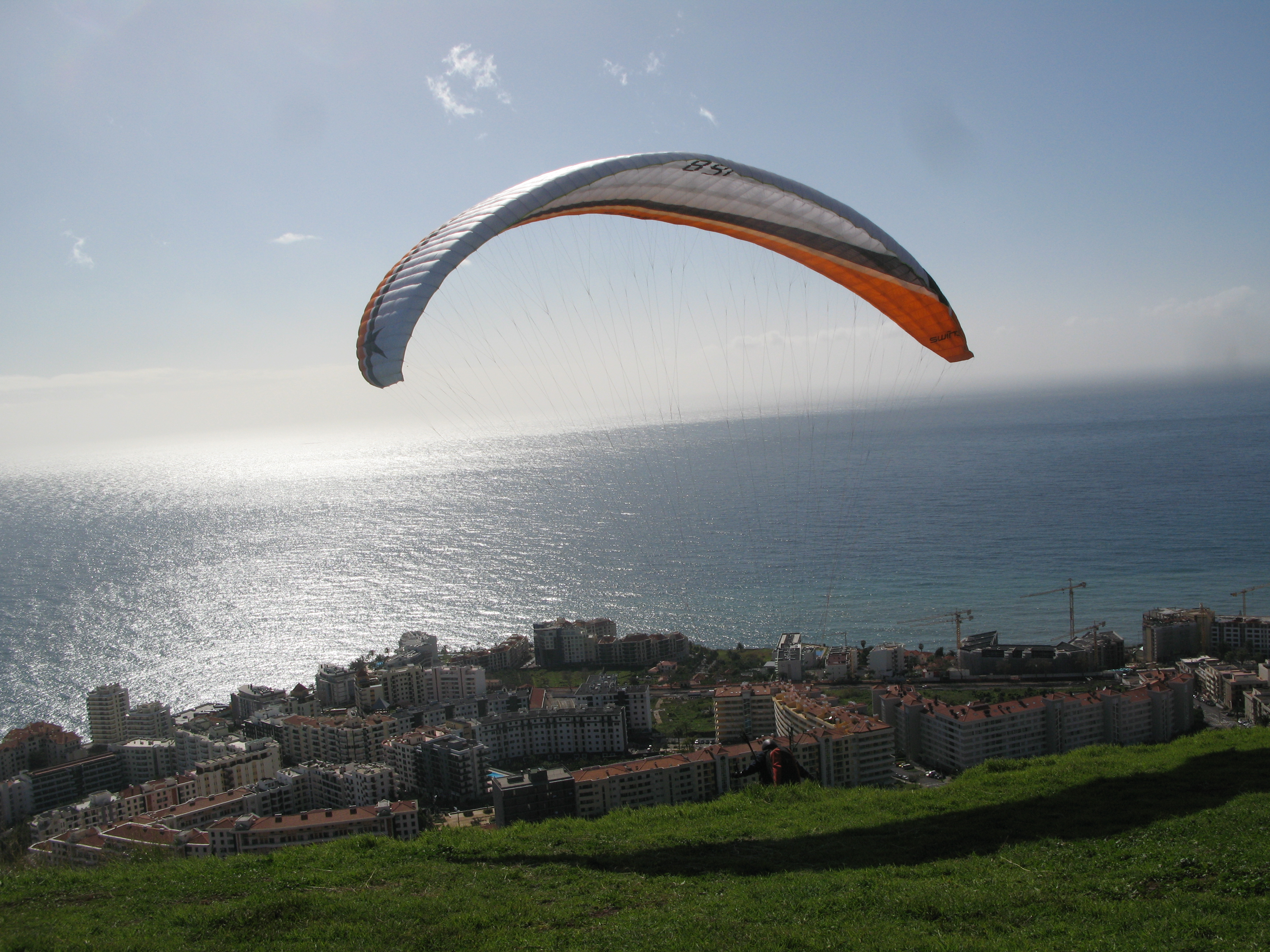
Prática de parapente desde o Pico da Cruz, para as zonas do Amparo, Ajuda e Piornais
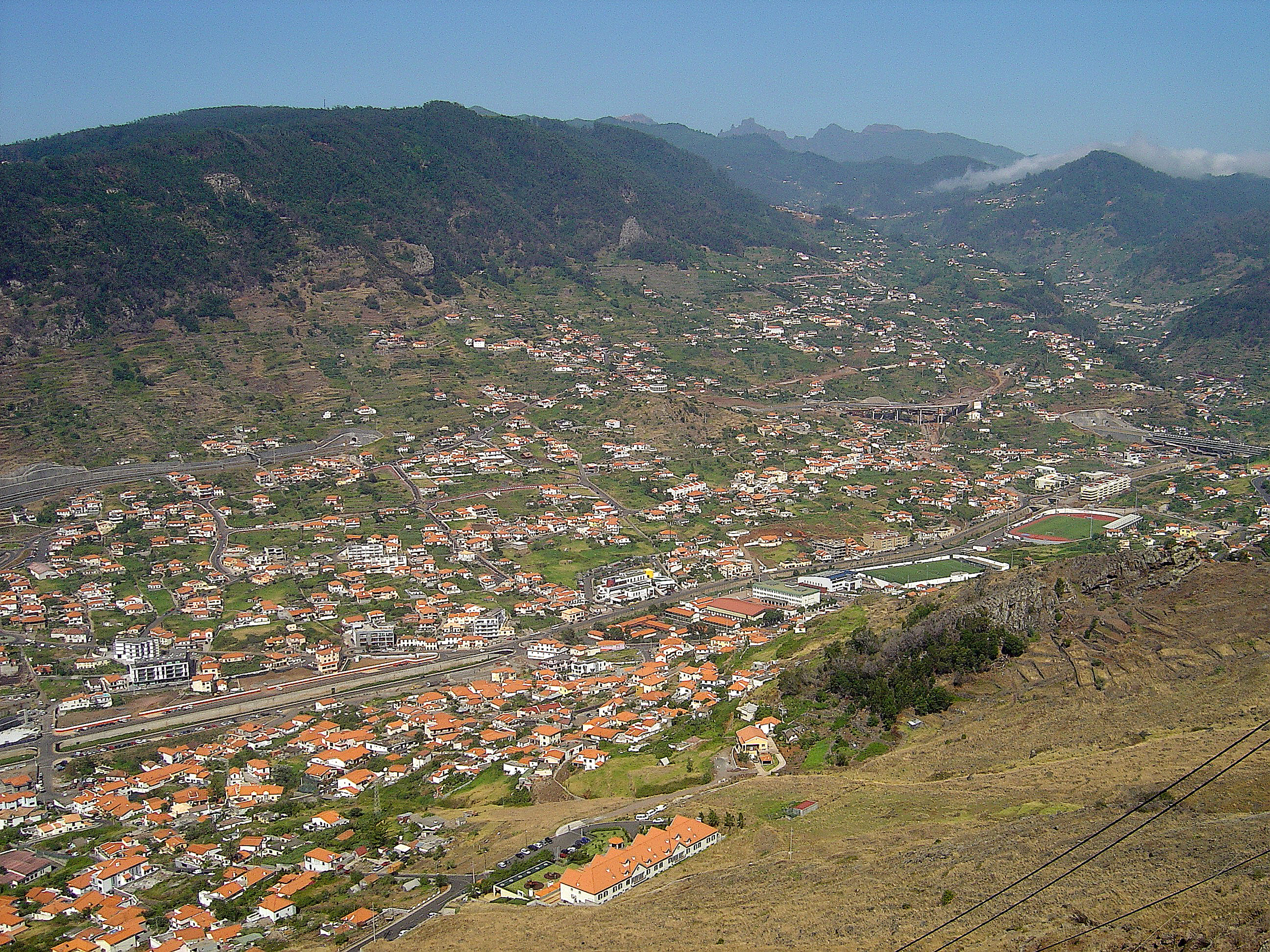
Vale de Machico
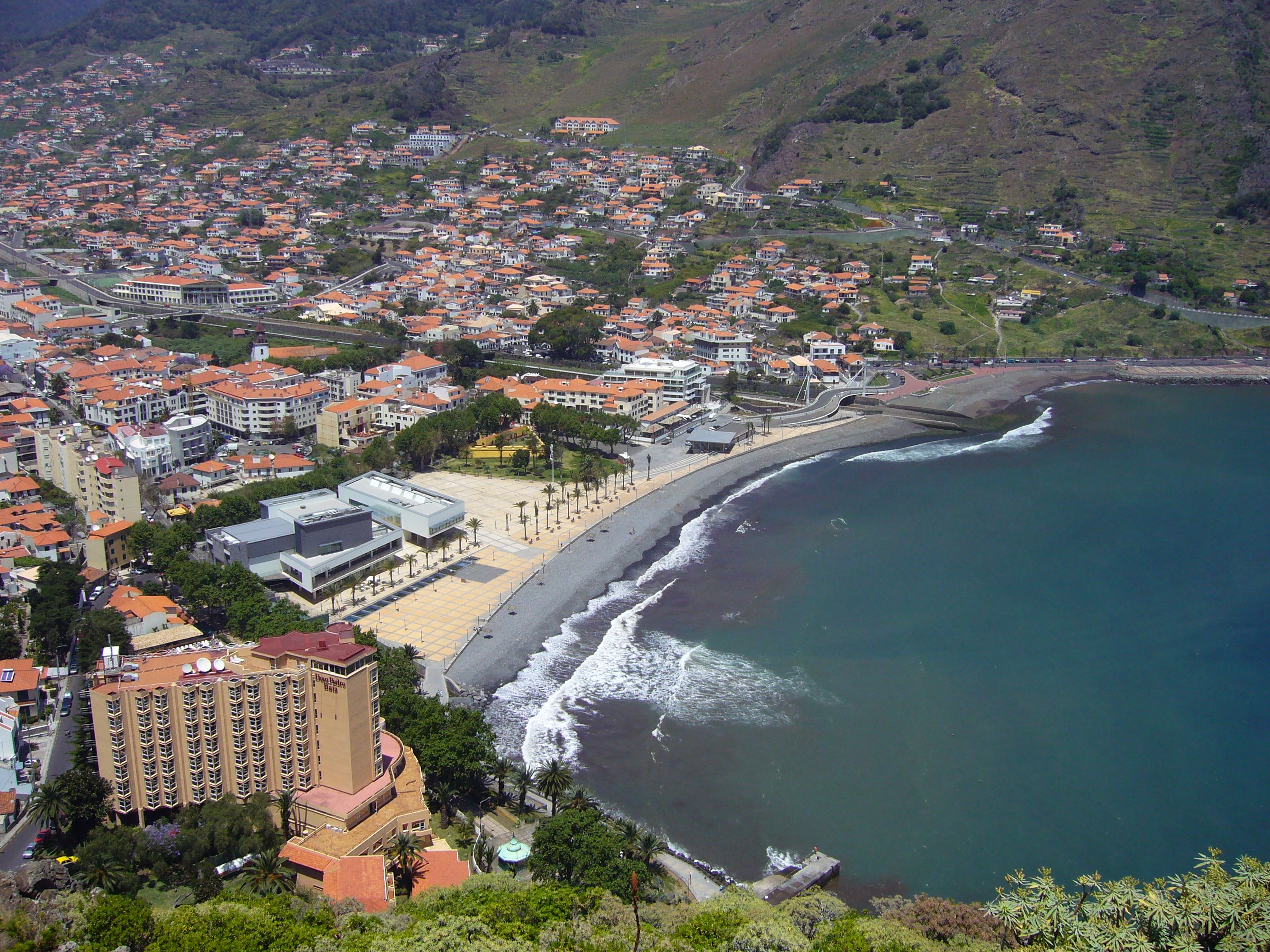
Baía de Machico
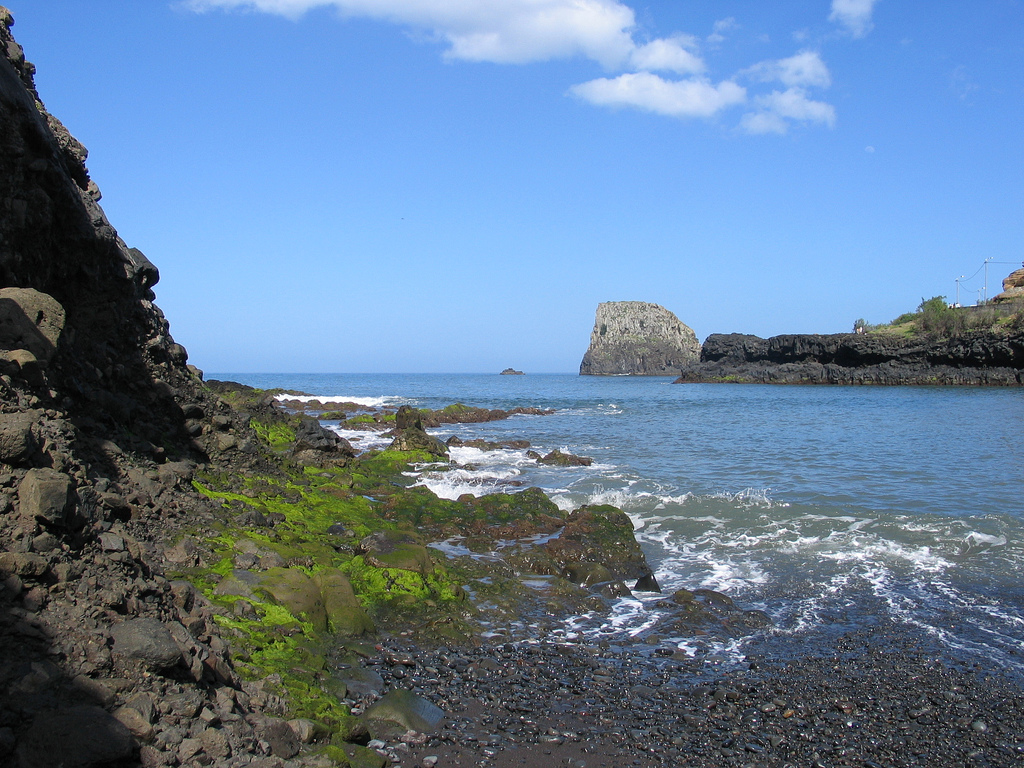
Porto da Cruz
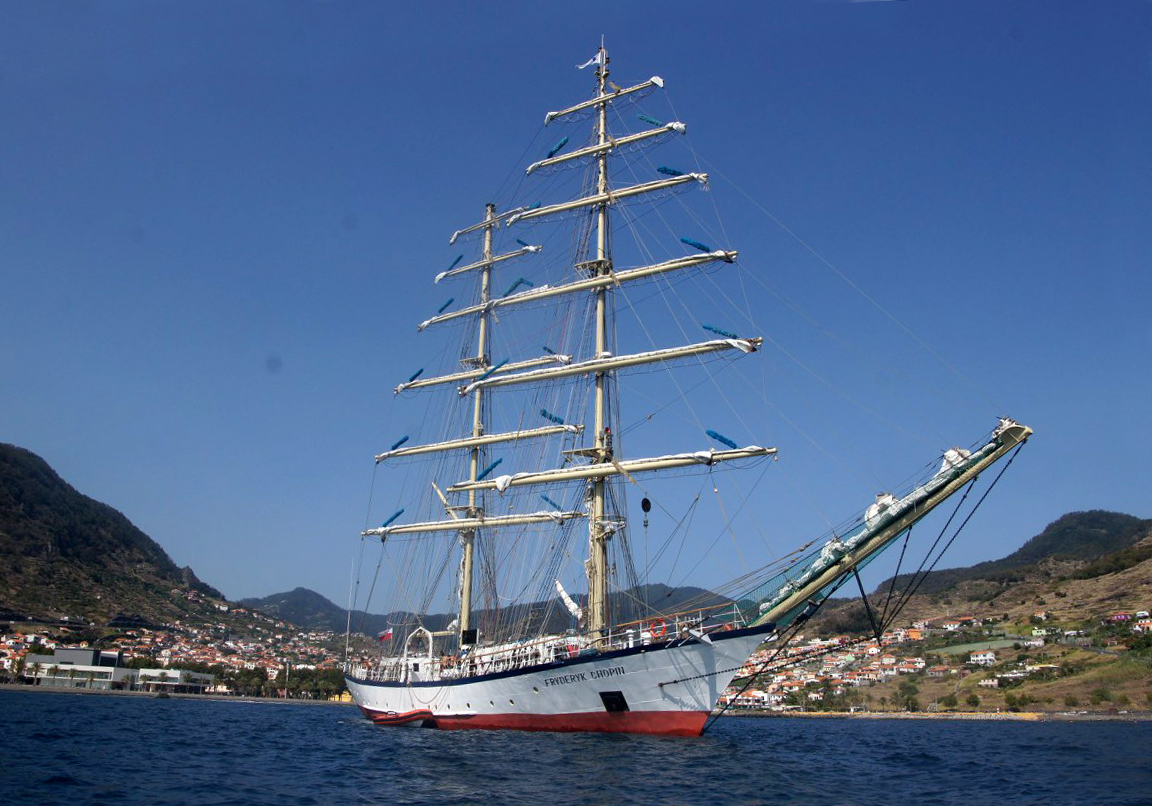
Veleiro Chopin ancorado ao largo da baía de Machico
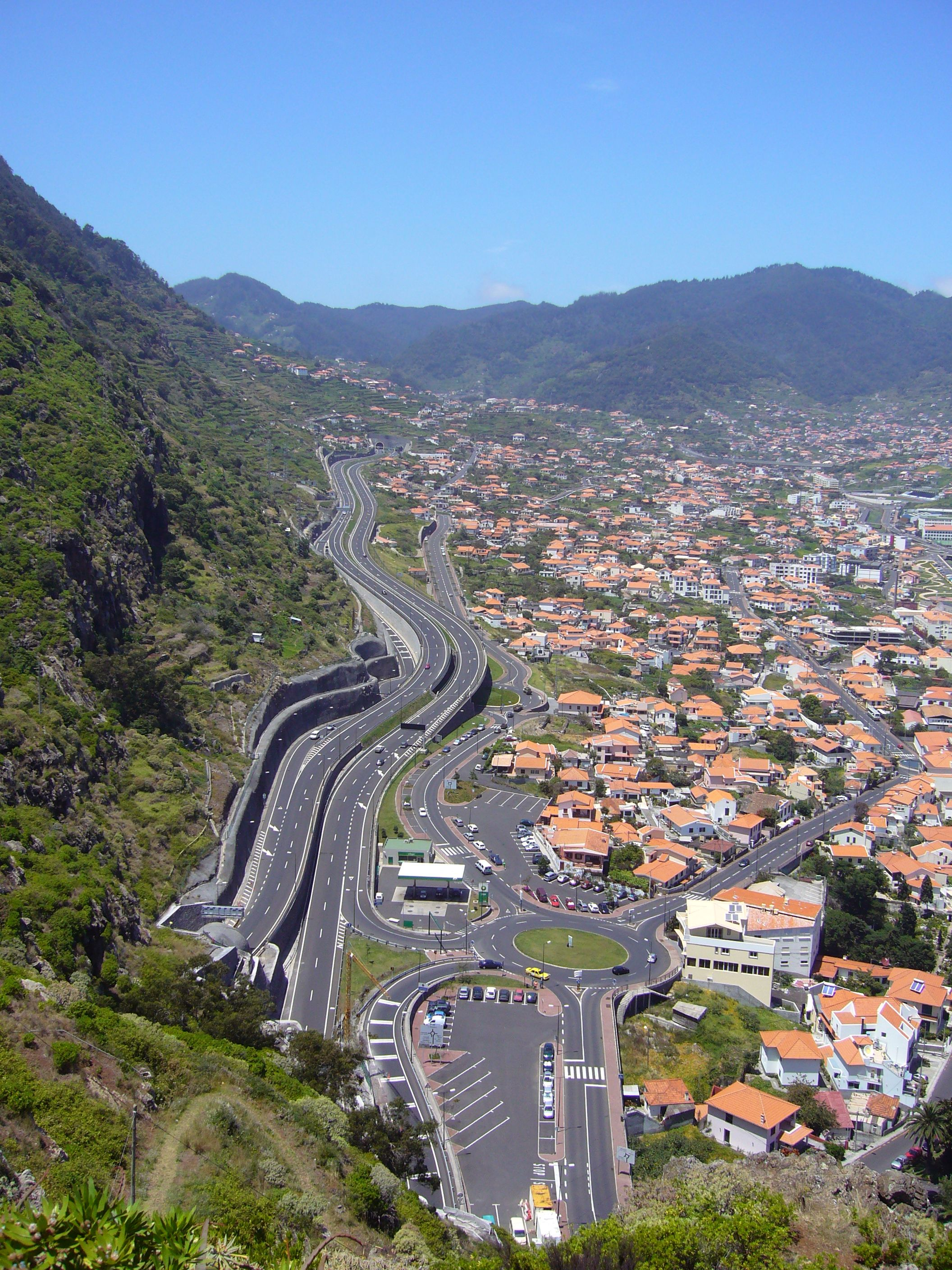
Vista panorâmica da cidade.
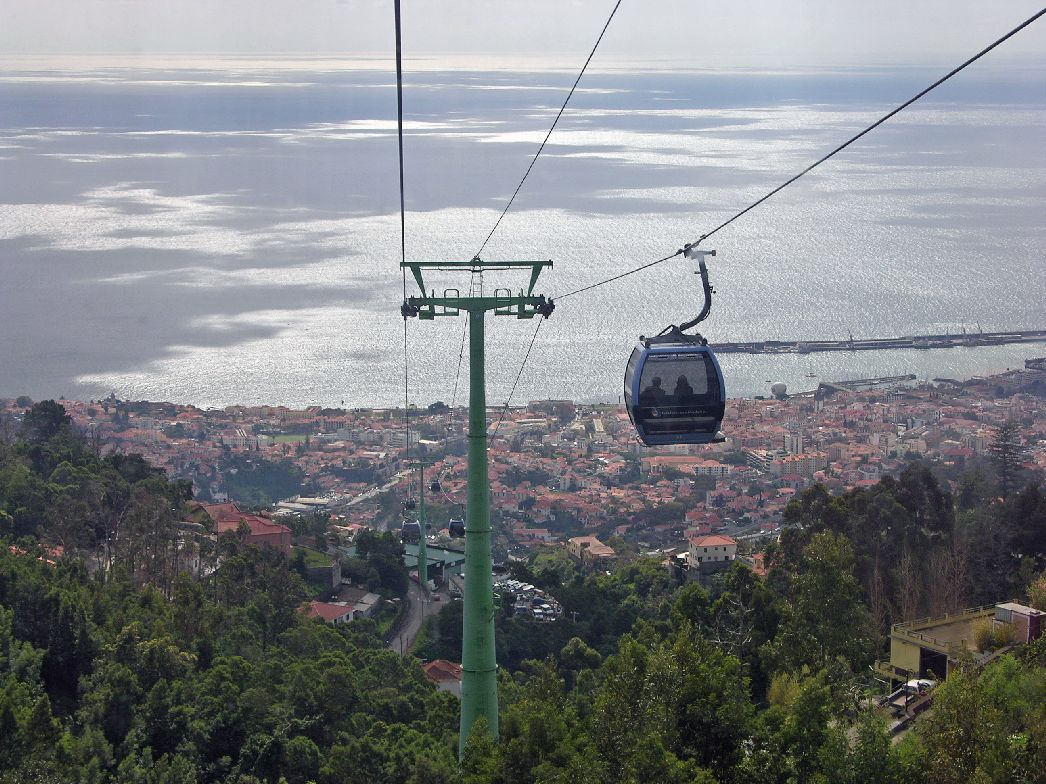
O teleférico do Monte
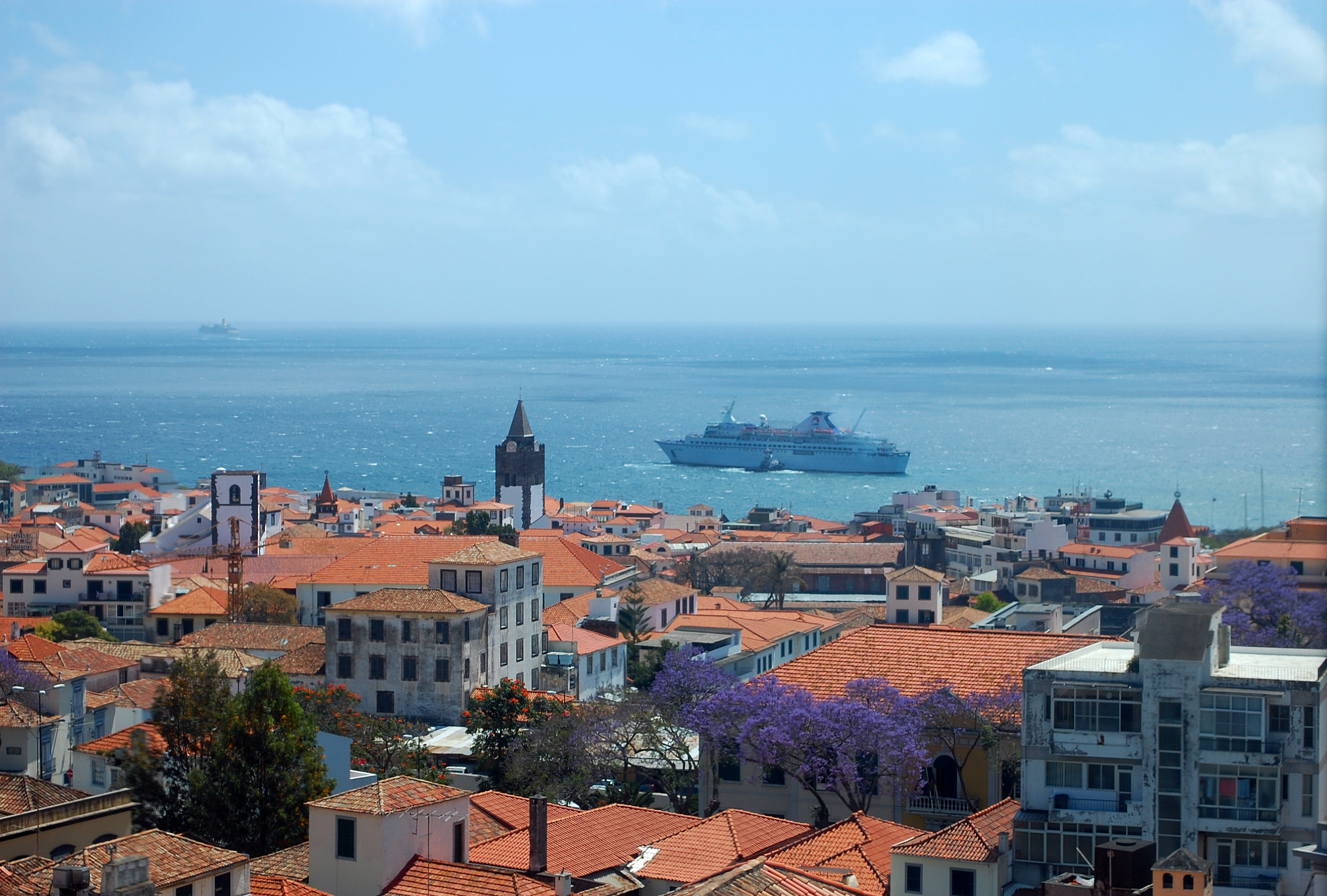
Funchal, visto do Largo das Cruzes
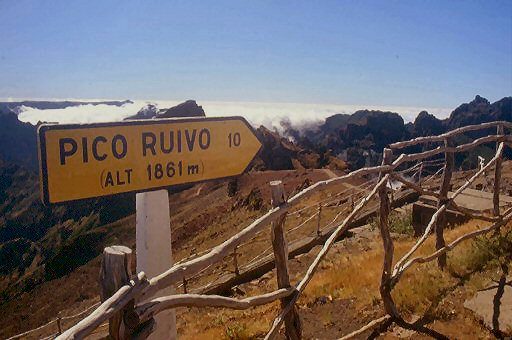
Pico Ruivo
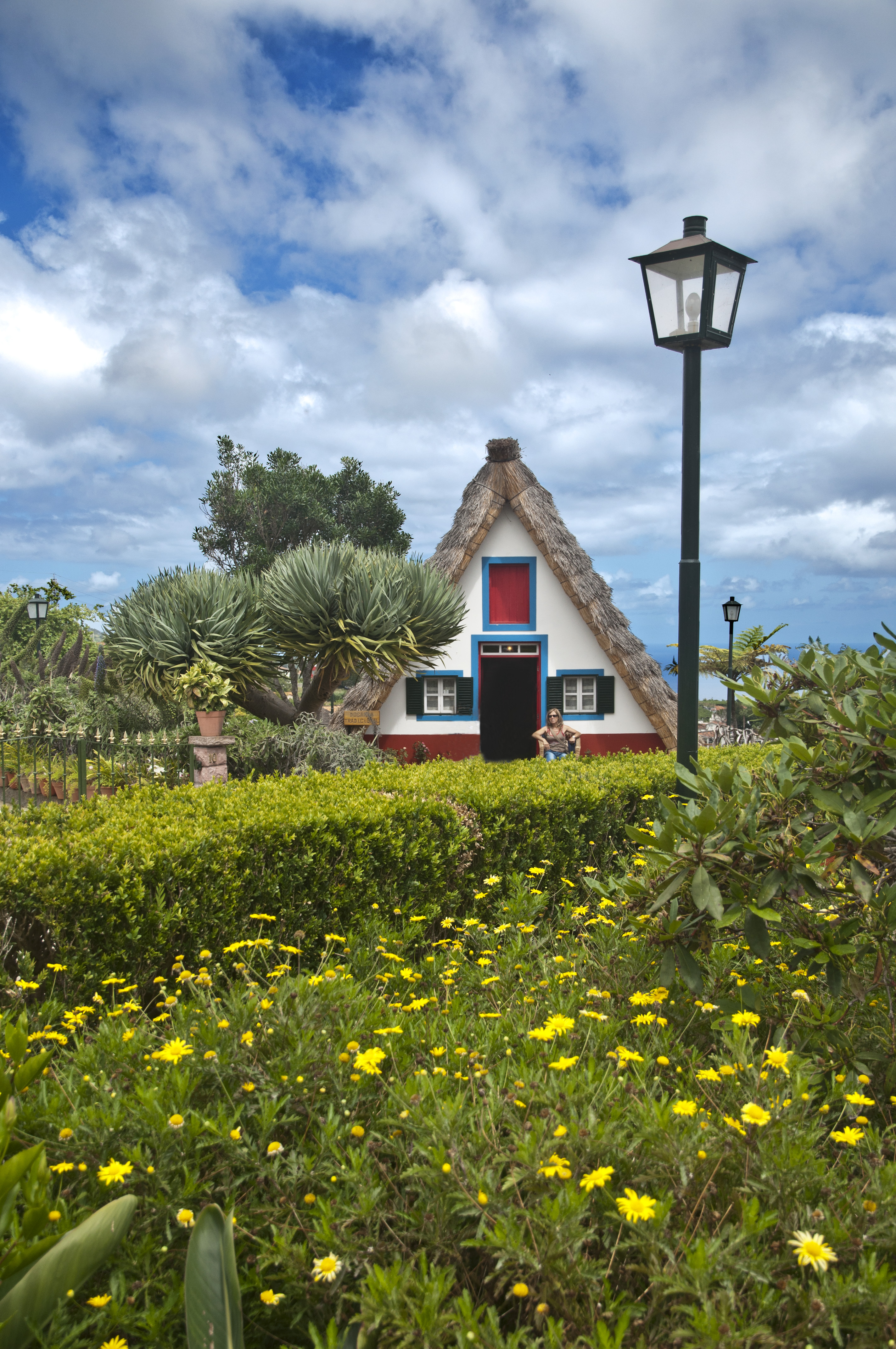
Casas Típicas de Santana
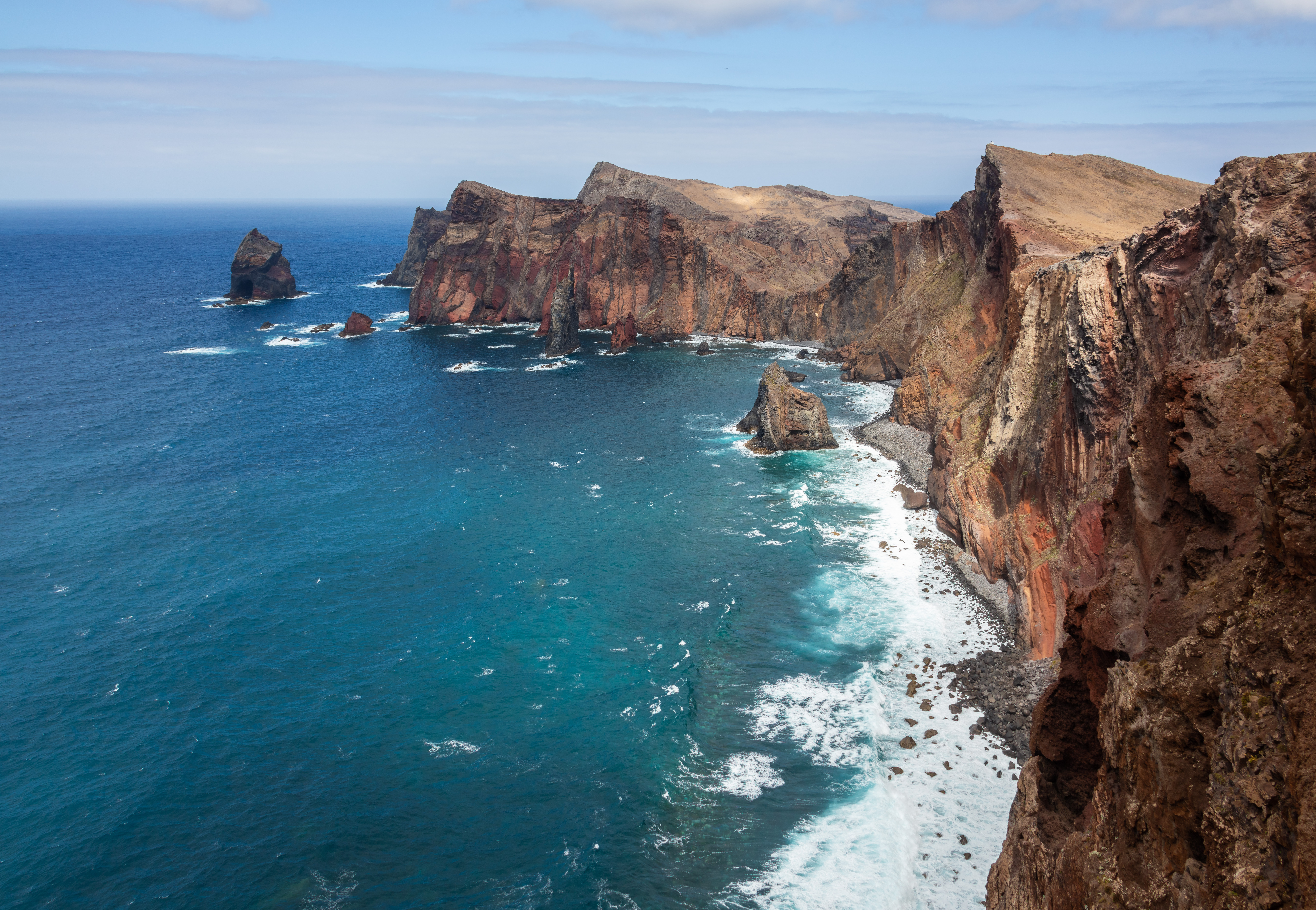
Ponta de São Lourenço
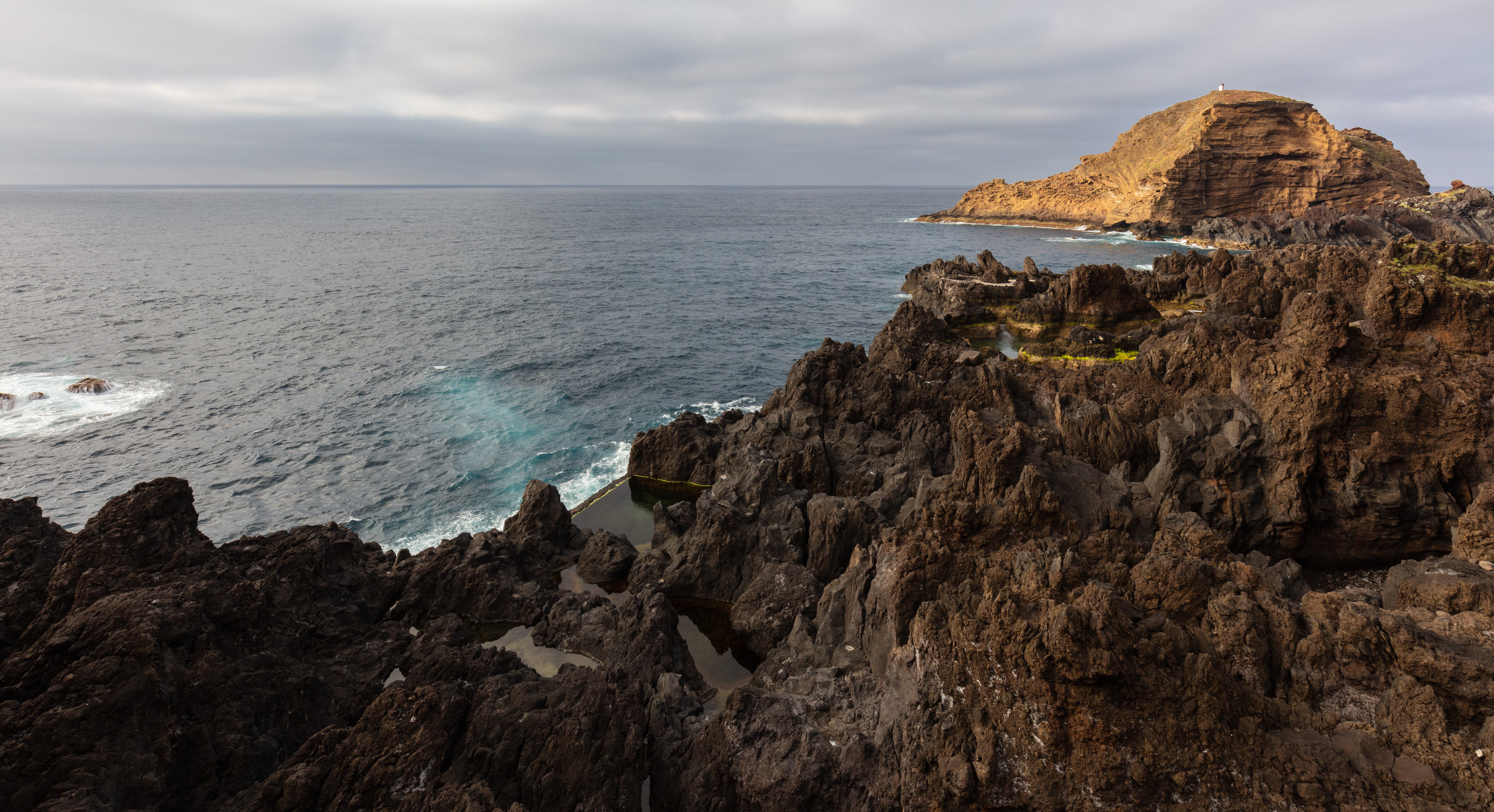
Piscinas Naturais do Porto Moniz
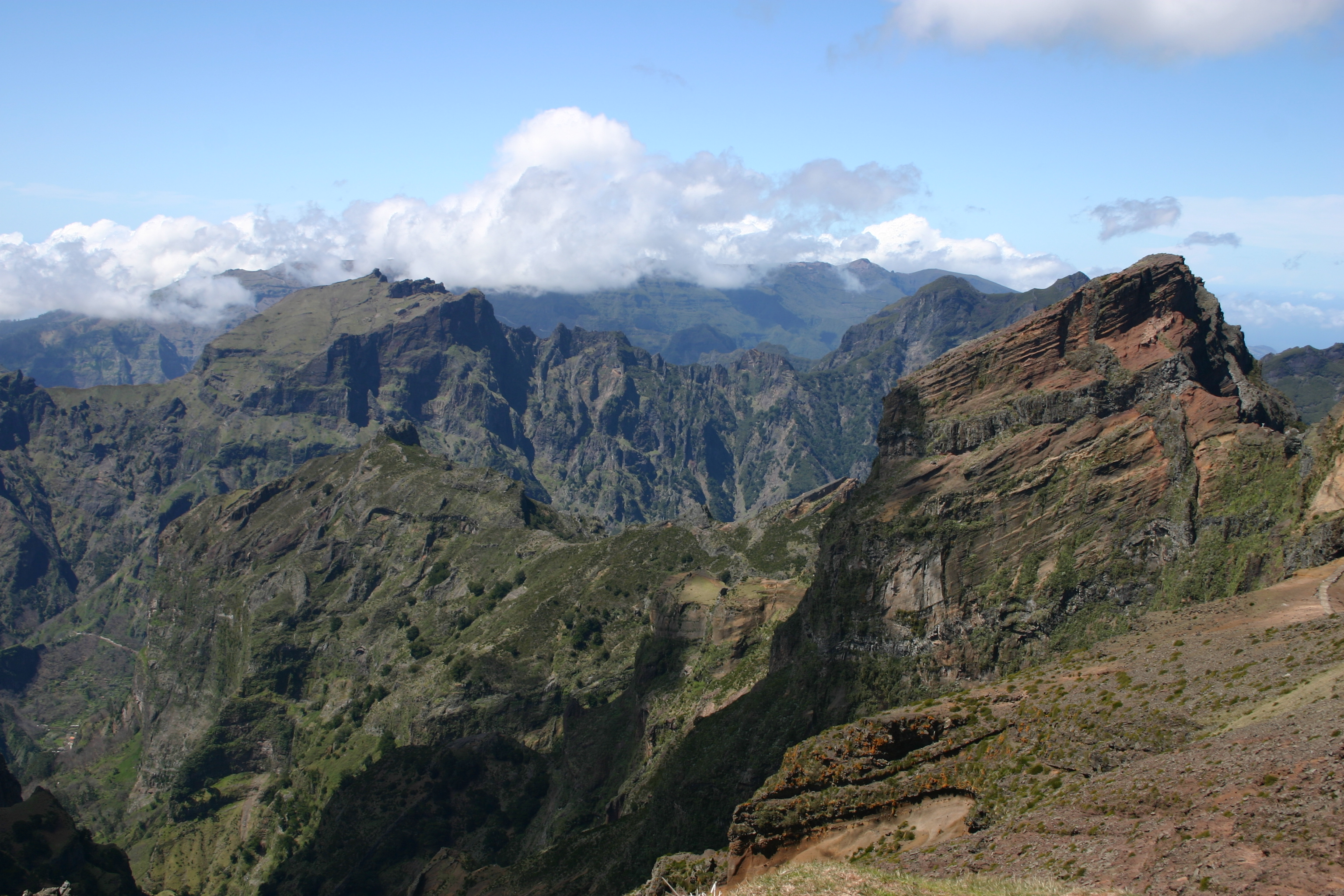
Pico do Areeiro
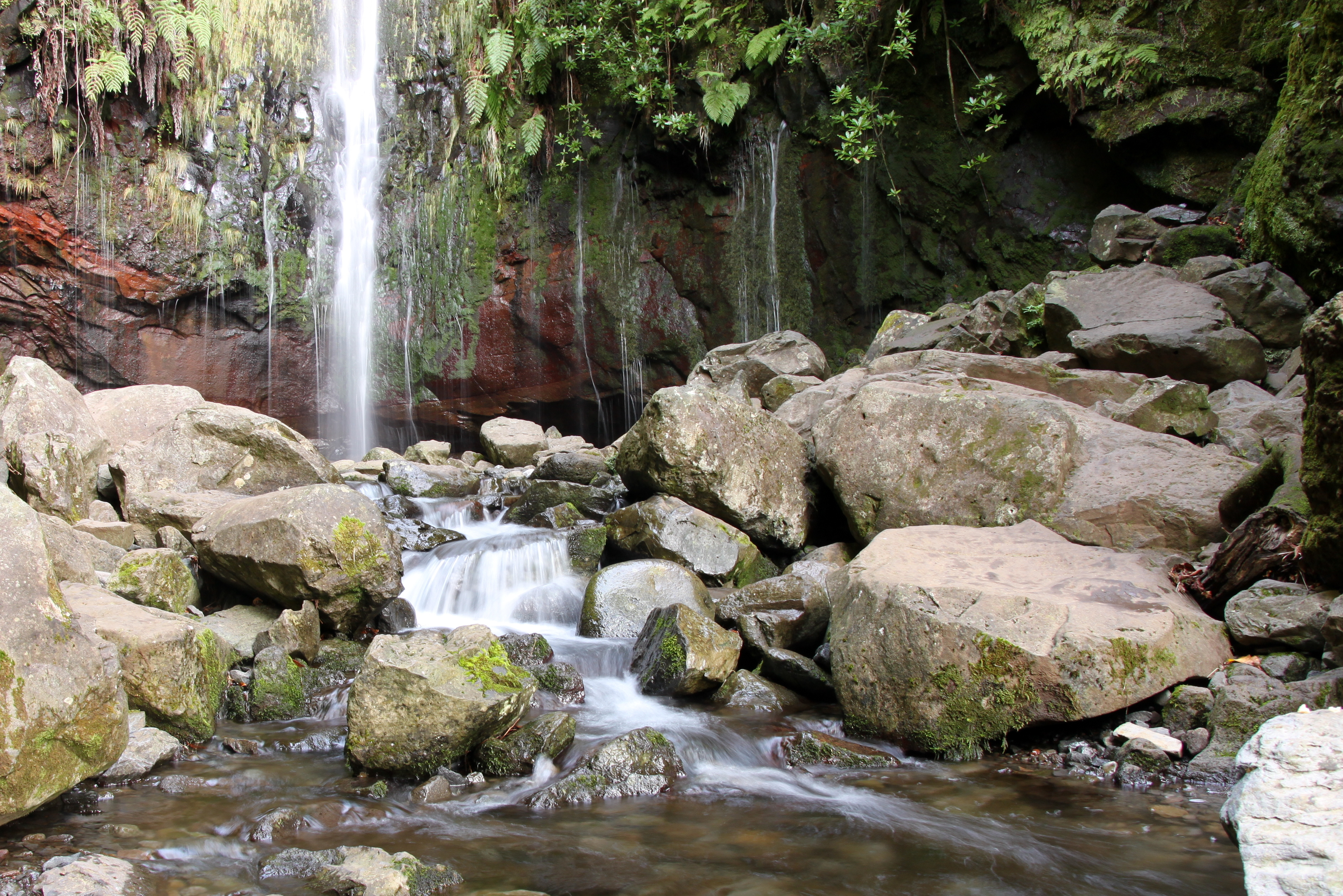
Levada das 25 Fontes
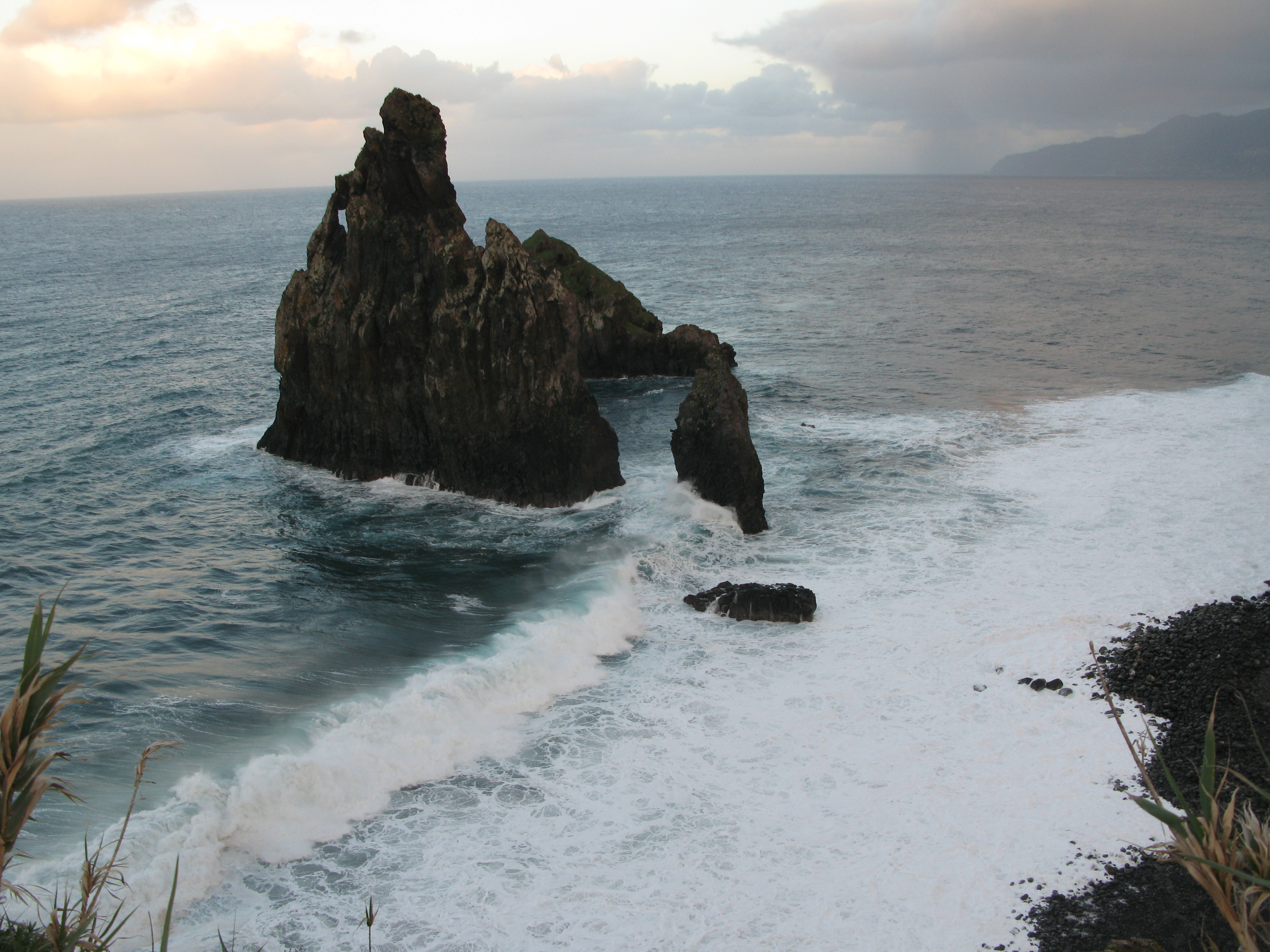
Ilheu da Ribeira da Janela
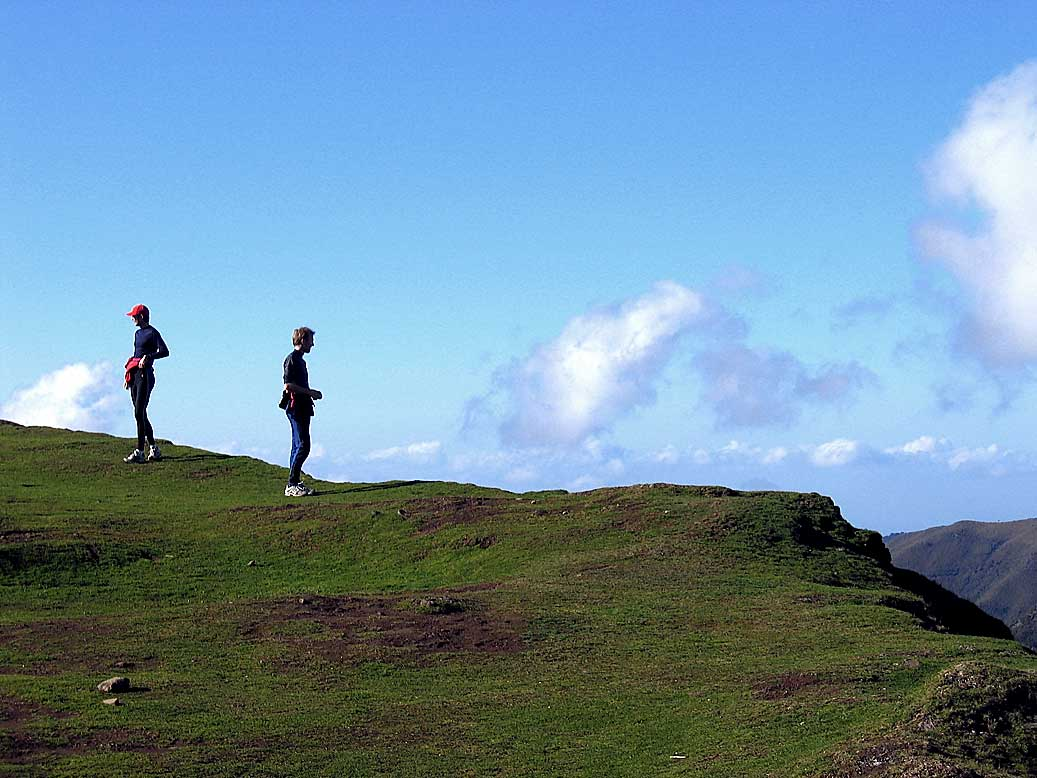
Paul da Serra
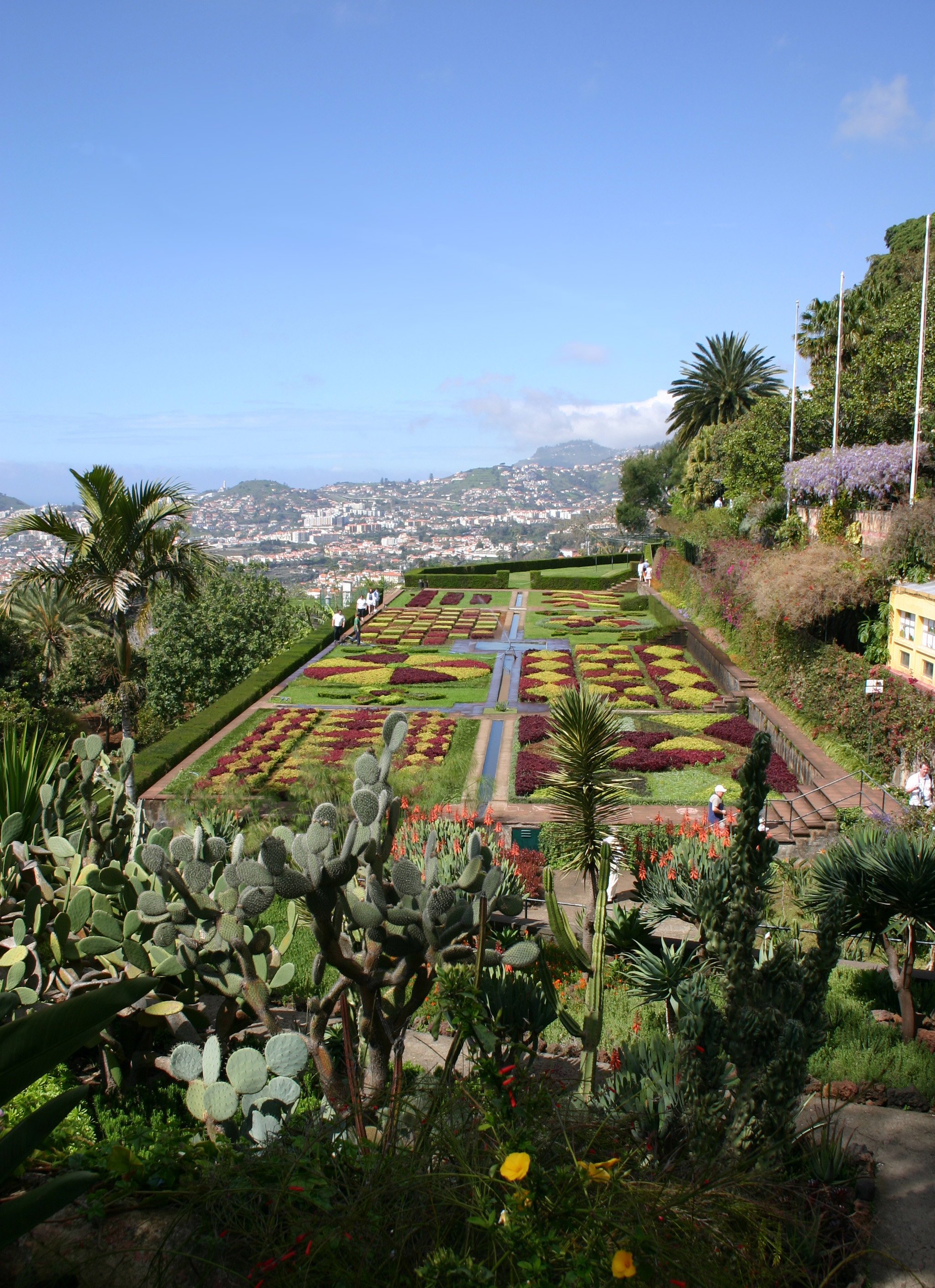
Jardim Botânico da Madeira
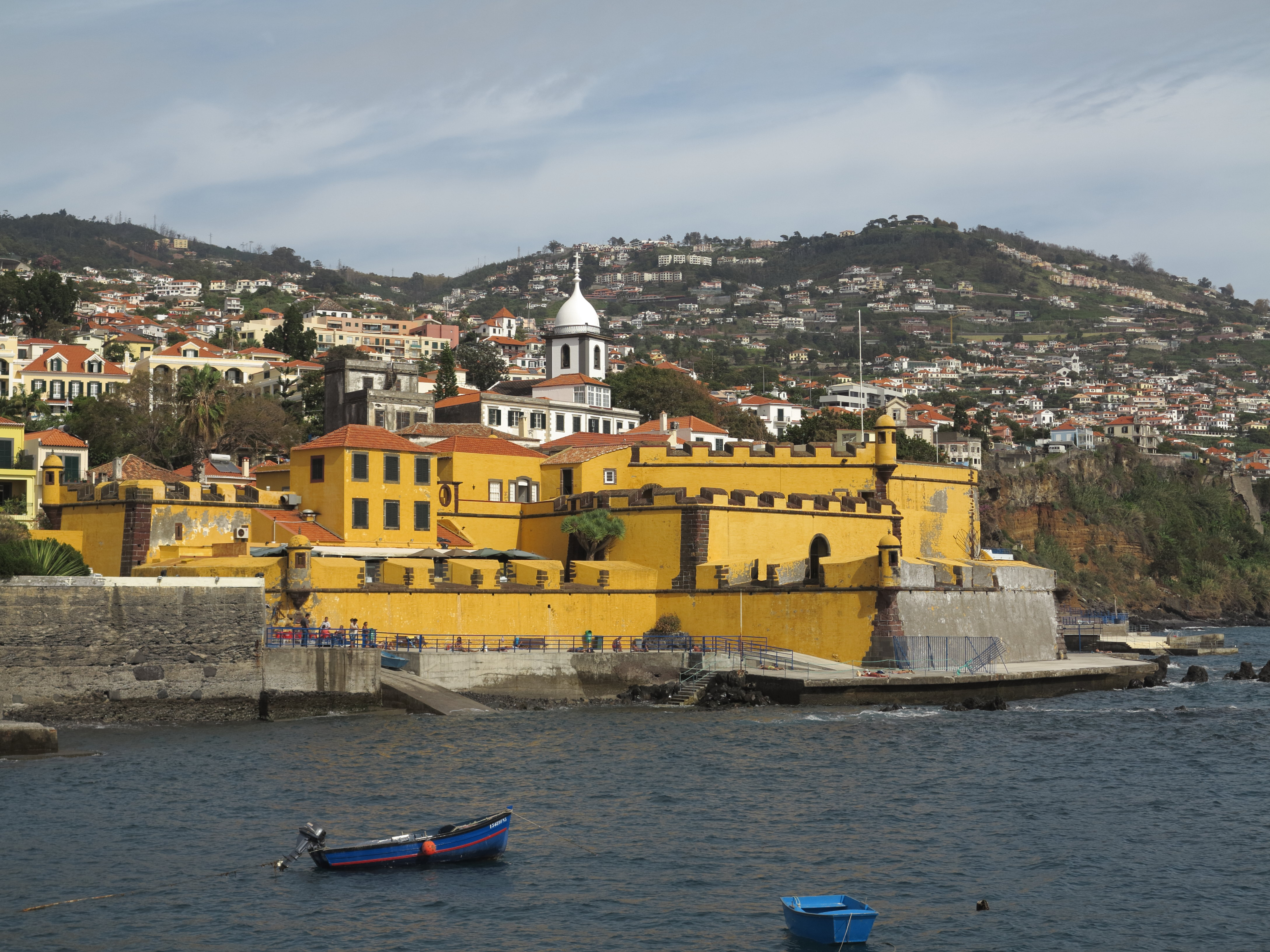
Forte de São Tiago
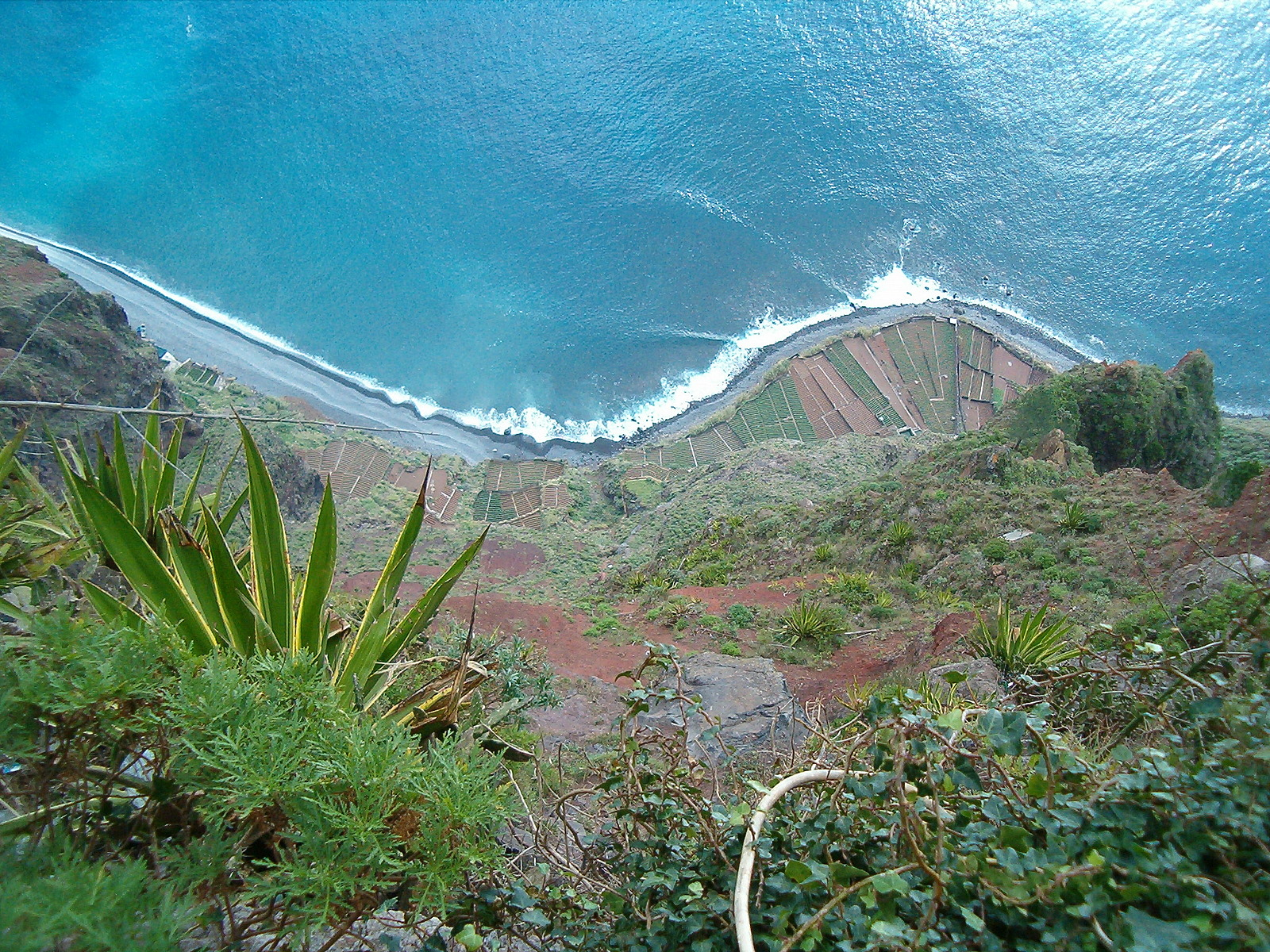
Cabo Girão
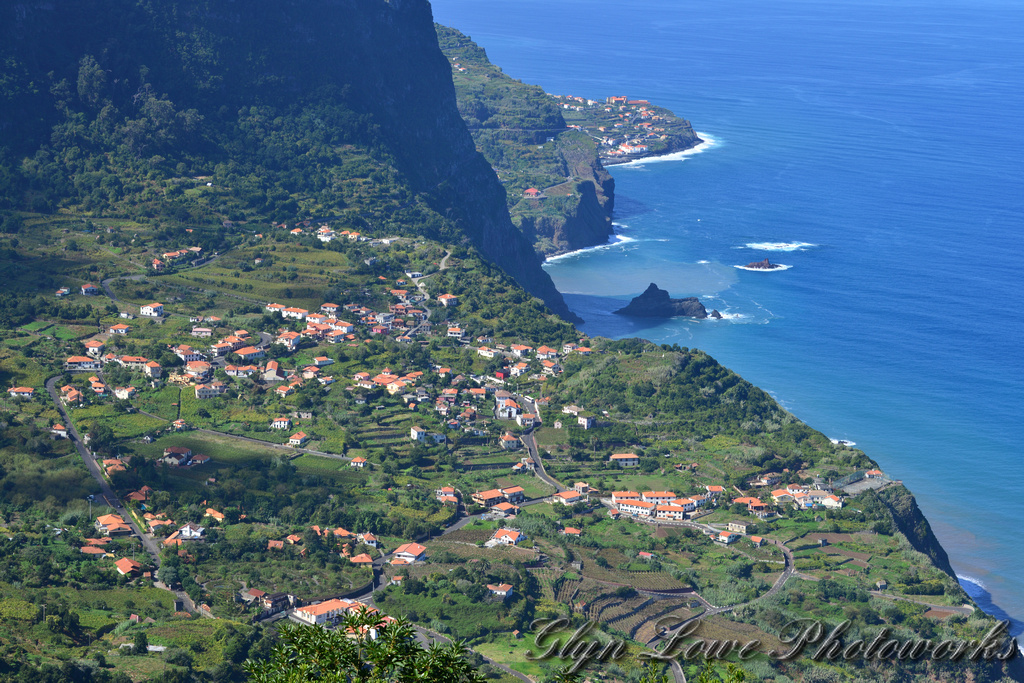
São Jorge
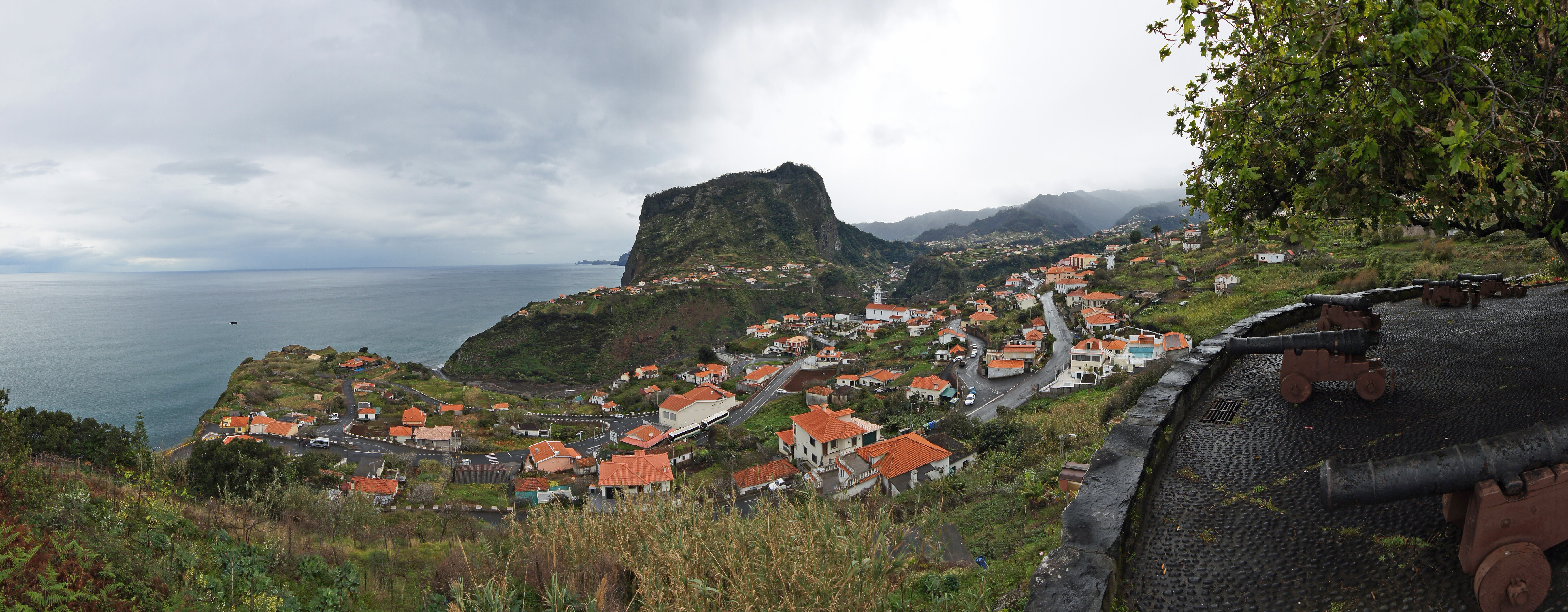
Faial
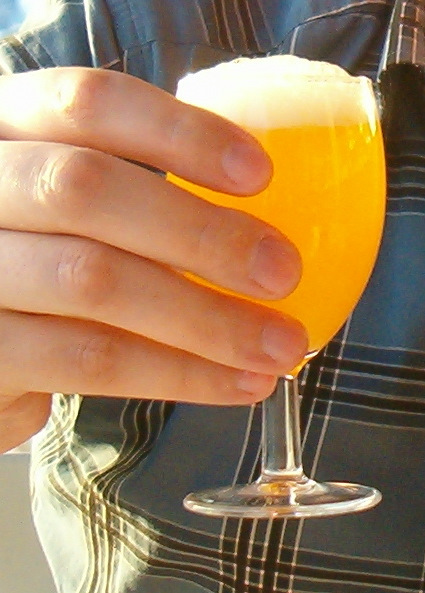
Poncha
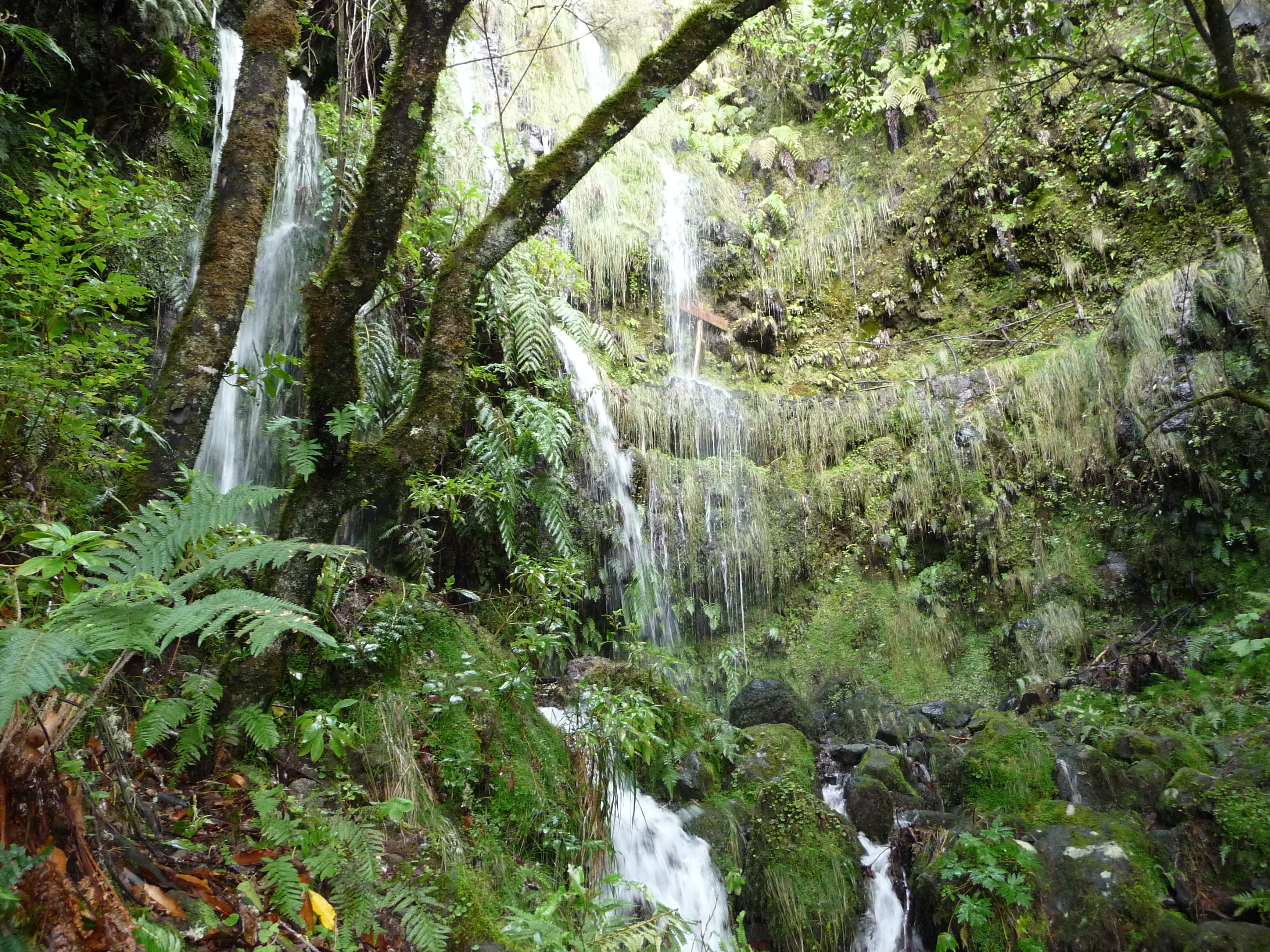
Levada do Caldeirão Verde
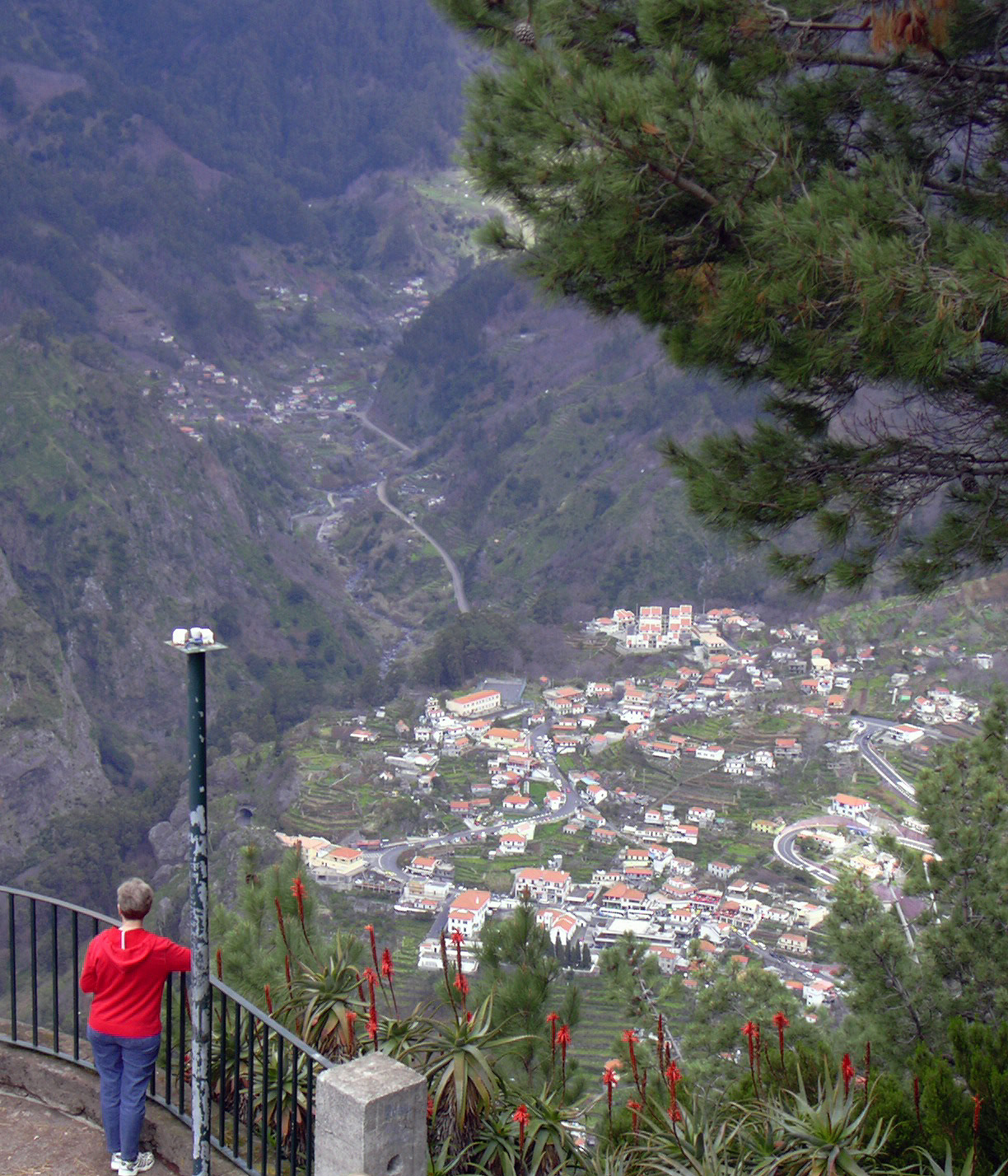
Curral das Freiras
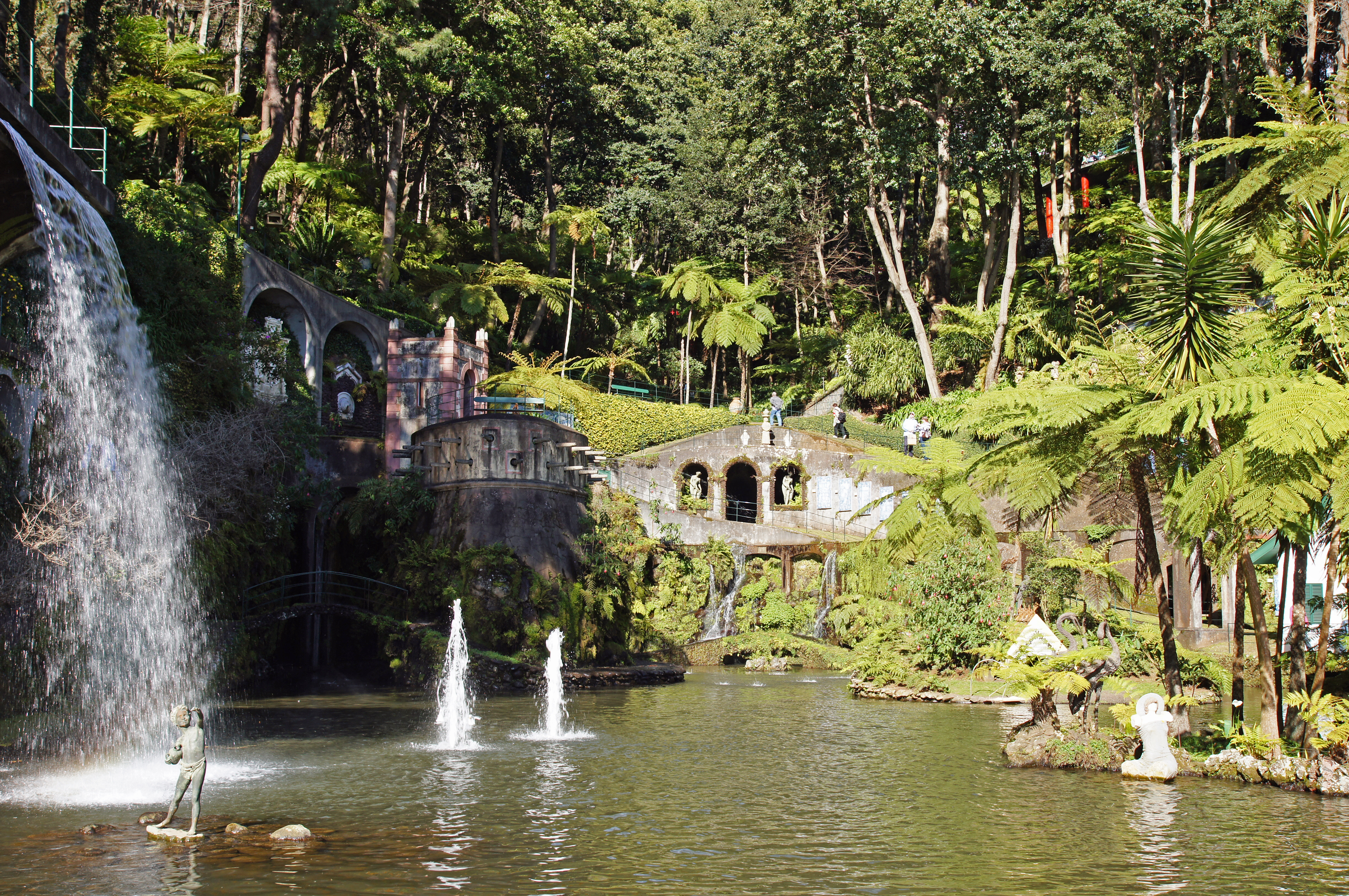
Jardim Tropical Monte Palace
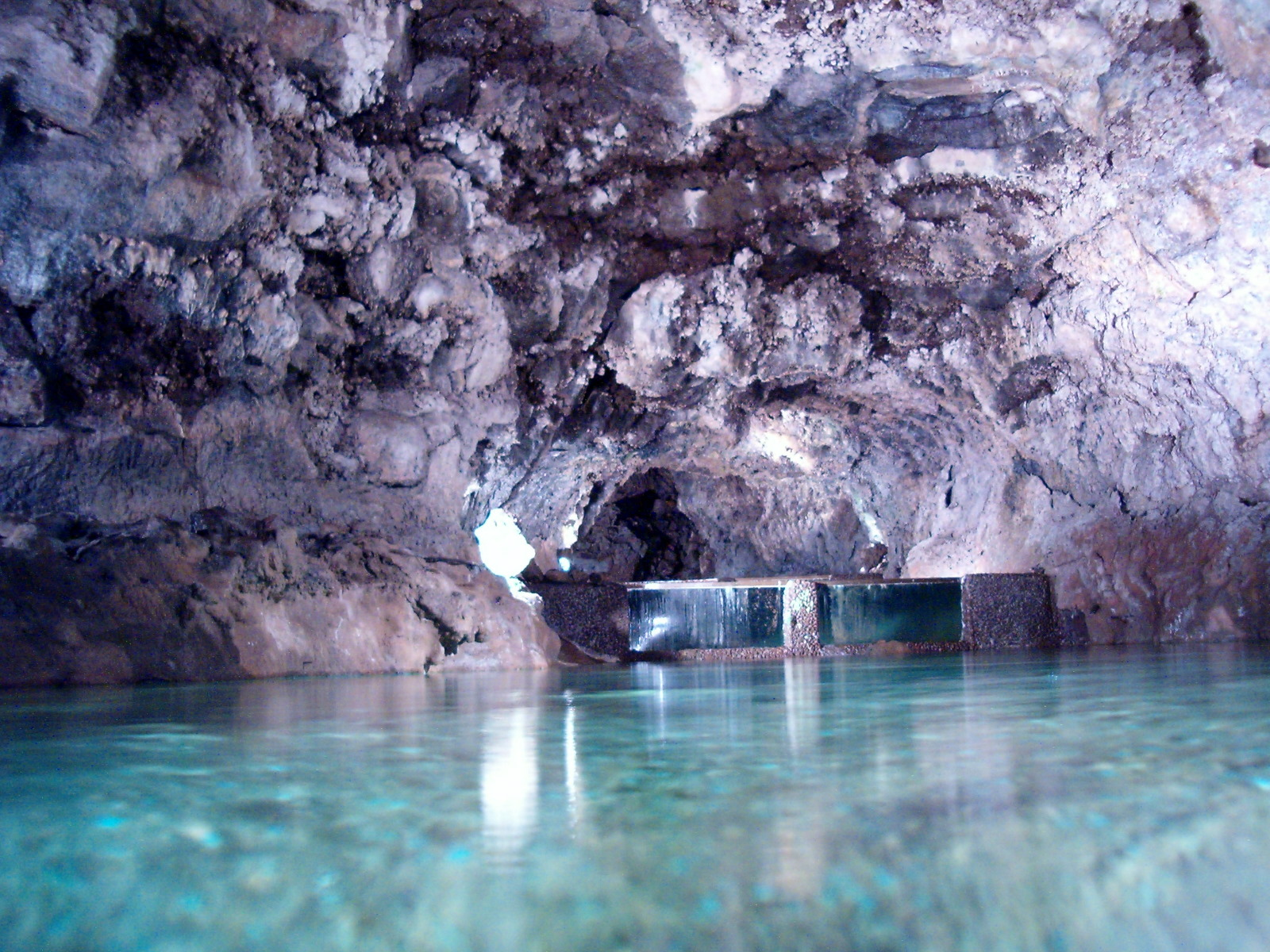
Grutas de São Vicente
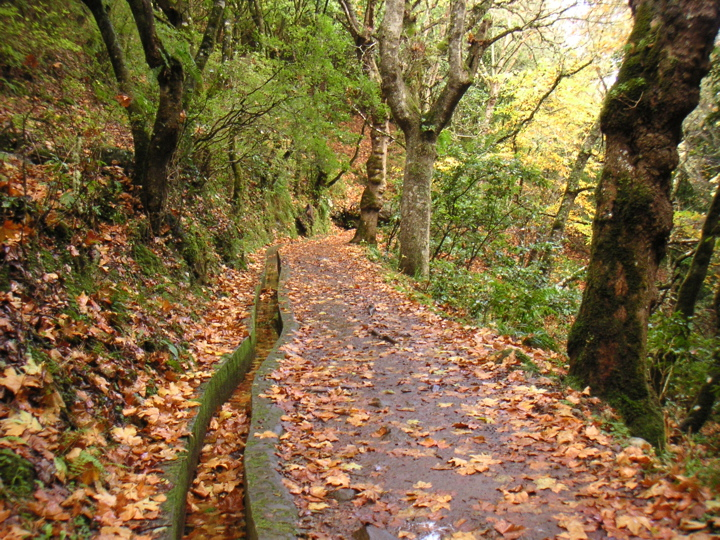
Levada do Furado, Ribeiro Frio
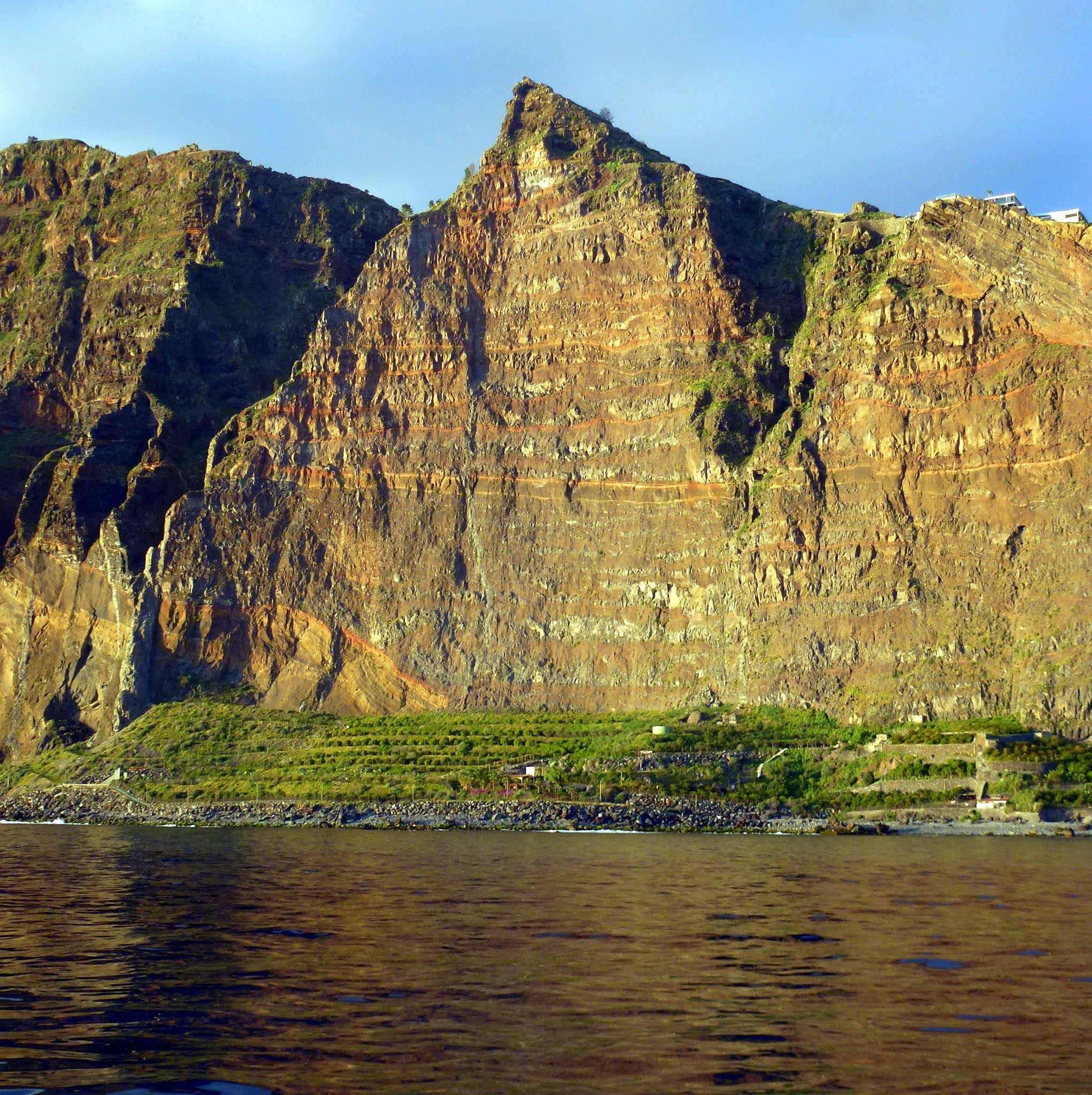
Fajã dos Padres
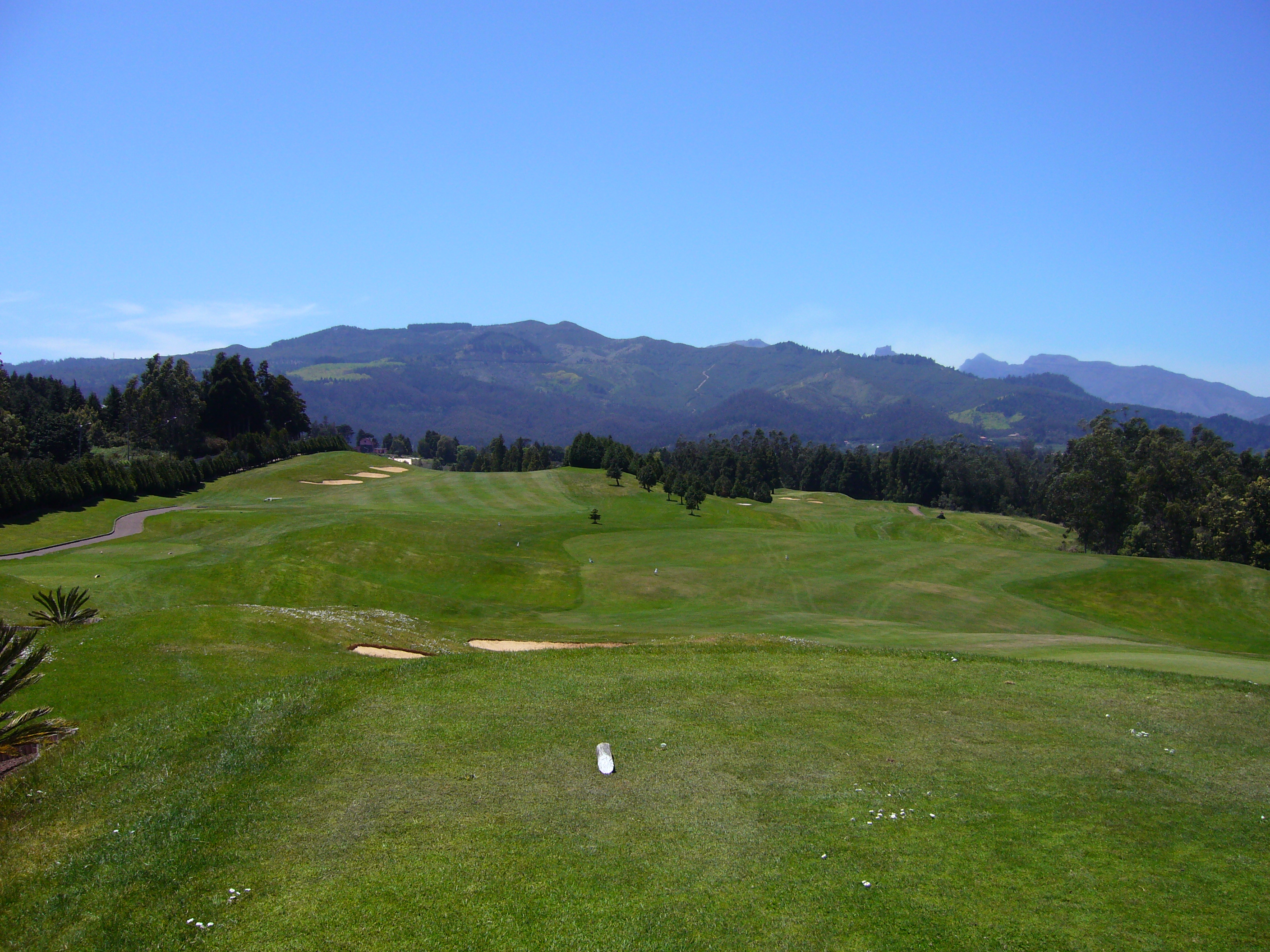
Santo da Serra
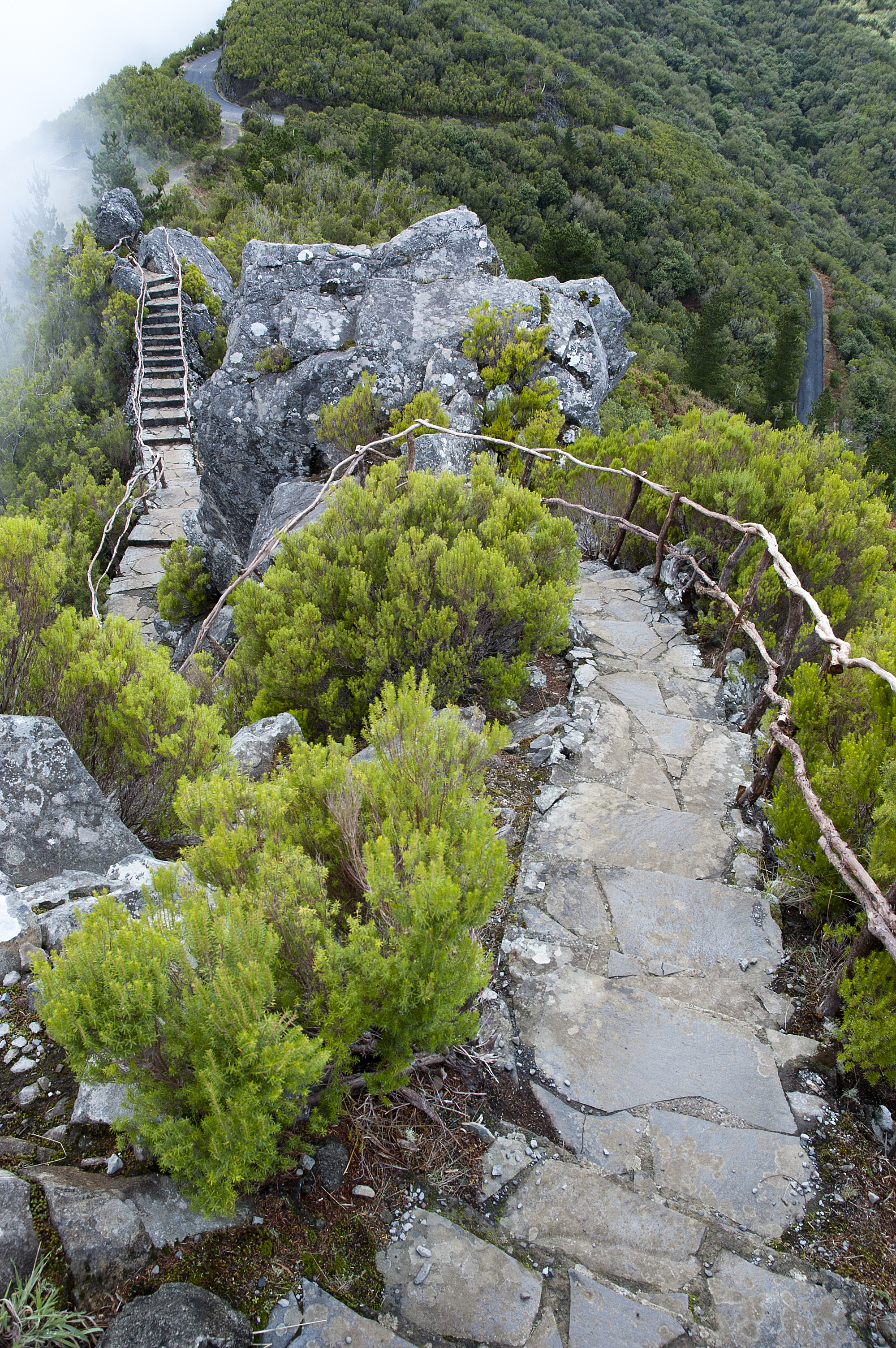
Floresta Laurissilva — Património Mundial da UNESCO
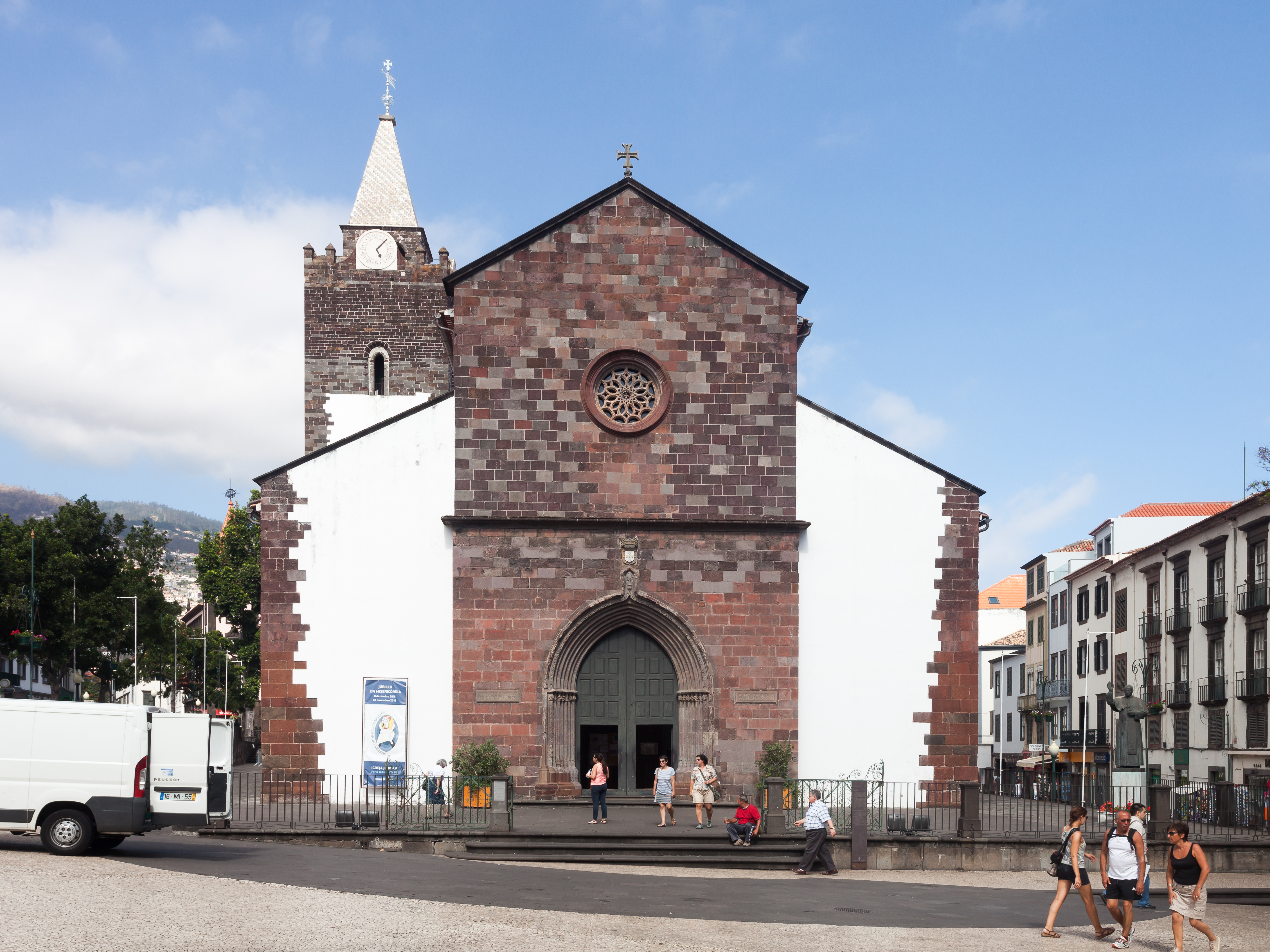
Catedral do Funchal, Igreja da Sé
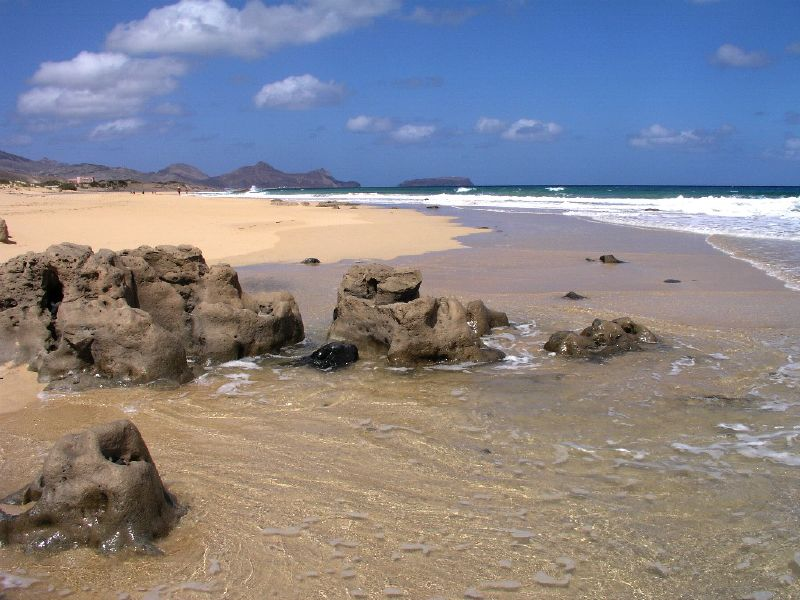
Porto Santo — praias de areia natural
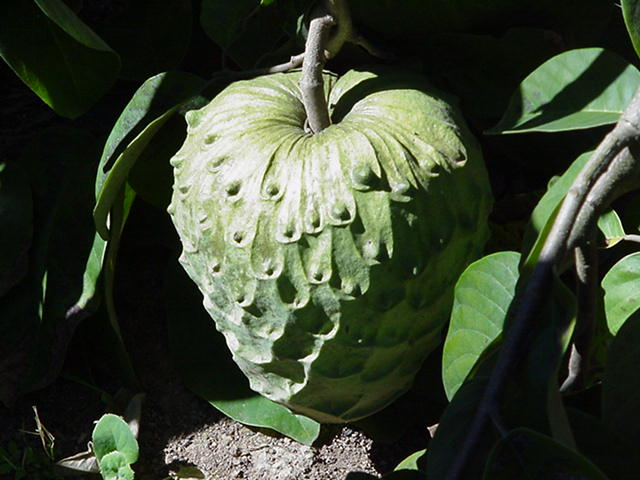
Fruto da Anona da Madeira
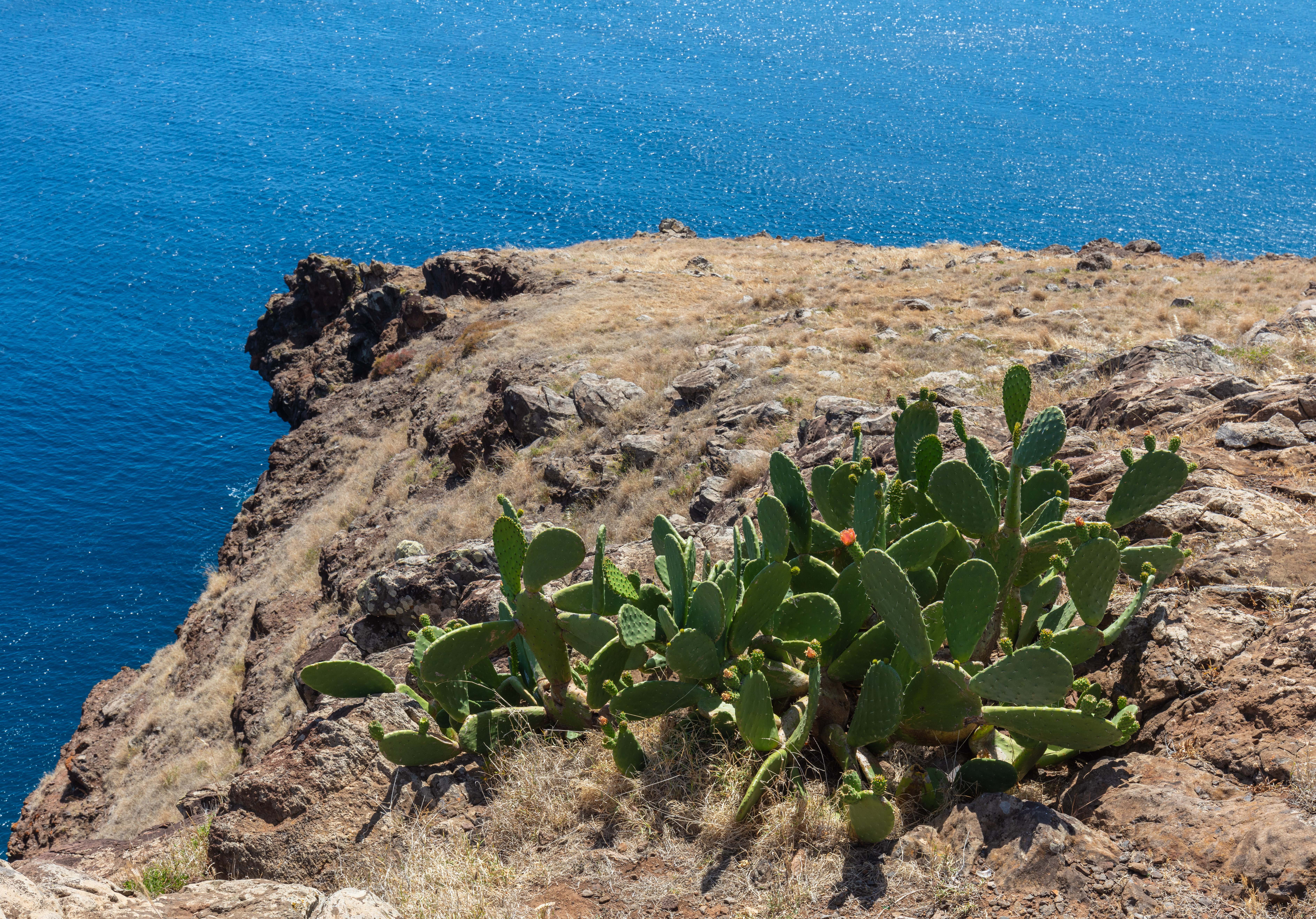
Tabaibeira

## Geminações
O arquipélago da Madeira possui as seguintes geminações:
- Região Autónoma de Vale de Aosta, Itália (1987)
- Jérsia, dependência da Coroa Britânica (1998)
- Província do Cabo Oriental, África do Sul
- Província de Jeju, Coreia do Sul (2007)